# المسيحية في إيران
للمسيحية في إيران تاريخ طويل، ويعود إلى السنوات الأولى من تاريخ المسيحية. ويعتبر توما أحد التلاميذ الاثنا عشر أول من بشر بالمسيحية في بلاد ما بين النهرين وفارس بحسب التقليد المسيحي. وعلى الرغم من قدم تاريخها في البلاد فقد كانت دائمًا دين الأقلية، إذ كانت الزرادشتية الديانة الرسميّة للدولة قبل الفتح الإسلامي لفارس، والإسلام السني في العصور الوسطى والإسلام الشيعي في العصر الحديث، على الرغم من انه كان للمسيحيين تمثيل أكبر من ذلك بكثير في الماضي مما هو عليه اليوم. وقد لعب مسيحيين بلاد فارس جزءًا هامًا في تاريخ التبشير المسيحي خصوصًا في آسيا الوسطى، حيث بين القرنين السادس والرابع عشر قام المبشرين من بلاد فارس في نشر كنيسة المشرق في معظم أنحاء آسيا، كما شملت أتباع بالإضافة إلى السريان المشارقة الذين احتفظوا بالبطريركية تقليدياً الملايين من الفرس والترك والمغول والهنود والصينيين.
تتراوح أعداد المسيحيين الإيرانيين بين 300,000 نسمة، إلى 370,000 نسمة. ويملكون ما لا يقل عن 600 كنيسة في إيران. ويشير أحد التقديرات إلى أن هناك ما يتراوح بين 100,000 إلى 500,000 مسيحي من خلفية إسلامية يعيشون في إيران، معظمهم من المسيحيين الإنجيليين. بحسب التعداد العام لعام 2011 المسيحية هي أكبر أقلية دينية في البلاد. رسمياً تٌعد الكنيسة الرسولية الأرمنية الأرثوذكسية أكبر الطوائف المسيحية في البلاد، يليها كنيسة المشرق الآشورية، والكنائس الكاثوليكية والبروتستانتية. ويعيش معظم المسيحيين في البلاد في مدن مثل طهران، ومشهد، وأصفهان، وتبريز، وأرومية، وشيراز، وهمدان وغيرها من المدن. وأدّت الثورة الإسلامية عام 1979 إلى هجرة العديد من المسيحيين، وتقدر أعداد المواطنين الإيرانيين المسيحيين في الخارج بحوالي 20,000 نسمة.
سمحت الجمهورية الإيرانية الإسلامية للطوائف المسيحية في إيران بالخدمة في جيش الجمهورية الإسلامية الإيرانية، ولهم قوانينهم الخاصة من جهة الإرث والأحوال الشخصية وأتاحت لهم الفرصة بالإحتفال بالمناسبات الرسمية المسيحية خاصةً أن الدستور يشير إلى هذه الحقوق، كما أن لهم ثلاثة ممثلين في مجلس الشورى الإسلامي. ويُسمح بممارسة الطقوس الدينية المسيحية بشكل رسمي في إيران ولكن يمنع منعاً باتاً أن يكون ذلك على أرضية التبشير، كما ويجب على المرأة المسيحية أن تراعي قواعد السلوك السائدة في المجتمع الشيعي. ويوجد في إيران أكثر من 50 مدرسة خاصة مسيحية، وأكثر من 50 مركزاً ثقافياً مسيحياً في طهران ويحق لهم طباعة الكتاب المقدس والإنجيل باللغة الفارسية وغيرها.
تعرضت الأقلية المسيحية البروتستانتية الإنجيلية، وهي أقلية غير معترف بها، في إيران إلى «الشكوك والعداء» من قبل الحكومة وفقًا لمنظمة هيومن رايتس ووتش، وذلك بسبب «استعدادها لقبول المتحولين المسلمين وحتى القيام بالتبشير في أوساطهم». وفقا لمنظمة هيومن رايتس ووتش خلال عقد 1990، تم الحكم على اثنين من المسلمين الذين اعتنقوا المسيحية بالإعدام بتهمة الردة وتهم أخرى. لم يتم حتى الآن الإبلاغ عن عمليات إعدام على خلفية الردة، لكن العديد من الأشخاص، مثل يوسف ندرخاني وسعيد عابديني، الذين تعرضوا للمضايقة والسجن حُكم عليهم بالإعدام بسبب الردة. في عام 2012 قال محققون في مجال حقوق الإنسان بالأمم المتحدة أن المتحولين للمسيحية يعانون من الإضطهاد والاعتقال في إيران، بالإضافة إلى مناخ الخوف والتي تعمل في ظلها العديد من الكنائس في الوقت الراهن خاصًة الكنائس البروتستانتية الانجيلية.

## تاريخ

### القرون الأولى

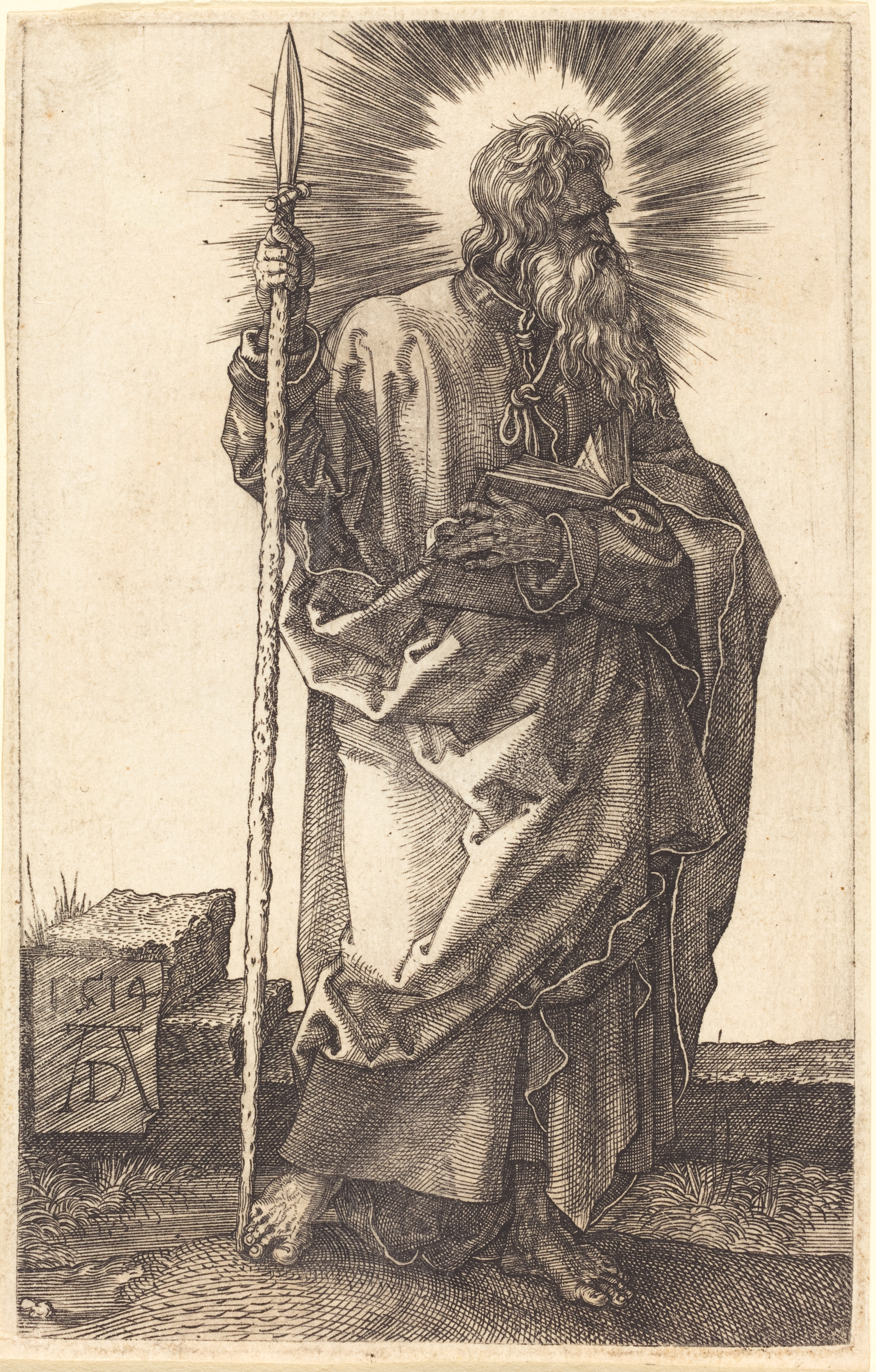
نقش لآلبرخت دورر يظهر توما الرسول. يعتبر توما بحسب التقليد المسيحي أول مبشر بالمسيحية في الإمبراطورية البارثية.

يعتبر توما أحد التلاميذ الاثنا عشر أول من بشر بالمسيحية في بلاد ما بين النهرين وفارس بحسب التقليد المسيحي. وبحسب التقليد السرياني، فقد قام مار ماري تلميذ مار أدي بنشر المسيحية في بلاد الرافدين وبالتحديد ببابل وكرخ سلوخ (كركوك) في القرن الأول. غير أن ابن العبري يذكر أن مار أدي هو المسؤول عن نشر المسيحية في كل فارس وآشور وأرمينيا وميديا وبابل وغيرها، كما يوافقه في الرأي مؤرخون سريان آخرون مثل ماري ابن سليمان ومخطوطات تاريخ كنيسة المشرق منذ القرن السابع.
من المعروف تاريخيًا أن المسيحية أصبحت بحلول القرن الثالث متوطدة في شمال ما بين النهرين وخاصة بمدينة الرها التي أصبحت في فترة مبكرة مركزًا ثقافيًا للمسيحية السريانية. وتظهر هيمنة الرها جليًا في اعتبار لهجتها الآرامية التي عرفت بالسريانية لغة ليتورجية لهذه الكنائس. ويبدو أن المسيحية انتشرت بسرعة شرقًا بعد أن قام أباطرة الساسانيين وخاصة شابور الأول بحملات على الإمبراطورية الرومانية كانت من نتائجها سبي عدد كبير من مسيحيي سوريا وقيليقية وكبدوكية، من ضمنهم بطريرك أنطاكيا الذي أصبح أول أسقف على «بيث لافط» (جنديسابور). ومن اللافت للنظر هنا أن هذا السبي أدى إلى حدوث ازدواجية في كنيسة فارس وذلك لتواجد كنيستين: سريانية ويونانية، وذلك حتى القرن الخامس. ويظهر ذلك في نقوش كاترير، الكاهن الأعظم للزرادشتية، والتي تذكر اضطهاد المسيحيين السريان (نصرايي) واليونان (كريستياني).
وصلت المسيحية إلى مرحلة متقدمة من التطور في القرن الثالث فتم تشكيل أسقفيات في المدن الكبرى. خلال تلك الفترة ازدهرت مدينتان كبريتان في شمال ما بين النهرين: كرخا دبيث سلوخ وأربيل كمركزين تجاريين ودينيين هامين بالإضافة إلى عدة مدن أصغر حجما كنينوى ونصيبين. ويحتمل أن هذا الطريق المار بهذه المدن الواصل سوريا بشمال إيران وبحر قزوين كان من أهم الطرق التي سلكها المبشرون بالمسيحية.
أدت المنافسة بين الأساقفة حول من يعتبر الأعلى مرتبة في الإمبراطورية الساسانية إلى الاستعانة بأسقف الرها الذي أوصى بإعطاء الأولوية لمدينة قطيسفون، العاصمة السياسية للساسانيين. ويعتبر هنا پاپا بار أجي (توفي 328) أول أسقف على قطيسفون يحمل لقب جاثليق المشرق. واجهت كنيسة المشرق أول أمتحان لها عندما اعتنق الإمبراطور الروماني قسطنطين المسيحية وأعلنها ديانة رسمية، ما أدى إلى قيام الساسانيين بحملات منظمة للقضاء على المسيحيين. كما تزامنت هذه الفترة مع صعود نجم الزرادشتية كديانة رسمية في فارس. شهدت فترة حكم شابور الثاني (209-279) أعنف تلك الاضطهادات التي راح ضحيتها آلاف المسيحيين على رأسهم الجثالقة شمعون بار صباعي وسهدوست وبربعشمين وتومرسا. تعكس وثائق الكنيسة في هذه الفترة تدمير العديد من الكنائس والأديرة كما تعطي بذلك فكرة عن مدى انتشار المسيحية الكبير في غرب الإمبراطورية الساسانية.
وبوفاة شابور الثاني تحسنت أوضاع المسيحيين، فحاول خليفته يزدجرد الأول التقرب من البيزنطيين بدمج المسيحيين في البلاط الفارسي. كما شهدت فترة أوائل القرن الخامس زيادة البعثات الدبلوماسية بين الطرفين كانت نتيجة إحداها، بقيادة ماروثا أسقف ميافارقين، السماح بإعادة بناء الكنائس.

### العصور الوسطى (652-1501)

#### الإمبراطورية الساسانية

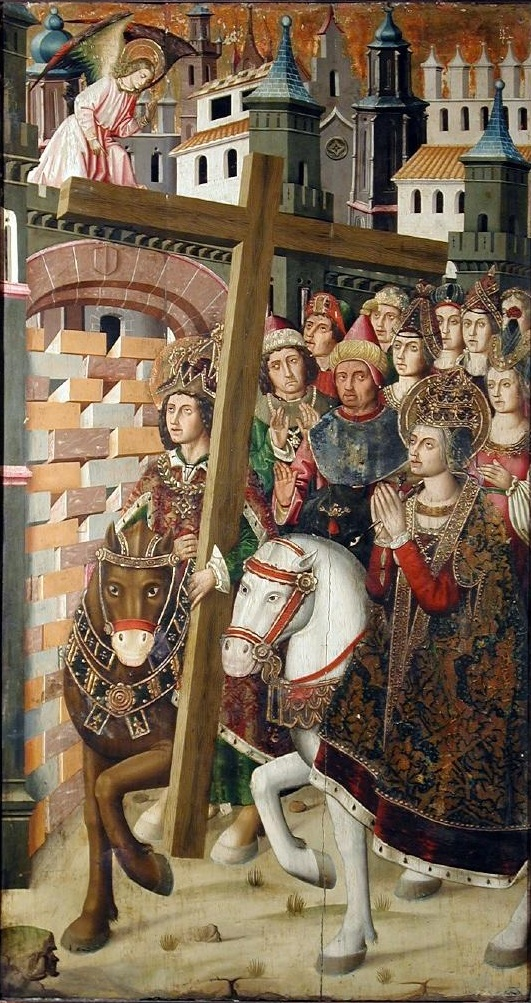
أيقونة إسپانيَّة من القرن الخامس عشر الميلاديّ تُظهرُ هرقل يُعيد الصليب الحقيقي إلى بيت المقدس، وتظهر إلى جانبه القديسة هيلانة.

كان المسيحيون في الإمبراطورية الساسانية ينتمون أساسًا إلى الكنيسة النسطورية (كنيسة المشرق) والكنيسة اليعقوبية (الكنيسة السريانية الأرثوذكسية). على الرغم من أن هذه الكنائس حافظت في الأصل على علاقات مع الكنائس المسيحية في الإمبراطورية الرومانية، إلا أنها كانت مختلفة في العقائد عن الكنائس الخلقيدونية. وعاش معظم المسيحيين في الإمبراطورية الساسانية على الحافة الغربية للإمبراطورية، في الغالب في بلاد ما بين النهرين، ولكن كانت هناك أيضًا مجتمعات مهمة موجودة في المناطق الشمالية، وهي ألبانيا القوقازية، ولازيكا، وأيبيريا القوقازية، والجزء الفارسي من أرمينيا. تم العثور على مجتمعات مهمة أخرى في جزيرة تايلوس (البحرين الحالية)، والساحل الجنوبي للخليج الفارسي، ومنطقة مملكة المناذرة العربية. بعض هذه المناطق كانت أقرب إلى المسيحية. أصبحت مملكة أرمينيا أول دولة مسيحية مستقلة في العالم في عام 301. في حين أن عددًا من الأراضي الآشورية قد أصبحت مسيحية بالكامل تقريبًا حتى في وقت مبكر خلال القرن الثالث، الا أنها لم تصبح أبدًا دولًا مستقلة.
بالرغم من فترة الاضطهادات العنيفة في القرن الرابع الا أن كنيسة المشرق خرجت كمؤسسة قوية في القرن الخامس وأخذت تلعب دورًا محوريًا في الإمبراطورية الساسانية. ويعود ذلك بشكل خاص إلى الطبيعة الإرسالية لهذه الكنيسة التي جذبت العديدين من أبناء الديانات الأخرى إليها. وأصبح من الواضح أن الاضطهاد لم يعد يجدي نفعًا، ولعل هذا السبب الأخير هو الذي دعى الأباطرة الساسانيين في نهاية الأمر إلى الإعتراف بهذه الكنيسة رسميًا من قبل يزدجرد بن سابور عام 409 في محاولة لإضفاء طابع فارسي عليها وجعلها ندًا للكنيسة الرومانية (البيزنطية). غير أنّ، هذه السياسة لم تكن الوحيدة، فسرعان ما حاول يزدجرد الثاني إعادة فرض الزرادشتية على الأرمن والسريان بدون جدوى في منتصف القرن الخامس. وزاد عدد النخب المسيحية في البيروقراطية، وهو تدفق استمر حتى سقوط الإمبراطورية في عام 651.
لعل أهم حدث في هذه الفترة كان الخلاف بين نسطور بطريرك القسطنطينية وكيرلس بطريرك الإسكندرية حول استخدام عبارة «ثيوطوكس» (أم الله) في وصف مريم العذراء. ففي حين رفض نسطور وأسقف الرها وبطريرك أنطاكيا هذه التسمية، دعمها كيرلس وسلستين الأول بطريرك روما. بعد قيام الطرفين بعقد مجمعين متوازيين في أفسس في حزيران 431، حدث انقسام بين الأنطاكيين والإسكندريين. غير أن شرخًا حدث عندما غير رابولا أسقف الرها موقفه وتحالف مع كيرلس، فدخل في صراع مع مدرسة الرها التي ظل رئيسها إيباس الرهاوي على موقفه داعمًا لنسطور فتم طرده مع تلاميذه وحرق كتب معلمه ثيودور الموصي. تم عقد الصلح بين بطريركتي أنطاكيا والإسكندرية سنة 433 وكانت من نتائجه تحالف الطرفين وهزيمة نسطور ونفيه إلى مصر حيث توفي سنة 451، كما تم طرد عدد من الأساقفة الذين وجدو في كنيسة المشرق الفارسية ملجئًا لهم.
شهد عهد الشاه هرمزد الرابع تسامحًا دينيًا واضحًا، فتم سنة 562 أقرار الحرية الدينية للمسيحيين بشرط أن لا يقوموا بالتبشير ضمن الإمبراطورية، وبالرغم من قيام السلطات بإعدام بعض المتحولين عن الزرادشتية إلا أن المسيحية استمرت بالنمو بشكل ملحوظ. نشب خلاف على حكم الدولة الساسانية بعد وفاة هرمزد انتهى باستيلاء خسرو الثاني على العرش، واتسمت علاقة خسرو بيشوعيهب بالتوتر فالتجأ الأخير إلى ملك المناذرة النعمان بن المنذر حيث توفي لديه. استغل خسرو فرصة شغور البطريركية فعين سبريشوع الذي حضى بدعم الملكة شيرين الآرامية والتي كانت على مذهب كنيسة المشرق في ذلك الحين. وبالرغم من قصر بطريركية سبريشوع إلى أن عهده شهد انتعاشًا للحركة الرهبانية التي منعت في السنوات السابقة؛ فقام إبراهيم الكشكري بإعادة هيكلة الرهبنة السريانية الشرقية، كما شهدت هذه الفترة إنشاء عدة أديرة على سفوح جبل إيزلا في طور عابدين.
ورث الساسانيون العلاقات العدائية مع الرومان من أسلافهم الپارثيين. وفي القرن الثالث الميلادي، شن الساسانيون عدد من الهجمات على الأراضي الرومانية، واستطاع الرومان استيعاب تلك الهجمات دون أن يفقدوا أيًا من أراضيهم. ورث البيزنطيون الصراع مع الساسانيون في تلك البقعة، وأُضيف إلى البعد السياسي للحروب بينهما بعدًا دينيًا بعد دخول البيزنطيون في المسيحية.

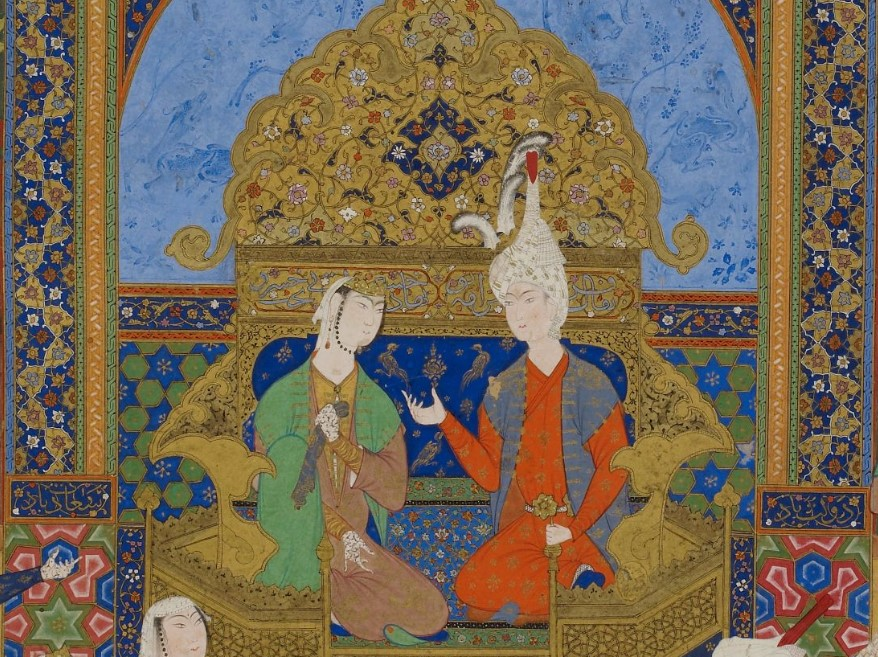
منمنمة فارسية تُصور الأميرة المسيحية شيرين وخسرو الثاني.

تزوج خسرو الثاني من مسيحية تدعى شيرين، والتي نشأت نسطورية في كنيسة المشرق وتحولت لاحقاً إلى المذهب الميافيزي (الكنيسة السريانية الأرثوذكسية). كانت علاقة خسرو بالمسيحية معقدة: كانت زوجته شيرين مسيحية، وكذلك كان وزير المالية يزدين، وطبيب البلاط غابرييل من سنجار. خلال فترة حكمه كان هناك صراع مستمر بين المذاهب المسيحية الميافيزية والنسطورية. فضلّ خسرو الميافيزية، وأمر جميع رعاياه بالالتزام بالمذهب، ربما تحت تأثير شيرين وطبيب البلاط الملكي غابرييل من سنجار، اللذين دعما هذا المذهب. قام خسرو أيضًا بتوزيع أموال أو هدايا على الأضرحة المسيحية. أدّى تسامح خسرو الكبير تجاه المسيحية وصداقته مع البيزنطيين المسيحيين إلى اعتقاد بعض الكتاب الأرمن أن خسرو كان مسيحيًا. كانت سياسته الإيجابية تجاه المسيحيين (والتي، مع ذلك، ربما كانت دوافعها سياسية) جعلته لا يحظى بشعبية مع الكهنة الزرادشتيين، كما جعل المسيحية منتشرة بشكل كبير حول الإمبراطورية الساسانية.
هاجم القائد الفارسي شهربراز ولاية سوريا الرومانية ونجح في الاستيلاء على أنطاكية وطرطوس، لتنقطع الصلة بين القسطنطينية وولاياتها الجنوبية في فلسطين ومصر وإفريقية. ثم ضموا دمشق وأفاميا وحمص سنة 613م، حاول القائد البيزنطي نيستاس مقاومة الفرس إلا أنه هُزم في أذرعات. وفي سنة 614م، استولوا على القدس بعد حصار وحرقوا عدد من الكنائس بينها كنيسة القيامة، واستولوا على مقدسات مسيحية كالصليب الحقيقي والحربة المقدسة والاسفنجة المقدسة. ثم غزا القائد الفارسي شهربراز مصر سنة 618م، واقتحموا الإسكندرية بعد عام من الحصار.
رد هرقل على ذلك بأن تحالف مع الخزر الذين شنوا هجومهم على الفرس في القوقاز. ثم فاجأ هرقل الفرس بمهاجمتهم في شتاء 627م، وألحق بالفرس هزيمة قاسية في نينوى. تسببت الهزائم المتلاحقة التي ألحقها هرقل بالفرس في حملته إلى ثورة الجيش على خسرو الثاني وخلعه وتنصيب ابنه قباذ الثاني الذي بادر بطلب الصلح مع هرقل. وقد تم هذا الصلح لينجح بذلك هرقل في استعادة كافة الأراضي البيزنطية التي استولى عليها الفرس من قبل، إضافة إلى استعادة أسرى البيزنطيين ومقدساتهم الدينية المسلوبة من القدس سنة 614م. وبالرغم من التسامح مع المسيحية في أواخر عهد الساسانيين غير أن فترة الحرب البيزنطية الساسانية التي دامت بين عام 602 وعام 628 شهدت اضطهادًا للمسيحيين كونهم على دين البيزنطيين. فبعد وفاة سبريشوع سنة 604 خلفه جيورجيس الأول، ويبدو أن تعيين جيورجيس جاء من دون رضى خسرو حيث حرم المسيحيين من تعيين خليفة له بمجرد وفاة البطريرك سنة 608، فظلت كنيسة المشرق بدون بطريرك طيلة فترة حكمه. خلال هذه الفترة أدار أمور الكنيسة كلا من آبا رئيس شمامسة قطيسفون وباباي الكبير، أحد أبرز لاهوتيي القرن السادس.

#### الخلافة العربية الإسلامية

الطبيب أبو سعيد عبيد الله بن بختيشوع وينتمي لعائلة بختيشوع، وهم أسرة من الأطباء والعلماء السريان المسيحيين. تعود أصولهم إلى مدينة جنديسابور، وخدمت الأسرة الخلفاء العباسيين.

لم يؤثر ظهور الخلافة الإسلامية على أنقاض الدولة الساسانيّة بشكل ملحوظ على كنيسة المشرق في البداية. حيث سرعان ما حاول يشوعيهب الثاني التوصل إلى ضمان الحرية التي كانوا يتمتعون بها في أواخر عهد الساسانيين. كما استمرت المنافسة بين الكنيسة السريانية وكنيسة المشرق على نيل رضا الحكام الجدد حيث غالبًا ما تمكن أحد الطرفين من إقناع الحكام المسلمين الحصول على امتيازات على حساب الطرف الثاني عن طريق رشوة الحكام.
وقد رحب الآشوريون السريان في بلاد فارس بقدوم المسلمين الذين لم يحدوا من حريتهم الدينية كما فعل البيزنطيون الساسانيون بشكل عام، كما كان للتقارب اللغوي بين العربية والسريانية سببا آخر لتقارب الشعبين. وفرضت على مسيحيي الخلافة الإسلامية ضريبتا الجزية والخراج وأعفوا من الالتحاق بالجيوش الإسلامية، غير أنهم منعوا من نشر المسيحية داخل أراضي الدول الإسلامية. اتسمت هذه الفترة عموما بالتسامح الديني ما خلا فترات حكم بعض الخلفاء مثل عمر بن عبد العزيز الذي فرض ضرائب طائلة على المسيحيين وسن عليهم قيودا في الملبس والتنقل.
قام طيموثاوس الأول بتحويل كرسيه من كاتدرائية كوخي بقطيسفون إلى دير الجاثليق على الضفة الغربية لدجلة في بغداد. وعمل البطريرك النسطوري طيموثاوس الأول على تهيئة المرسلين إلى آسيا وذلك بتدريسهم كل من الفلسفة واللاهوت بالإضافة إلى ثقافات ولغات الشعوب الأخرى. كما دعى عدة كنائس أخرى لمشاركة نشاطه ويظهر ذلك في رسالته إلى دير مارون يخبرهم فيها بحاجته إلى مبشرين بين الترك بعد موافقة ملكهم على نشاطهم. حققت سياسته نجاحا كبيرًا ويظهر ذلك من خلال قيامه بتأسيس عدة مطرانيات وأبرشيات في الهند والتيبت والصين واليمن وحول بحر قزوين. وعرف عنه كذلك غزارة مؤلفاته ومعرفته الفلسفية واللاهوتية العالية ومعرفته بعدة لغات، ولم يحفظ من أعماله التي تزيد على 200 بحسب المؤرخ عبديشوع بار بريخا سوى 50، لعل أبرزها مناظرته مع الخليفة المهدي. وقام بعض الرهبان النساطرة بالسفر إلى أواسط آسيا والصين لنشر المسيحية فيها بسبب القيود التي فرضت على نشر المسيحية بين المسلمين في المشرق، فازدهرت كنيسة المشرق في تلك البقاع واعتنقت أعداد كبيرة من الفرس والترك والهنود والصينيين والمغول الديانة المسيحية، وأصبحت كنيسة المشرق إحدى أكثر الفروع المسيحية انتشارًا، ووصلت أوج قوتها بين القرنين السادس والرابع عشر حيث كانت حينئذ أكبر كنيسة انتشاراً جغرافياً ممتدة من مصر إلى البحر الأصفر.

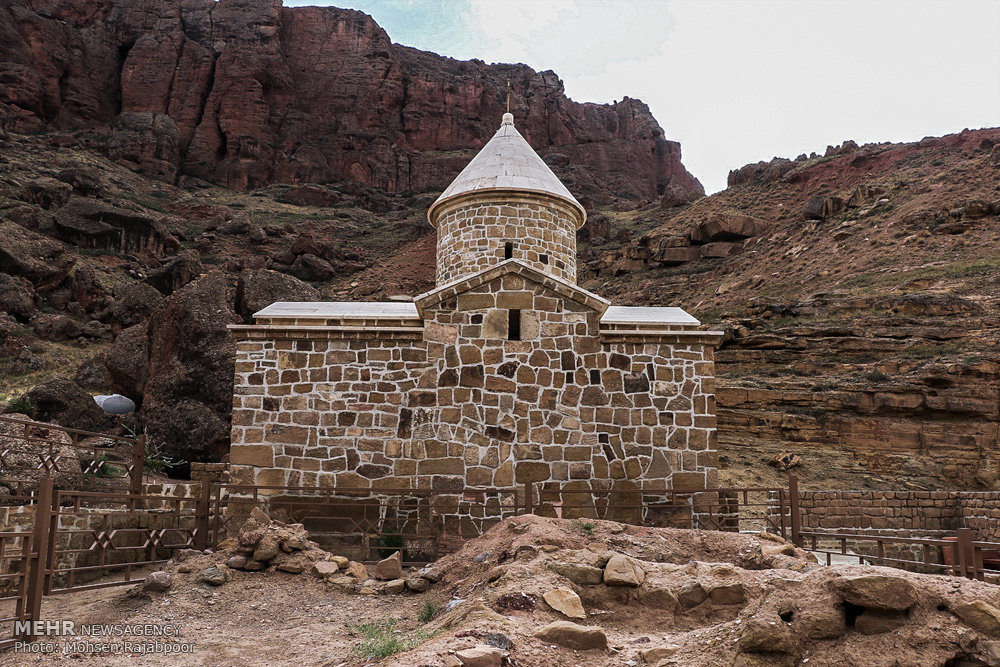
كنيسة تشوبان.

شهدت بداية القرن التاسع ظهور عدد كبير من الكتب الدينية المسيحية بالعربية بدلاً من السريانية، فبالرغم من كتابة طيموثاوس الأول لأعماله بالسريانية غير أنها سرعان ما كانت تترجم للعربية. من أبرز من ألف بالعربية كذلك السكرتير البطريركي أبو الفضل علي بن ربان النصراني، وعمار البصري وإسرائيل الكشكري، على أن أهم لاهوتيي كنيسة المشرق كثيودور بار قوني استمروا بالتأليف بالسريانية التي تطورت مفرداتها الأدبية بشكل ملحوظ. كما نشط الآشوريين النساطرة واليعاقبة في الترجمة من اليونانية إلى السريانية ومن ثم للعربية وخاصةً في عهد الدولة العباسية حيث كان معظم المترجمين في بيت الحكمة من اليعاقبة والنساطرة وقد برزوا أيضا بالطب والعلوم والرياضيات والفيزياء فاعتمد عليهم الخلفاء، واستفادوا من المدارس التي ازدهرت فيها العلوم قبل قيام الدولة العربية خصوصاً مدارس مدن «الرها ونصيبين وجنديسابور وإنطاكية والإسكندرية» المسيحية والتي خرجت هناك فلاسفة وأطبّاء وعلماء ومشرّعين ومؤرّخين وفلكيّين، وحوت مستشفى ومختبرًا ودار ترجمةٍ ومكتبةً ومرصد. ومن أبرز العلماء والأطباء في تلك الفترة أسرة بختيشوع القادمة من بلاد فارس الذين خدموا كأطباء للخلفاء العباسيين، ويوحنا بن ماسويه مدير مشفى دمشق خلال خلافة هارون الرشيد، وحنين بن إسحاق المسؤول عن بيت الحكمة وديوان الترجمة وابنه إسحاق بن حنين، وحبيش بن الأعسم وغيرهم. وأصبحت بغداد عند إنشأها مركزا لكنيسة المشرق وكان بطاركتها غالبا ما ينادمون الخلفاء العباسيون.
غير أن فترة الازدهار هذه بدأت بالانحسار بوهن الدولة العباسية وانتهت بسقوط بغداد سنة 1258 وسيطرة القبائل المنغولية والتركية على المنطقة. وفي ظل هذه الظروف تناقص عدد المسيحيين بشكل كبير نتيجة للهجرة أو التحول إلى الإسلام كما تضعضعت أحوالهم المالية، ويظهر ذلك من خلال إيرادات الجزية التي تناقصت من 130,000 درهم أوائل القرن التاسع إلى 16,000 خلال القرن اللاحق. تزامن هذا مع اختفاء كامل لللغة اليونانية كلغة يومية وتراجع السريانية لحساب اللغة العربية التي أصبحت لغة التواصل المشتركة بالشرق الأوسط. تحسنت أوضاع كنيسة المشرق في فترة حكم البويهيين الشيعة بين عام 945 إلى عام 1055، غير أنها ساءت مجددًا بوصول السلاجقة. ويذكر القاضي الماوردي عددًا من القيود التي فرضت على المسيحيين كمنع دق النواقيس وبناء مباني أعلى من بنايات المسلمين وانتقاد الإسلام والنوح على موتاهم. بالرغم من هذه القوانين إلى أن أحوالهم فعليًا لم تكن أسوأ مما كانت عليه في العهد الساساني.

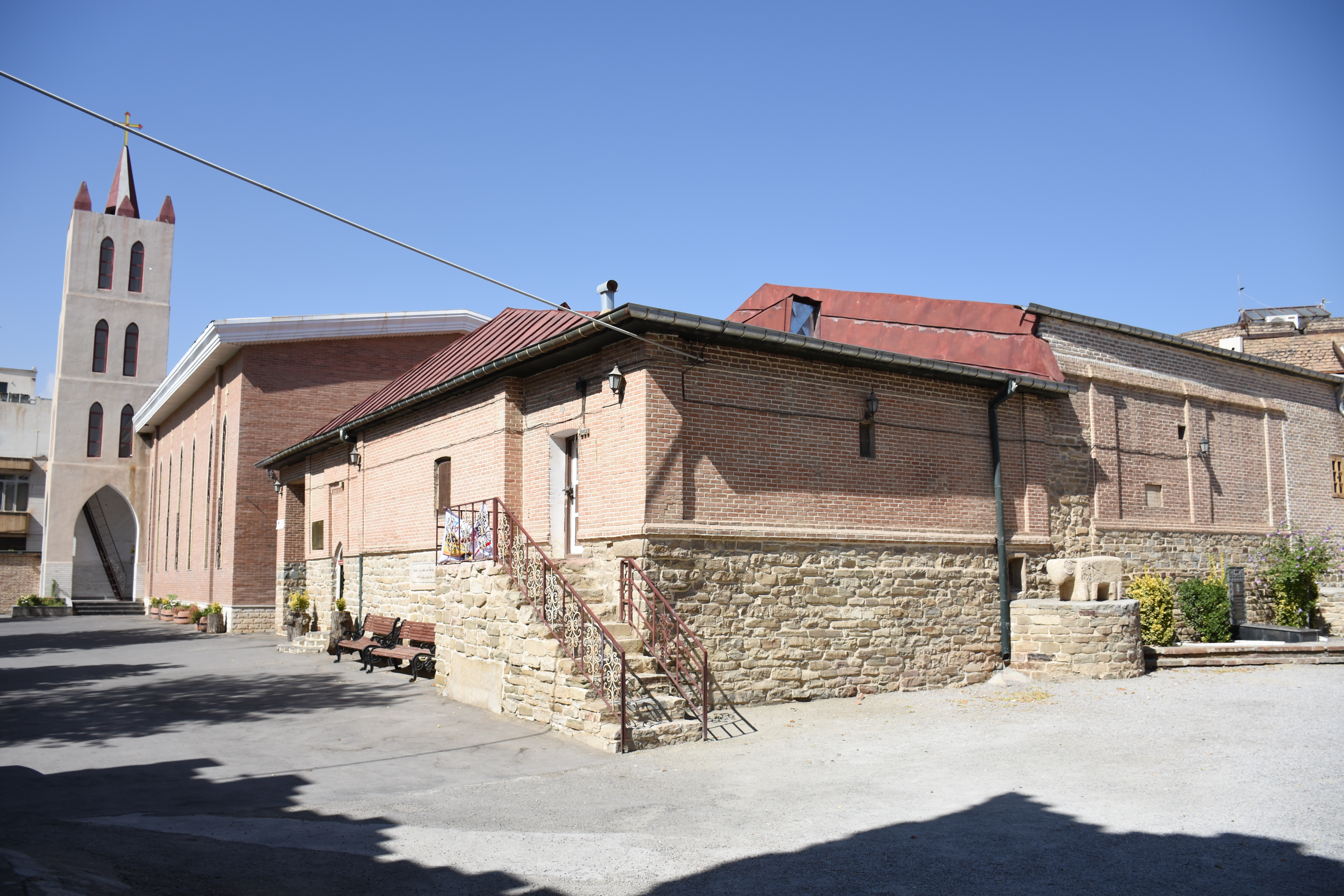
كنيسة القديسة مريم في أرومية: ذكرها ماركو بولو خلال زيارته لبلاد فارس.

كان المسيحيُّون كثرةً في أذربيجان وأرمينية، فشاد لهم هولاكو الكنائس في كُلِّ مكانٍ، حتَّى اعتبروه وزوجته مُنقذين مُساعدين لهم، وكان مُعظم المسيحيين في الدولة الإلخانيَّة من أتباع الكنيسة النُسطُوريَّة، وقد سمح المغول لِلبعثات التبشريَّة الكاثوليكيَّة من الفرنسيسكان والدومينكان أن تُمارس نشاطاتها في البلاد الخاضعة لِحُكمهم، كما استعانوا بالأوروپيِّين الكاثوليكيين لِيكونوا لهم مُستشارين أو مُترجمين أو سُفراء. استمرت كنيسة المشرق بالإتساع في آسيا بنهاية القرن الثالث عشر في ظل يهبلاها الثالث أول بطريرك من آسيا الوسطى. غير أن الإيلخانيين انقلبوا على المسيحيين في عهد أولجايتو. وأدى الاضطهاد الشديد على المسيحية من قبل تيمورلنك في العراق وبلاد فارس إلى انهيارها في آسيا الوسطى. أشار ماركو بولو خلال وجوده في بلاد فارس إلى عدد من الكنائس المسيحية وكان من ضمنها كنيسة القديسة مريم في أرومية وكنيسة مريم المقدسة في تبريز. في عام 1445 دخل جزء من أتباع كنيسة المشرق في شراكة مع الكنيسة الكاثوليكية (كان معظمهم في الدولة العثمانية، ولكن أيضًا في بلاد فارس). كانت لهذه المجموعة بداية متعثرة ولكنها كانت موجودة ككنيسة منفصلة منذ أن كرّس البابا يوليوس الثالث يوحنان سولاقا في منصب بطريرك بابل الكلداني في عام 1553.
شهد القرن السادس عشر تمركز مركز بطريركية كنيسة المشرق في المنطقة المحصورة بين نهر دجلة وبحيرتي وان وأورميا في حين بدأت ما تبقى من البطريركيات والأسقفيات في تبريز وبغداد ونصيبين وأربيل والجزيرة الفراتية بالاختفاء من حوليات الكنيسة في القرنين السادس عشر والسابع عشر،
وتحول البطاركة إلى مجرد قادة قبليين بعض أن فقدوا المراكز العلمية واللاهوتية التي اشتهروا بها في القرون السابقة. في تلك الحقبة باءت محاولات المبشرين الكاثوليك لاستدراج مسيحيي حكاري وأرومية النساطرة بالفشل، في حين نجحت المحاولات مع مسيحيي سهل نينوى الذين تحولوا إلى الكنيسة الكلدانية الكاثوليكية. وأنقسم المسيحيين الآشوريين بين كرسي الإيليون الكاثوليك في ألقوش وكرسي الشمعونيون النساطرة في قدشانس.

### السلالات (1501–1979)

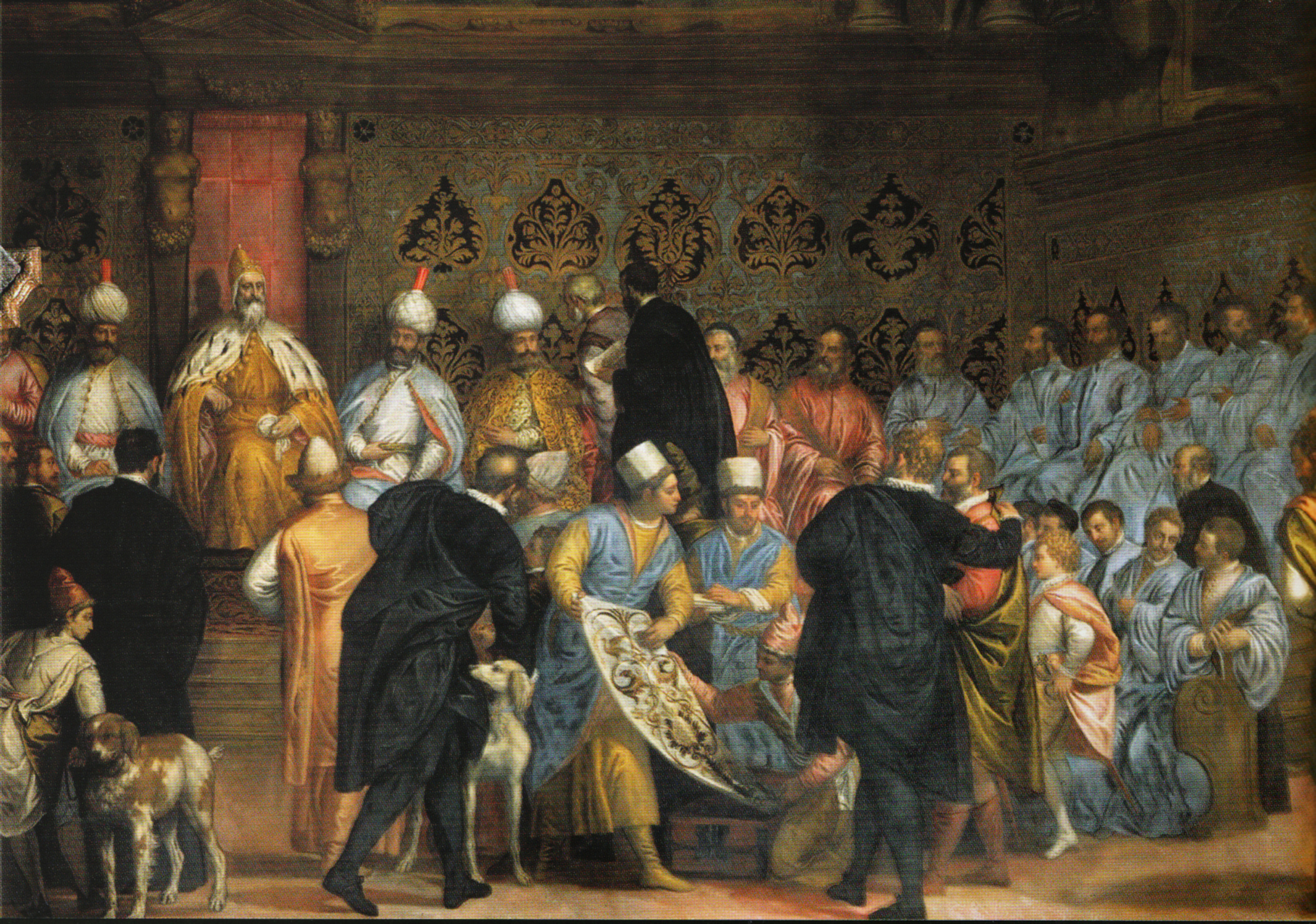
لوحة تصور السفراء الفُرس في قصر دوجي في البندقية عام 1603.

سعى الملوك الصفويين لإجبارهم رعاياهم على قبول الإسلام الشيعي، كما أجبر السُنّة أيضًا على اعتناق المذهب الشيعي أو التعرض للاضطهاد والسجن والنفي والقتل. وفي وقت سابق من القرن، شهدت هذه الفترة أيضًا حملات متقطعة لتحويل الأرمن والزرادشتيين إلى الإسلام. خلال حقبة طهماسب الأول شنّ سلسلة حملات بين عام 1540 وعام 1554 والتي هدفت إلى دعم الروح المعنوية والكفاءة القتالية لجيش قزلباش، والذين عادوا إلى الوطن أعدادًا كبيرة (أكثر من 70,000) من المسيحيين الجورجيين والشركس والأرمن، والذين أصبحوا أساس الطبقة القوقازية الجديدة في المجتمع. وطبقًا للمؤرخ توماس هربرت خلال في النصف الأول من القرن السابع عشر، كان يسكن حوالي 40,000 من الشركس المسيحيين والجورجيين في الدولة الصفوية والذين تم نقلهم قسراً وإعادة توطينهم البلاد. كان تسامح عباس الأول الصفوي مع المسيحيين جزءًا من سياسته المتمثلة في إقامة علاقات دبلوماسية مع القوى الأوروبية لمحاولة تجنيدهم في الكفاح ضد عدوهم المشترك، الدولة العثمانية. وكانت الدولة الصفوية على مذهب الشيعة الإثني عشرية في حين كانت الدولة العثمانية على المذهب السني، ولم تكن فكرة مثل هذا التحالف المناهض للعثمانية فكرة جديدة. على أي حال، كان موقف عباس يتناقض بشكل واضح مع موقف جده، طهماسب الأول، الذي طرد المسافر الإنجليزي أنتوني جينكنسون من ملعبه عندما سمع أنه مسيحي. من جانبه أعلن عباس أنه «يفضل الغبار من باطن الأحذية لأدنى مسيحي على أعلى شخصية عثمانية». فوجئ المسافر الإيطالي بيترو ديلا فالي بمعرفة الشاه عباس الأول الصفوي بالتاريخ المسيحي واللاهوت، وكان تأسيس علاقات دبلوماسية مع الدول المسيحية الأوروبية جزءًا أساسيًا من سياسة الشاه الخارجية. كان الشاه عباس الأول في البداية أكثر تسامحاً مع المسيحيين في جورجيا، حيث كان خطر التمرد يلوح في الأفق. وطالب الشاه عباس في كثير من الأحيان النبلاء الجورجيين اعتناق الإسلام، كما أن غضب عباس من التمرد الجورجي قد ولّد خطة لترحيل أو إبادة مسيحيي جورجيا الشرقية واستبدالهم بالتُركمان، وهو حدث وُصف بأنه «إبادة جماعية». وتعرض المسيحيين لحملات اضطهاد، وعلى الأخص الملكة كيتيفان من كاخيتي، التي تعرضت للتعذيب حتى الموت في عام 1624 لرفضها التخلي عن المسيحية بأوامر عباس الأول الصفوي.
كانت أرمينيا المسيحية مقاطعة صفوية رئيسية متاخمة للدولة العثمانية. ومنذ عام 1604 نفذ عباس سياسة «الأرض المحروقة» في المنطقة لحماية حدوده الشمالية الغربية من أي قوات عثمانية غازية، وهي سياسة تنطوي على إعادة التوطين القسري لما يصل إلى 300,000 من الأرمن من أوطانهم. في عام 1606 أنشئ الحي الأرمني بواسطة مرسوم من الشاه عباس الأول، وهو شاه بارز من السلالة الصفوية. قدم إلى الحي أكثر من 150,000 من الأرمن إلى جولفا من ناخيتشيفان. وقد جاء الأرمن إلى بلاد فارس وفقاً للرواية الفارسيَّة فارين من الإضطهادات في الدولة العثمانية؛ في حين وفقًا لإدعاءات أوروبية وأرمنية تقول أن السكان الأرمن تم نقلهم بالقوة في 1604 إلى أصفهان من قبل الشاه عباس الأول. على الرغم من اختلاف أسباب قدوم الأرمن إلا أنّ جميع الإدعاءات تتفق أن الأرمن من سكان جولفا ازدهرت على أيديهم التجارة خاصًة تجارة الحرير الخاصة بهم، وعمل الأرمن في أصفهان كتجار أغنياء، وأصبح الأرمن المسيحيين نخبة تجارية في المجتمع الصفوي، وكان لهم دور بارز في تطوير الصناعات الفنية الدقيقة الخاصة بالمجوهرات والآلات الدقيقة، ويساهمون اليوم في الصناعات البترولية. تمتع الأرمن الذين نجوا بالحرية الدينية الكبيرة في نيو جلفة، حيث بنى الشاه لهم كاتدرائية جديدة. وكان هدف الشاه عباس هو تعزيز الاقتصاد الفارسي من خلال تشجيع التجار الأرمن الذين انتقلوا إلى نيو جلفة. وبالإضافة إلى الحريات الدينية، قدم لهم أيضًا قروضًا بدون فوائد وسمح للمدينة بإنتخاب عمدة خاص بها «كالانتار».

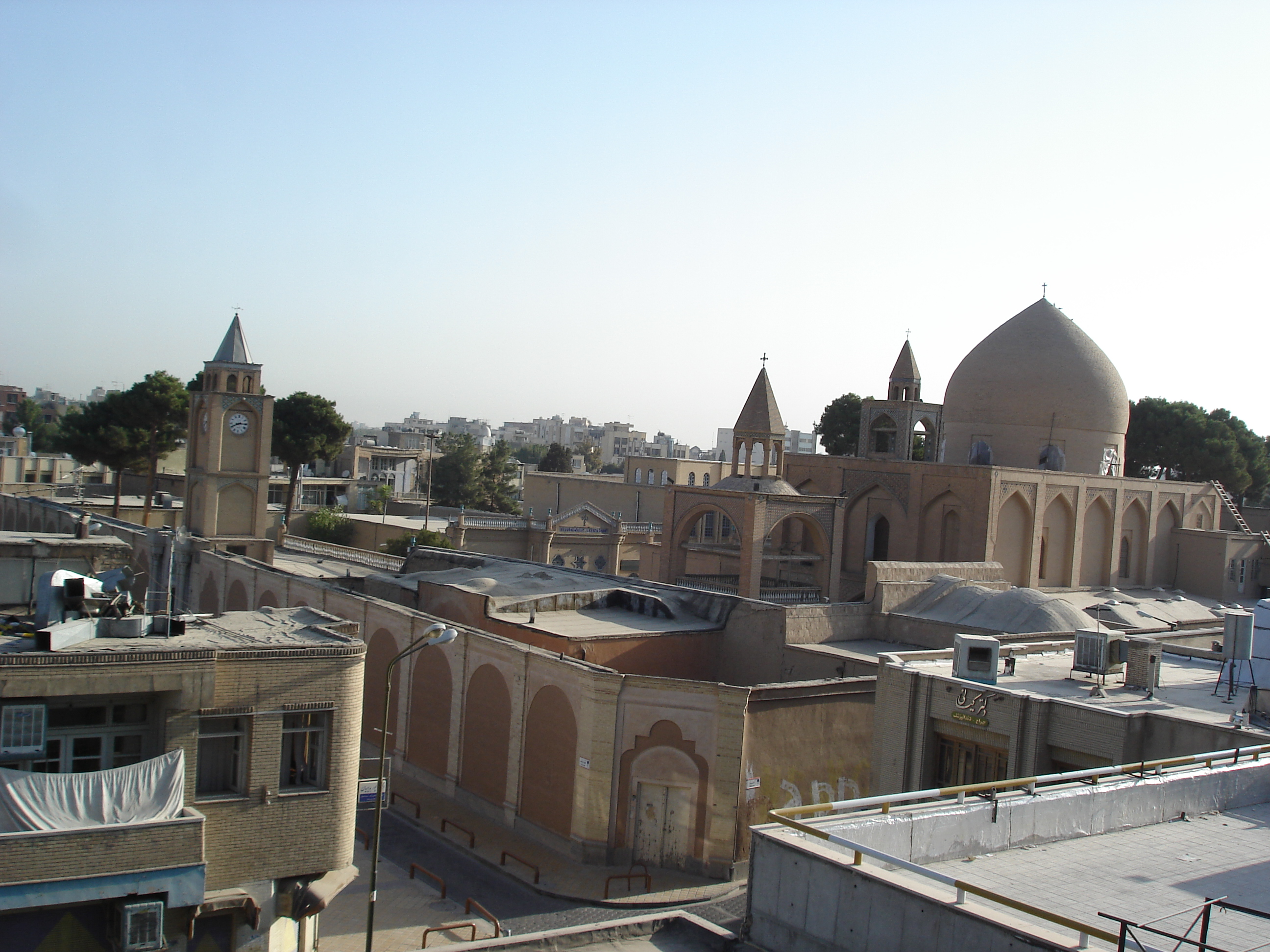
حي نيو جلفة المسيحي في أصفهان: سيطر الأرمن على التجارة والاقتصاد الفارسي خلال عصر الدولة الصفوية.

في أواخر القرن السابع عشر، سيطر الأرمن تقريبًا على كل التجارة الفارسيَّة. حيث صنّف أرمن الدولة الصفوية كأقلية وسيطة. وأنشأ الأرمن شبكات تجارية واسعة في مدن مثل بورصة، وحلب، والبندقية، وليفورنو، ومرسيليا، وأمستردام. وهكذا أصبح الأرمن المسيحيين النخبة التجاريَّة في المجتمع الصفوي من خلال وجود رأس مال كبير أتاح للمسيحيين حرية دينية كبيرة فضلًا عن ثراء وسطوة. كانت الغالبية العظمى من الأسر التجارية الأرمنية مقرها في الجلفة الجديدة. وبسبب انتشارهم، أنشأت العديد من العائلات الأرمنية التي يعود أصلها إلى محلة جلفا، مستوطنة رئيسية في ولاية البنغال لتوسيع شبكة التجارة والتي كان مقرها محلة جلفا. في عام 1947 كتب المؤرخ فرناند بروديل أنه كان للأرمن الفرس شبكة تجاريَّة واسعة إمتدت من أمستردام إلى مانيلا في الفلبين وهونغ كونغ وأستراليا، وعمل الكثير من العلماء الأرمن في هذه الشبكة.
وكانت أسرة شاهرمانیان أكثر الأسر نفوذاً وثراءاً بين العائلات التجارية الغنية الأرمنية منذ القرن السابع عشر، حيث وصل أفرادها إلى مناصب رفيعة المستوى في الدولة الصفوية، بما في ذلك في نظمها العسكرية والدينية والبيروقراطية. وإمتلكت عائلة شاهرمانیان شبكة تجارية كان مقرها في حي جلفا وإمتدت من إيطاليا (معظمها في مدينة البندقية) في الغرب إلى بورما في الشرق، في وقت لاحق حصلت الأسرة إمتيازات تجارية في مختلف دول المدن الإيطالية والإمبراطورية النمساوية المجرية، واشتهروا بشكل خاص في جمهورية البندقية، حيث إندمجوا جيدًا في طبقتها الحاكمة. ومع ذلك، حتى تراجعها في أواخر سبعينيات القرن التاسع عشر والخمول النهائي في القرن التاسع عشر، ظلّت الأسرة ملزمة بقاعدتها الأصلية في بلاد فارس. وعلى الرغم من نجاحهم وموقعهم البارز في المجتمع الأرمني الفارسي، كان لإسرة شاهرمانیان دور بخلق صدع في المجتمع الأرمني في إيران، حيث خلق إنتمائهم للمذهب الكاثوليكي شعورًا قويًا بالعداء بين الأغلبية الأرمينية الغريغورية والأقلية الأرمنية الكاثوليكية. ولا تزال جولفا الجديدة منطقة ذات أغلبية مسيحيَّة وأرمنيَّة وتحوي على العديد من المدارس والمكاتب والكنائس الأرمنية، ومن ضمن كنائس المنطقة كاتدرائية فانك، وكنيسة بيت لحم في شارع نزار، وكنيسة السيدة العذراء مريم في ساحة جولفا وكنيسة يريفان. ويُقال أن التجار الأرمن كانوا يهدون لراعي كنيسة كاتدرائية فانك لوحات مخطوطات ذات قيمة فنية وتاريخية خلال سفرهم إلى أوروبا. وشهد الحي هجرة مسيحية عقب الثورة الإيرانية الإسلامية منذ سنة 1979.
كان الشاه محمد خان القاجاري مؤسس الدولة القاجارية حاكمًا قاسٍ سيئ السمعة، فقد حوّل تبليسي إلى رماد، وقام بذبح وحرمان شعبها المسيحي. في وقت الغزو الروسي لبلاد فارس، كان حوالي 80% من سكان أرمينيا الفارسية من المُسلمين (الفُرس والترك والأكراد) في حين شكلّ المسيحيين الأرمن أقلية من حوالي 20%. نتيجة لمعاهدة كلستان عام 1813 ومعاهدة تركمانشاي عام 1828، اضطرت الدولة القاجارية إلى التنازل عن أرمينيا الفارسية للإمبراطورية الروسية. وليس فقط بعد حرب القرم والحرب الروسية العثمانية (1877–1878)، والتي جلبت تدفق آخر من الأرمن العثمانيين، أصبح الأرمن العرقيين مرة أخرى أغلبية قوية في أرمينيا الشرقية. تشير بعض الدراسات إلى أن بداية تحول العدد الأكبر من الأكراد للمسيحية يعود إلى وقت متأخر من منتصف سنوات 1800. بدأت البعثات اللوثرية القادمة من الولايات المتحدة وألمانيا في أوائل القرن القرن العشرين، في الخدمة الدينيََّة والتبشير بين أكراد بلاد فارس. وأنشأت جماعة كردية مسيحية ودار للأيتام بين عامي 1911 و1916. تذكر إيزابيلا بيرد نجاح المبشرين الأميركيين في أورميا بتحويل مجموعات صغيرة من الأكراد في عام 1891. وفي القرنين الثامن عشر والتاسع عشر، بدأ المبشرون البروتستانت في التبشير في بلاد فارس، وقاموا بالعمل نحو دعم الكنائس الموجودة في البلد مع تحسين التعليم والرعاية الصحية. وعلى عكس الكنائس العرقية القديمة، بدأ هؤلاء البروتستانت الإنجيليين بالتبشير بين السكان المسلمين الفرس. وأنتجت مطبوعاتهم الكثير من المواد الدينية بلغات مختلفة. تحول بعض الفرس إلى البروتستانتية ولا تزال كنائسهم موجودة داخل إيران وتقوم باستخدام اللغة الفارسية.

مسيحيين آشوريين في سنندج في شمال شرق بلاد فارس يرتدون الأزياء التقليديَّة.

تحسنت أحوال أتباع كنيسة المشرق في سهل أورميا بعد أن وقعت تحت نفوذ الإمبراطورية الروسية عام 1828، فتبع قسم منهم الكنيسة الروسية فترة من الوقت قبل أن يعودوا لكنيسة المشرق مجددًا بعض فترة وجيزة. كما ساعدت الإرساليات البروتستانتية الأمريكية إلى إنشاء مدارس حديثة وانتشار التعليم بها. كما أدت إرساليات كنيسة إنكلترا إلى نشوء علاقة وثيقة بين كنيسة المشرق ورئيس أساقفة كانتربري منذ ثلاثينيات القرن التاسع عشر، وهو ما جعل البريطانيين يعملون من أجل تحسين وضع أتباع بطاركة كنيسة المشرق في الدولة القاجارية خلال عهد الشاه ناصر الدين القاجاري (1848-1896). وأصبحت مدينة أورميا إحدى أكثر المناطق تطوراً حيث شهدت تأسيس جريدة «زهريرا دبهرا» عام 1849 والتي تعتبر أول جريدة ناطقة بالسريانية. كما نشط في تلك المنطقة عدة إرساليات مسيحية منذ عشرينات القرن التاسع عشر عملت على إنشاء المطابع ونشر الصحف بهدف تحويل سكانها المسيحيين والذين تبعوا كنيستي المشرق الآشورية والكنيسة الكلدانية الكاثوليكية إلى الأرثوذكسية الشرقية والبروتستانتية. وبالرغم من تحول أعداد ضئيلة جدا إلى تلك الطوائف إلا أن تأثير تلك الإرساليات كان عميقا جدا في المنطقة أدت لحدوث نهضة ثقافية بانتشار الصحافة والتعليم بين سكانها المسيحيين. كما أكسب نشاط الآباء الفنسنتيين خسراوا بسهل أورميا لقب «روما الفارسية». في عام 1900 بلغ عدد الآشوريين أكثر من 76,000 في شمال غرب إيران، وشكلوا أكثر من ربع سكان مقاطعة أذربيجان وكانوا أغلبية السكان من غير المسلمين في أرومية. ومن بين 300 قرية حول أرومية، كانت ستين قرية يسكنها الآشوريين فقط وحوالي ستين قرية مختلطة مع المجتمعات والأرمنية والأذرية. ومع ذلك، كان هناك أكثر من 115 قرية آشورية موثقة إلى الغرب من بحيرة أرومية قبل عام 1918. وكان موطن الآشوريين تقليديًا على طول الساحل الغربي لبحيرة أرومية من منطقة سلماس إلى سهل أورمية.
بقيام الحرب العالمية الأولى وتحالف بعض الأرمن مع الروس ضد الدولة العثمانية قرر قادتها تغيير ديمغرافية شرق الأناضول بترحيل وقتل سكانها المسيحيون. وابتداء من ربيع 1915 هوجمت قرى حكاري من قبل العشائر الكردية المتحالفة مع العثمانيين فقتل الآلاف ونزح الباقون إلى أورمية الواقعة تحت النفوذ الروسي حينها، كما قام العثمانيون بمهاجمة قرى ومدن ولاية ديار بكر وخاصة سعرت وآمد فقتل معظم السريان والكلدان بها. وفي خريف 1915 تمت مهاجمة قرى طور عابدين وقتل وتهجير السريان بها. وبعد قيام الثورة البلشفية وانسحاب روسيا من الحرب هاجم العثمانيون والأكراد قرى أورمية في إيران حالياً فنزح آشورييها إلى العراق وقتل من قرر البقاء فيها. يذكر أنه قبيل الحرب العالمية الأولى وانطلاق حملات المذابح الآشورية شكل المسيحيين الآشوريين بين 40% إلى 50% من مجمل سكان أرومية.

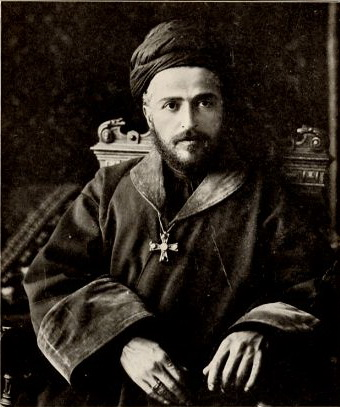
البطريرك شمعون الحادي والعشرون بنيامين قتل خلال مذابح سيفو.

تعرضت القرى الآشورية المحيطة شرقي بحيرة أورميا إلى مجازر من قبل العثمانيين خلال فترة سيطرتهم عليها، وقام الجيش العثماني إلى جانب الميليشيات الكردية والأذرية المتحالفة معها على طول الحدود الإيرانية التركية بمذابح وترحيل بدوافع دينية وإثنية على المدنيين الآشوريين العزل سواء في الجبال أو في السهول الغنية، مما أسفر عن مقتل 300,000 آشوري على الأقل. خلال سلسلة المذابح ذُبح الآشوريين في مدينة أورميا وفي القرى المحيطة بها، وقطعت رؤوس الآشوريين في بلدة سلماس، وتعرضت آلاف الفتيات اللائي لم يتجاوزن السابعة للإغتصاب أو اعتنقن قسراً الإسلام، وتم تدمير القرى المسيحية حيث أحرقت ثلاثة أرباع هذه القرى المسيحية بشكل كامل.
بحلول صيف عام 1918 كان معظم الآشوريين الباقين على قيد الحياة قد فروا إلى طهران أو إلى المجتمعات الآشورية أو مخيمات اللاجئين في العراق مثل بعقوبة. وانتهز الأكراد المحليين والعرب والأذريين الفرصة في المراحل الأخيرة من الحرب العالمية الأولى لسرقة البيوت الآشورية وقتل المدنيين وترك الباقين المعوزين. جريمة القتل الخطيرة التي أثارت الذعر في المجتمع الآشوري جاءت عندما اغتالت الميليشيات الكردية، برئاسة سمكو آغا شكاك، البطريرك شمعون الحادي والعشرون بنيامين، في 3 مارس من عام 1918، بحجة دعوته إلى المفاوضات، على الرغم من أن الزعيم الآشوري مالك خوشابا انتقم من سمكو من خلال مهاجمة ونهب القلعة، مما أجبر الزعيم الكردي على الفرار من أجل إنقاذ حياته. عاد معظم الآشوريين الذين فروا من أورميا عام 1918 إلى ديارهم بعد أن استقر الوضع هناك بسيطرة الحكومة الإيرانية عليها وموافقتها بمضض على عودة النازحين إليها. وحاربوا الشاه الفارسي بجانب الأذر لاستقلال شمال غرب إيران غير أن التدخل السوفييتي فضل الأكراد الذين أسسوا جمهورية مهاباد التي سرعان ما سقطت بيد القوات الإيرانية التي قامت بعدة مجازر ضد الآشوريين لم توقف حتى لجوء البطريرك للأمم المتحدة وإعلان ولاء أتباعه للشاه رضا فهلوي. ونتيجة لهذه الأحداث هاجر العديد من آشوريي أورميا إلى طهران والولايات المتحدة بالإضافة إلى مناطق أخرى كخوزستان والكويت حيث عملوا في مجال النفط.
لعب المسيحيين خصوصاً من الأرمن دوراً مهماً في تطوير إيران في القرن العشرين، سواء فيما يتعلق بتكوينها الاقتصادي أو الثقافي. وكانوا رواد في التصوير الفوتوغرافي والمسرح وصناعة السينما، ولعبوا أيضاً دوراً محورياً جداً في الشؤون السياسية الإيرانية. كان لثورة 1905 في الإمبراطورية الروسية تأثير كبير على شمال إيران، وفي عام 1906، طالب الليبراليين والثوريين الإيرانيين بدستور في إيران. في عام 1909، أجبر الثوار التاج على التخلي عن بعض سلطاته، وكان يبريم خان، وهو من أصول مسيحية أرمنية، شخصية مهمة في الثورة الدستورية الفارسية. قدر اللاهوتي الرسولي الأرمني ملاخيا أورمانيان، في كتابه الصادر عام 1911 عن الكنيسة الأرمنية أنَّ هناك حوالي 83,400 أرمني يعيشون في بلاد فارس، منهم 81,000 من أتباع الكنيسة الأرمنية الرسولية، في حين كان 2,400 من الأرمن الكاثوليك. وتوزع السكان الأرمن في المناطق التالية: 40,400 في أذربيجان، وحوالي 31,000 في أصفهان وحولها، وحوالي 7,000 في كردستان ولرستان، وحوالي 5,000 في طهران.

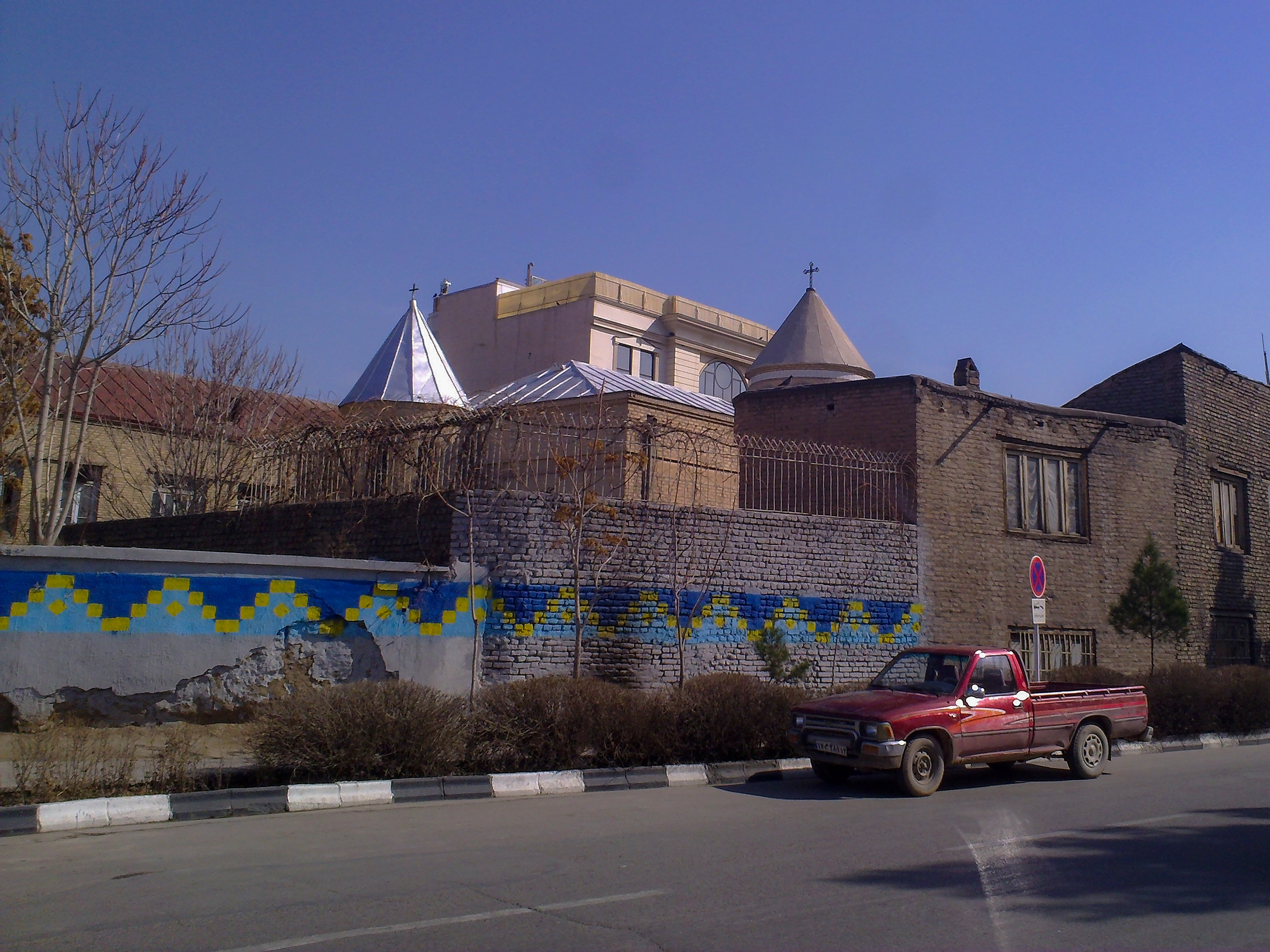
كنيسة القديس مسروب في مدينة مشهد.

خلال الإبادة الجماعية للأرمن، فر حوالي 50 ألف أرمني من الدولة العثمانية ولجأوا إلى بلاد فارس، وواصل مزيد من المهاجرين واللاجئين من الاتحاد السوفيتي الذين بلغ عددهم حوالي 30,000 بزيادة تعداد المجتمع الأرمني حتى عام 1933. وهكذا بحلول عام 1930 كان هناك ما يقرب من 200,000 من الأرمن في إيران. جهود التحديث التي بذلها رضا بهلوي (1924-1941) ومحمد رضا بهلوي (1941-1979) أتاحت للمسيحيين الأرمن فرصًا واسعة للتقدم، وحصل المسيحيين الأرمن على مناصب مهمة في قطاعات الفنون والعلوم والاقتصاد والخدمات، وخاصةً في طهران وتبريز وأصفهان التي أصبحت مراكز رئيسية للأرمن. بين عام 1946 وعام 1949، غادر حوالي 20 ألف أرمني إيران إلى الاتحاد السوفيتي ومن عام 1962 وعام 1982 تبعهم 25,000 أرمني آخرين إلى جمهورية أرمينيا الاشتراكية السوفيتية. ازدهرت الكنائس والمدارس والمراكز الثقافية والأندية والجمعيات الرياضية، وكان للأرمن عضو في مجلس الشيوخ وعضو في البرلمان، وحوالي 300 كنيسة وحوالي 500 مدرسة ومكتبة خدمت احتياجات المجتمع. ونُشرت الصحف الأرمنية العديد من الكتب والمجلات والدوريات والصحف، وأبرزها صحيفة «أليك» اليومية. عاد النشاط الديني لكنيسة المشرق في إيران خلال فترة الستينات من القرن العشرين وعاد معظم الذين تحولوا إلى الكنائس البروتستانتية والكاثوليكية مجددًا لسلطة البطريرك شمعون إيشاي، فبلغ عدد أفراد الكنيسة حوالي 40,000 تركز أغلبهم في أرومية وطهران.
كانت ثريا إسفندياري زوجة محمد رضا بهلوي الثانية مسيحية الديانة، وفي عام 1940 أعتنقت شمس بهلوي شقيقة محمد رضا بهلوي المسيحية على مذهب الكاثوليكية، وتحولت هي وزوجها مهرداد بهلبود سراً إلى المسيحية الكاثوليكية من الإسلام الشيعي في مصر. كان هناك حوالي 200,000 آشوري في إيران في وقت تعداد عام 1976. وبحلول عام 1979، في فجر الثورة الإسلامية، كان هناك ما يقدر بنحو 250,000 إلى 300,000 من الأرمن يعيشون في إيران.

### بعد الثورة الإسلامية (1979-حتى الآن)

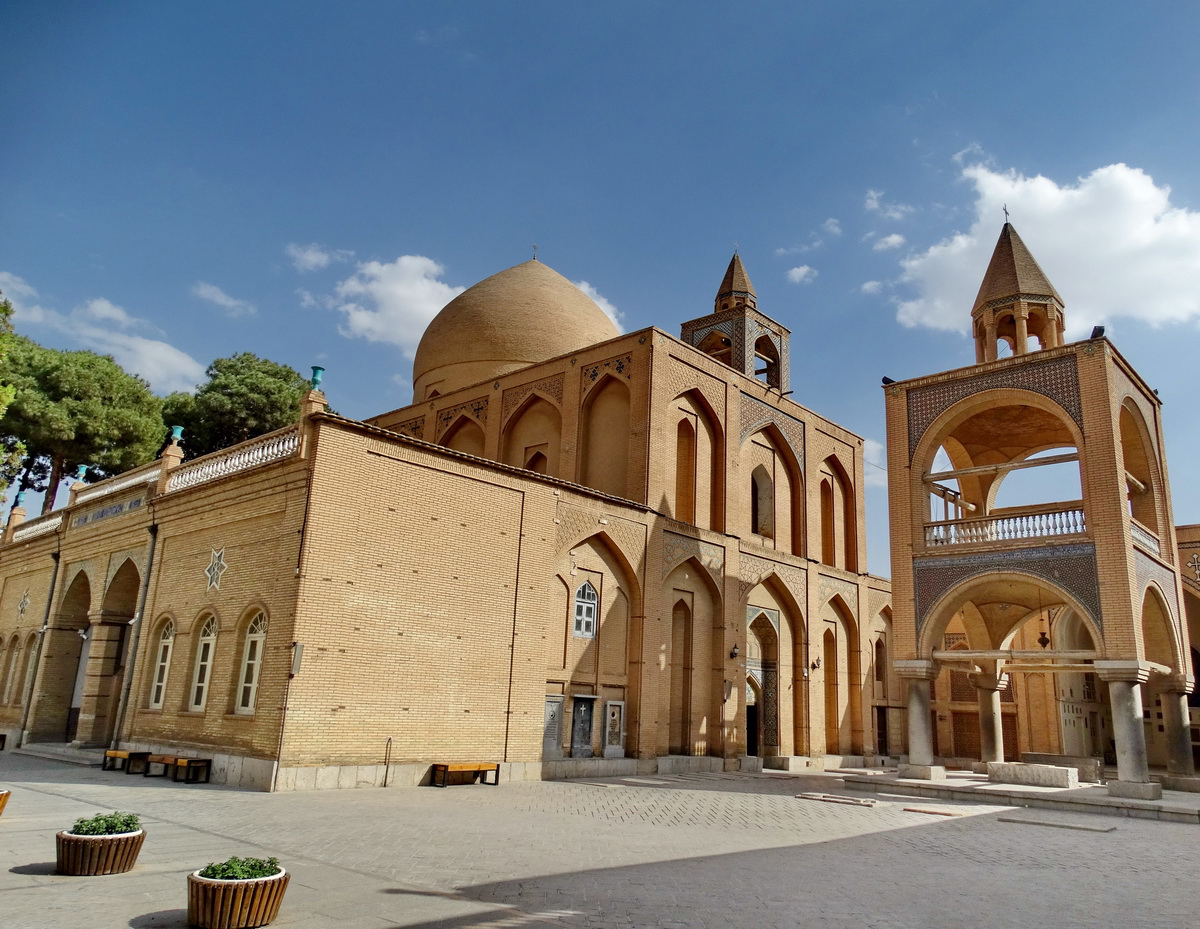
الكاتدرائية الأرمنيّة فان في محلة جلفا في أصفهان.

أدت ثورة الإمام الخميني إلى هجرة الكثير من المسيحيين الإيرانيين خصوصاً بعد حرب الثماني سنوات مع العراق وصراع إيران مع الولايات المتحدة الأميركية إضافةً إلى ان توجهات الثورة الإسلامية نحو أسلمة المجتمع الإيراني والتي دفعت إلى أكثر من ثلثي مسيحي إيران للرحيل إلى الخارج. يُمثل المسيحيون اليوم في إيران حوالي 300 ألف نسمة، وقد تقلص عددهم من 5 بالألف إلى 1 بالألف منذ قيام الثورة الإسلامية عام 1979، بسبب الهجرة خصوصاً إلى الولايات المتحدة وبسبب انخفاض معدّل الولادات. ويميل المسيحيين إلى العيش في المدن الحضرية حيث أن نصف المسيحيين الإيرانيين يسكنون في العاصمة طهران. ويُعد أرمن إيران أكبر أقلية عرقيّة مسيحية في إيران، ويتحدثون اللغة الأرمنية جنبًا إلى جنب اللغة الفارسية واللغة الأذرية. ويتبع أغلبهم مذهب كنيسة الأرمن الأرثوذكس كما أن هناك من يتبع مذهب كنيسة الأرمن الكاثوليك ومنهم من يتبع المذهب البروتستانتي الإنجيلي. وينتشر الآشوريون الإيرانيون، ثاني أكبر الجماعات الإثنيات الدينية المسيحية في إيران، في مدينة أورميا بشمال غرب إيران والقرى المحيطة بها، بالإضافة إلى أعداد أخرى هاجرت إلى المدن الإيرانية الكبرى كطهران لأسباب اقتصادية. تعترف الجمهورية الإسلامية بالديانة المسيحيّة واليهوديّة والزرادشتية، كأديان الأقليات، إذ يُسمح لأتباعها ببناء دور عبادتهم وممارسة شعائرهم الدينية، كما أنهم يحظون بتمثيلٍ في البرلمان الإيراني. وفي دولةٍ تحرّم شرب الخمر وتناول لحم الخنزير يحق للمسيحيين القيام بذلك. ويخصص مجلس الشورى الإسلامي أو البرلمان الإيراني خمسة مقاعد للأقليات الدينية المعترف بها وهي مقعدين للطائفة الأرمنيّة المسيحية، وواحداً للطائفة الآشورية والكلدانية المسيحية، وواحداً للطائفة اليهودية، وواحداً للطائفة الزرادشتية.

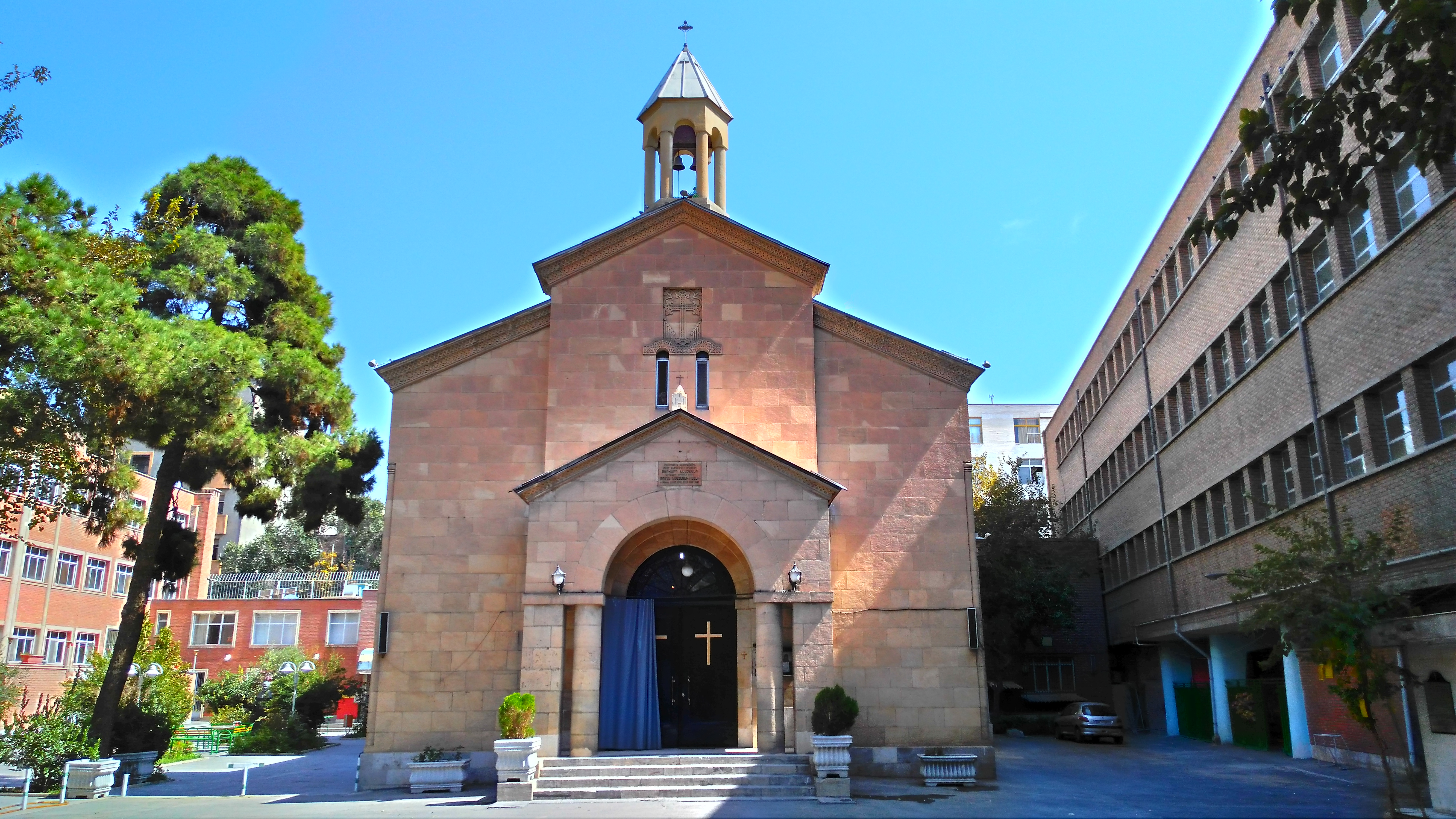
كنيسة مريم المقدسة في مدينة طهران: تعتبر الكنيسة الأرمنية الأرثوذكسية أكبر الطوائف المسيحية في إيران.

خدم الكثير من المسيحيين الأرمن والآشوريين في الجيش الإيراني، ومات الكثير منهم أثناء الحرب بين إيران والعراق. في وقت لاحق كانت الحكومات الإيرانية أكثر إرضاء واستمر المسيحيين في الحفاظ على مدارسهم ونواديهم وكنائسهم، ولا تزال الأقلية الأرمنية المتبقية في جمهورية إيران الإسلامية أكبر طائفة مسيحية في البلاد، متقدمة بفارق كبير عن الآشوريين. ويعيش نصف المسيحيين الأرمن في إيران في منطقة طهران، وعلى الأخص في ضواحيها في نيرماك والمجيدية والنادرشة وغيرها. ويعيش ربعهم في أصفهان، ويتركز الربع الآخر في شمال غرب إيران أو أذربيجان الإيرانية. وعلى الرغم من اضطرار الأقليات الدينية التزام القواعد والأنظمة الإسلامية، بعد الثورة الإسلامية في إيران، حيث أنها مُنعت من نشر دينها خارج طائفتها، إلا أنها كانت قادرة على الحفاظ على دينها ولغتها وممارسة تقاليدها الدينية.
إبتداءًا من عام 1970 بدأ بعض القساوسة البروتستانت في عقد الخدمات الكنسيّة في المنازل باللغة الفارسية. كان واحدا من القادة الرئيسيين في الصلاة في اللغة الفارسية حايك هوفسيبيان مهر. من خلال الصلاة في بيوت عبادة، وليس في مباني الكنيسة، واستخدام اللغة الوطنية (الفارسية) التي كان يتحدث بها جميع المسلمين، جنبًا إلى جنب مع عدم الرضا على العنف المتصل مع الثورة الإيرانية أدت إلى أعداد كبيرة من المسلمين الإيرانيين ترك الإسلام واعتناق المسيحية سواء داخل إيران أو بين الجاليات الإيرانية في المهجر. هناك شبكات من الأقمار الصناعية مثل محبات تي في وشبكة تلفزيون سات 7 الناطقة بالفارسيَّة التي تقدم برامج تعليميّة ومشجعة للمسيحيين، وتستهدف بشكل خاص المتحدثين في اللغة الفارسيّة.

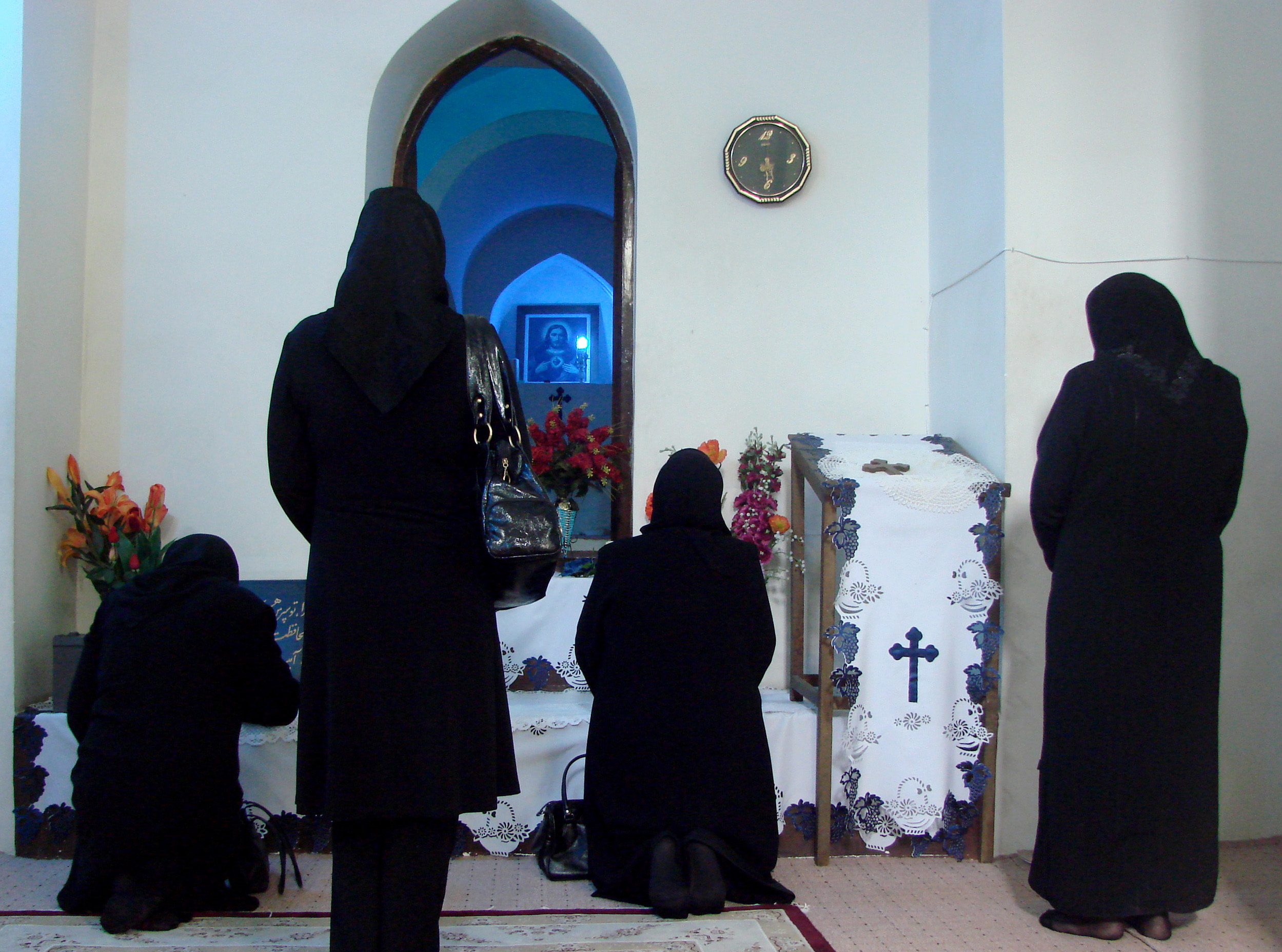
نساء مسيحيات آشوريات في كنيسة القديسة مريم بمدينة أرومية.

بعد الثورة الإيرانية مُنع المسيحيين في إيران من التبشير أو محاولة تنصير المسلمين. خضع المسلمون الذين يغيرون دينهم إلى المسيحية، لضغط مجتمعي ورسمي، والتي قد يؤدي إلى عقوبة الإعدام. يذكر أن الإحصاءات حول أعداد المسيحيين الإيرانيين الرسميّة لا تشمل المرتدين المسلمين إلى المسيحية. يعتبر اعتناق المسلم للديانة المسيحية جريمة في إيران ويعاقب عليها ولعل احدث قضية هي محاكمة يوسف نادرخاني هو قسيس بروتستانتي إيراني من مواليد عام 1977 من مدينة رشت في محافظة كيلان شمال إيران. اعتنق المسيحية عندما كان يبلغ التاسعة عشرة من عمره، وعمل منذ عام 2000 كقسيس لكنائس منزلية عدة غير مرخص لها، اعتقل عام 2009 وحكم عليه بالإعدام بتهمة الارتداد عن الإسلام عام 2010  ويعتبر غوربان توراني أول من حوكم بتهمة الردة وهو أول جريمة قتل على خلفية للردة منذ عدة سنين، وهي نقطة أساسية لصعود الملاحقة المجددة ضد معتنقي المسيحية في إيران وحركة الكنائس المنزلية الصغيرة النامية.
وفقا لفوكس نيوز، يقول الخبراء في الإسلام والزعماء الدينيين أن «المسيحية عادت إلى الظهور في أوروبا، ويعود الفضل في معظمها إلى أن عددًا كبيرًا من المسلمين، والعديد منهم لاجئون من سوريا وإيران والعراق وأفغانستان، يتحولون إلى المسيحية، وينتجون حياة جديدة في الكنائس المسيحية الأوروبية.» ويقول الخبراء أن المسلمين يتدفقون على الطوائف المسيحية المختلفة، بما في ذلك البروتستانتية أو الأنجليكانية أو الكاثوليكية. ويُشير عدد من العلماء والباحثين إلى أنه في العقدين الماضيين كان هناك أعداد متزايدة ملحوظة من اعتناق المسيحية بين الأكراد والفرس والأذريون في إيران، وبين الشتات الإيراني، خصوصاً في الولايات المتحدة، وكندا، والمملكة المتحدة، وهولندا، والسويد، وألمانيا، وغيرها من الدول.

## الطوائف المسيحية

### الأرثوذكسية المشرقية

#### الكنيسة الأرمنية

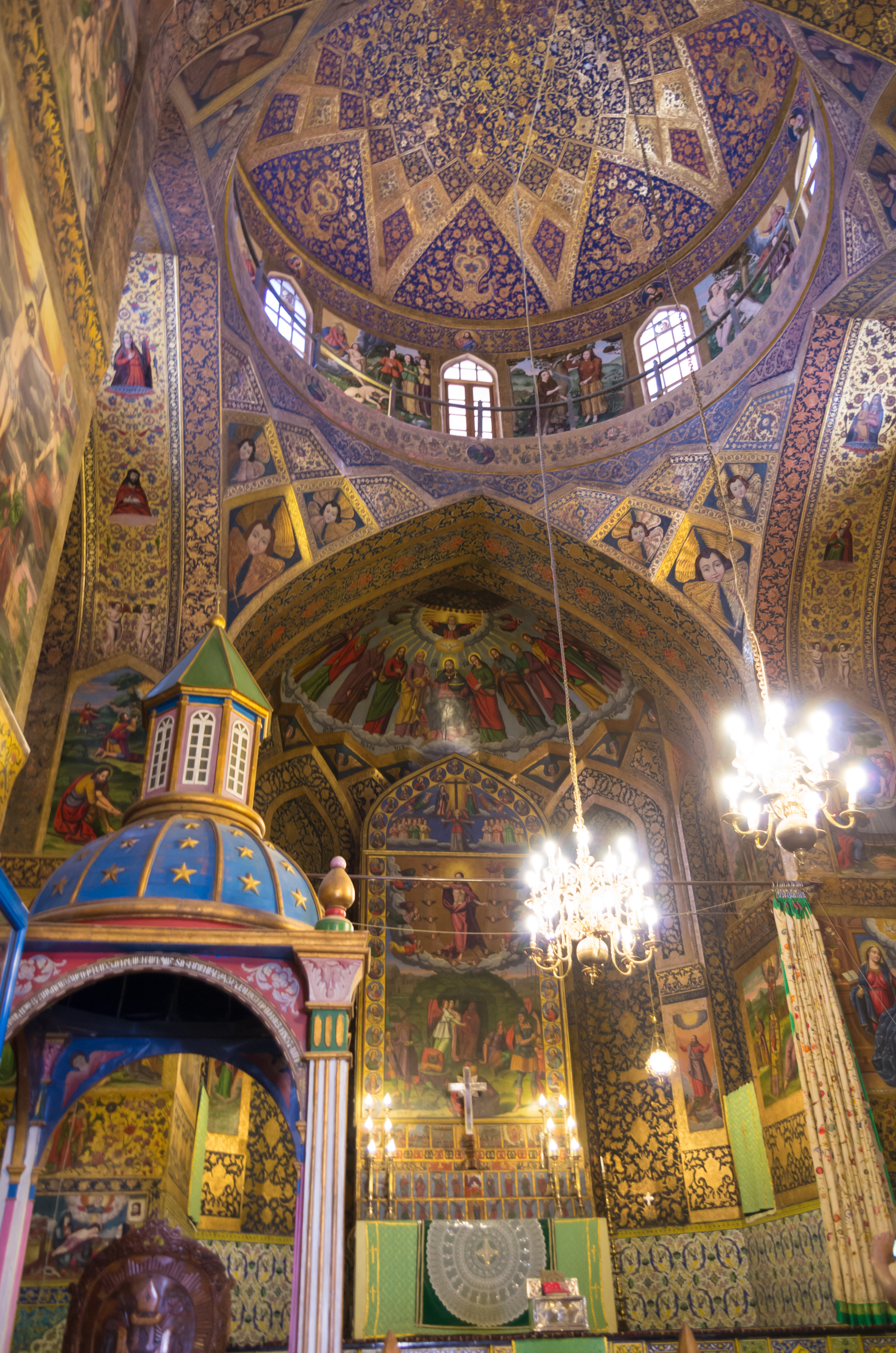
داخل كاتدرائية المخلص الأرمنية في أصفهان.

كنيسة الأرمن الأرثوذكس هي أكبر الطوائف المسيحية في إيران، ويتراوح عدد الأرمن الإيرانيين اليوم بين 130-150 ألفًا، في حين تشير تقديرات أخرى أن عدد الأرمن في إيران يصل إلى حوالي 300,000 نسمة، وهم موزعون بشكل متفاوت جغرافيًا على ثلاث أبرشيات هي أصفهان ومُحافظة أذربيجان الشرقيَّة (مركزها تبريز) وطهران والتي تضم نحو 80 ألفاً من الأرمن الأرثوذكس الذين يشكلون الأكثرية الساحقة من المسيحيين في العاصمة، ويبلغ عدد الأرمن البروتستانت نحو 350 شخصًا والأرمن الكاثوليك 50 شخصًا. تناقص عدد هؤلاء مع الأعوام فهاجر قسم منهم لأسباب متعددة شبيهة بتلك السائدة في لبنان وسوريا والأردن وفلسطين ومصر. حوالي نصف الأرمن في إيران يعيشون في مدينة طهران خصوصاً في أحياء نارماك ومجيدية وندرشة، ويعيش حوالي الرُبع في حي جلفا في مدينة أصفهان، ويتركز الربع الآخر في شمال غرب إيران أو أذربيجان الإيرانية خصوصاً في مدينة تبريز وما حولها. خلال بداية القرن العشرين هجر الأرمن قراهم في أذربيجان الإيرانية ووسط إيران إلى المدن الكبرى مثل طهران وأصفهان وتبريز والمهجر، ولا تزال قرية زرنة أرمنية بالكامل، في حين لا تزال بعض العائلات الأرمنية تسكن في قرى مثل خويغان عليا وغرغن ونماغرد وبرف أنبار وغيرها. اعترفت الجالية الأرمنية الإيرانية تقليديًا بسلطة الكرسي الرسولي أو الكاثوليكوس في إيتشمازين في أرمينيا حتى عقد 1950، عندما تم استبداله بالكاثوليكوس في أنطلياس في لبنان لأسباب سياسية. وأدى ذلك إلى انقسام في المجتمع الأرمني الإيراني، حيث استمر عدد كبير في إتباع الكاثوليكوس في إيتشمازين، والذي رفض التخلي عن سلطته الكنسيَّة على المجتمع الإرمني الإيراني.
لا يزال الأرمن أقوى الأقليات الدينية في إيران، حيث أنَّ للأرمن عضوان في مجلس الشورى الإسلامي الإيراني، أحدهما عن أرمن طهران والشمال، والآخر عن أرمن أصفهان وجنوب إيران. والأرمن تجار أغنياء، ولهم دور بارز في تطوير الصناعات الفنيَّة الدقيقة الخاصة بالمجوهرات والآلات الدقيقة، ويساهمون في الصناعات البتروليَّة. ويُمارس الأرمن طقوسهم وتقاليدهم الدينية بحرية، وانطلاقًا من أن حقوق الأقليات محفوظة في الدستور لم يفرض على الطوائف والأديان غير الإسلامية فرائض مسلمة باستثناء الحجاب الذي أصبح نوعاً ما قانون دولة أو قانوناً مدنياً بتوجيه ديني. أمّا بالنسبة لمرجعية الأرمن فهي المطرانية، وتفضّل الدولة الإيرانية عدم تدخّل المسيحيين في شؤون المسلمين، لأنّه هنالك العديد من المُسلمين الإيرانيين ممن يرغبون بالتنصّر ويأتون للإستماع إلى القدّاس. والجدير ذكره أنّ الأرمن بدأوا بنشر جرائدهم باللغة الأرمنيَّة بدءًا من سنة 1794. وإنتشرت جريدة «آليك» باللغة الأرمنية بدءاً من العام 1931 وهي لا تزال تصدر حتى اليوم، بالإضافة إلى صحف آراكس، آرارات، زيازان، بيام وأهاليك. كما يملك الأرمن عدة مجلات أدبية دوريّة. وللأرمن في إيران حاليًا عشرات الكنائس والمدارس، ولهم عطلاتهم الرسمية ونواديهم الرياضية المجهزة بأحدث الأجهزة الرياضية، وجمعياتهم الخورية ومراكزهم الثقافية، ومعظم كنائسهم مسجلة في فهرس الآثار الإيراني الوطني. وهم يملكون 25 مؤسسة إجتماعية، ثقافية، رياضية، نسائية وصحية.
بالنسبة لمدارس الأرمن، يوجد في طهران 28 مدرسة من الروضة إلى الثانوية من اجمالي 50 مدرسة موجودة في كل إيران، ليس للمسلمين الحق في دخولها، أمَّا الطلبة الأرمن فلا مانع من تسجيلهم في مدارس المسلمين. ويُسمح بتدريس تاريخ أرمينيا ولغتها في بعض مدارس إيران خصوصًا في أصفهان وتبريز حيث لا يستقبل الا الطلاب الأرمن، مع إتباع المنهج الرسمي الذي تقره الدولة مضافاً اليه التعليم المسيحي. كما يوجد في طهران 19 جمعية إجتماعية وثقافية أرمنيَّة، أبرزها «آرارات» التي تدير مركزًا ثقافيًا يضم ألفي عضو، وينظم كل سنة ألعابًا أولمبية تجمع سنويًا رياضيين ارمن يفدون من كل أنحاء إيران. ويعيش الأرمن في إيران برفاهية، لأنهم جزء من الطبقة الوسطى والعليا الثريّة في البلاد.

### الكنيسة الآشورية

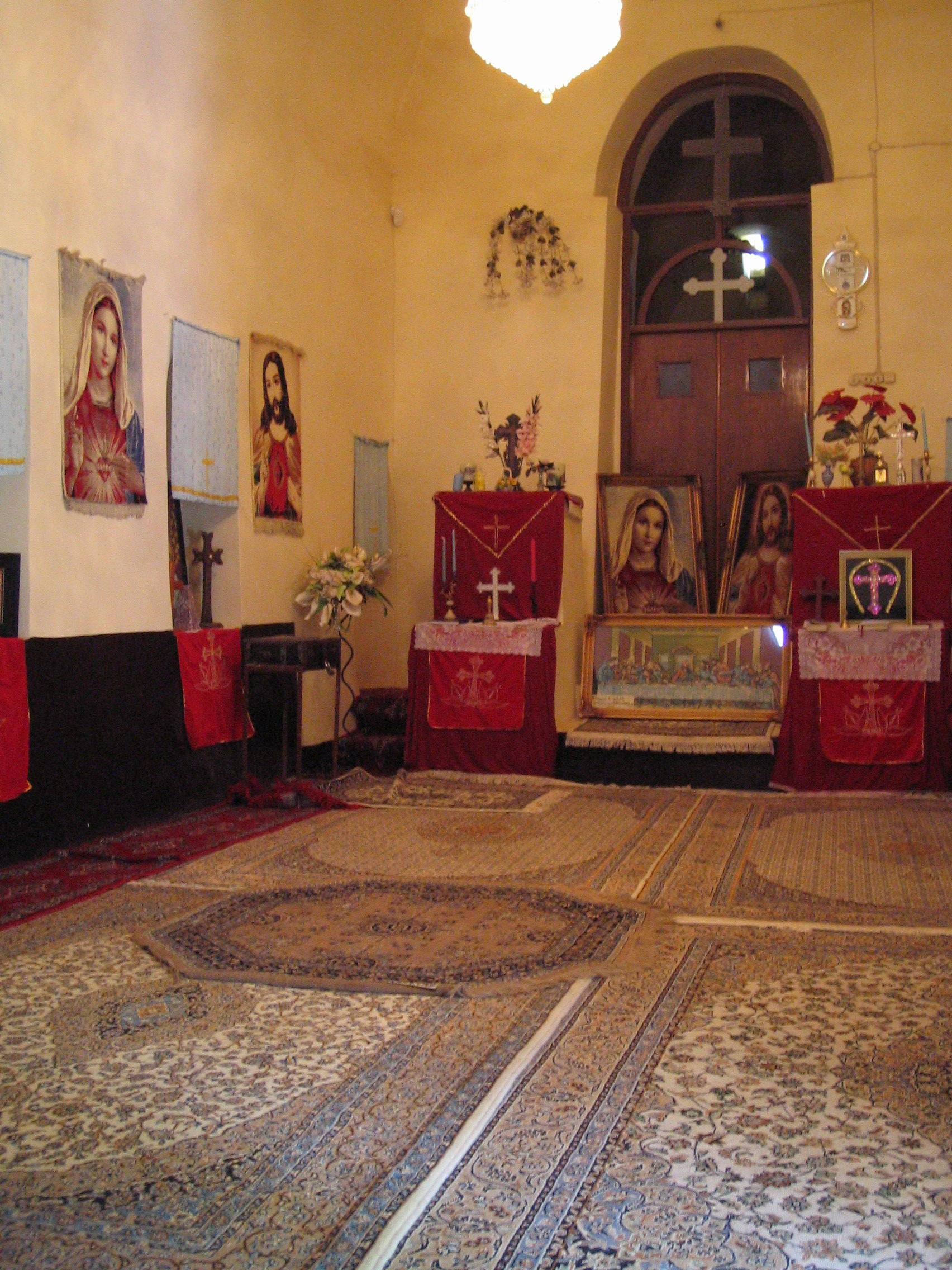
داخل كنيسة المشرق الآشورية في أرومية.

يُقدر عدد الآشوريين في إيران بحوالي 32,000 شخص في عام 2005، في حين تقدر دراسات أخرى أعدادهم بحوالي خمسين ألف. ويتبعون كنيسة المشرق الآشورية ولهم مدارسهم وجمعياتهم الخيريّة وروابطهم ونواديهم الرياضية الخاصة بهم في طهران العاصمة وأرومية وعدة مدن أخرى، ويمارسون نشاطهم السياسي في إيران بحيث يوجد مندوب واحد يمثلهم في مجلس الشورى الإسلامي. وتُعتبر أرومية المركز الرئيسي للمسيحية الآشورية، وتقع أرومية غرب إيران، على الحدود العراقية- التركية. وتضم مدينة أرومية المركز التاريخي للآشوريين في إيران بين خمسة آلاف إلى عشرين ألف آشوري. فضلًا عن عشرة آلاف آشوري في القرى الآشورية في قضاء أرومية وسلماس. في حين تضم مدينة طهران حاليًا على أكبر التجمعات الآشورية في إيران. وتعيش طائفة من الآشوريين في مقاطعة سلماس ومدينة سنندج وبعض القرى المحيطة بها. وتعيش مجتمعات آشورية إيرانية كبيرة في الشتات، خصوصاً في روسيا وفي ولاية كاليفورنيا في الولايات المتحدة.
بعد الحرب العالمية الثانية أسس الآشوريون في المناطق التي يقطنوها مجالس تحت اسم «موثبا» بالإضافة إلى جمعيات مختلفة واتحادات مثل اتحاد الطلبة الجامعيين الآشوريين واتحاد الشبيبة الآشورية، علمًا أنه لا توجد أحزاب آشورية في إيران.
يتمتع الأشوريون في إيران بالخدمات الآتية:
- الخدمات البرلمانيّة: لديهم نائب واحد في مجلس الشورى الإسلامي.
- الخدمات الكنسيّة: يبلغ عدد الكنائس الآشورية أو الاشورية الشرقيّة حوالي 59 كنيسة في مقاطعة أرومية، وستًا في طهران.
- الخدمات العلميّة والثقافيّة والترفيهية: إضافة إلى امكانيّة دخول أبناء هذه الطائفة إلى المدارس العامة، فان لديهم مدارس آشورية خاصة، أهمها مدرسة مريم للبنات، ومدرسة بهنام للبنين. ولهؤلاء 27 نشرة، و20 مركزًا ثقافيًا واجتماعيَّا، و12 جمعية، واحدة للنساء، وأخرى للمهندسين وغير ذلك، ودار للعجزة. وفي كل سنة يأتي لزيارة هؤلاء زعيمهم الروحي، فيقيم بينهم شهر أو شهرين. هذا بالإضافة إلى «نادي الآشوريين» وهو نادي ليس تابعاً للكنيسة، بل تُقام فيه نشاطات ثقافية واجتماعية.

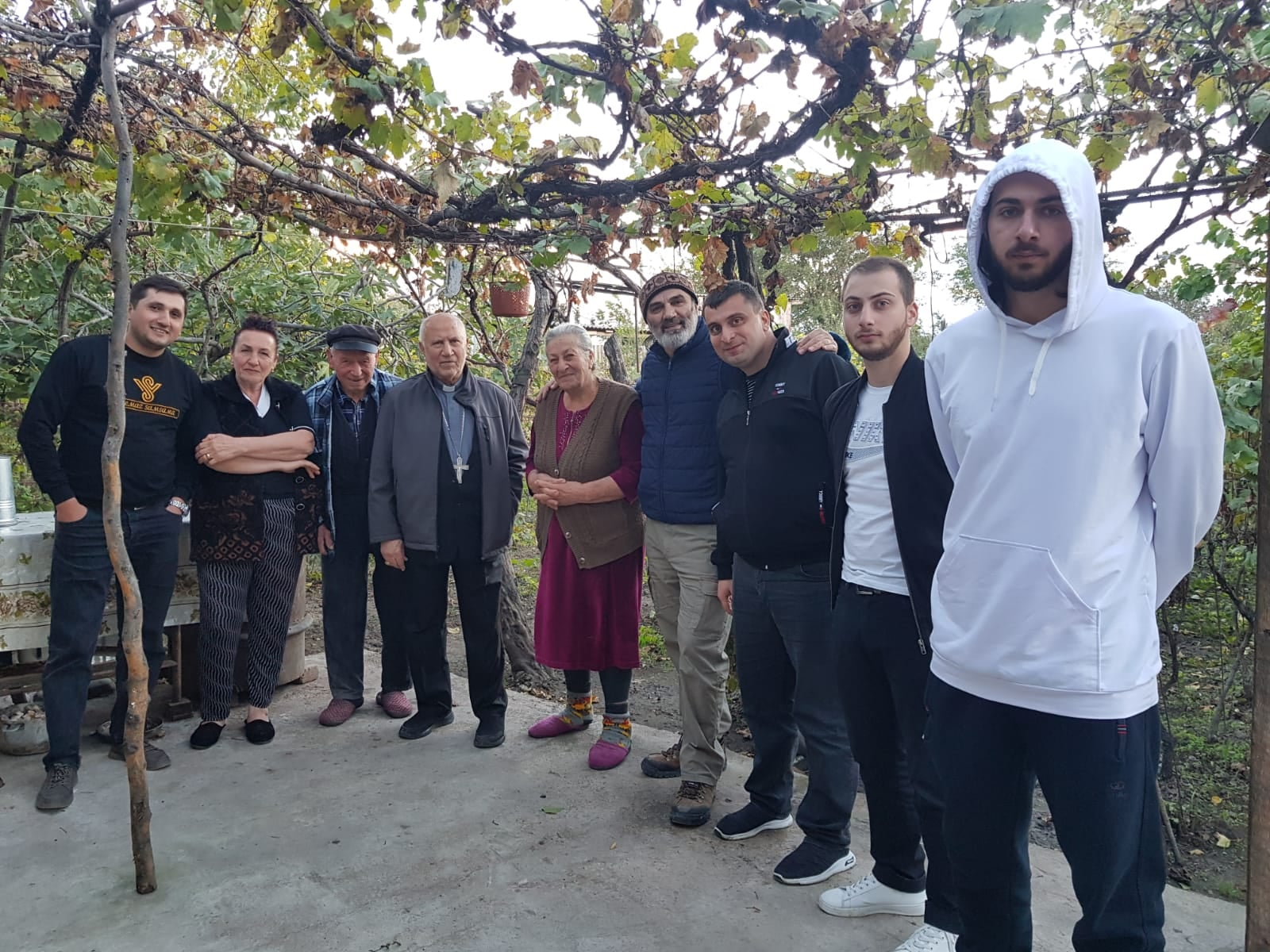
أسرة كاهن آشورية من أرومية
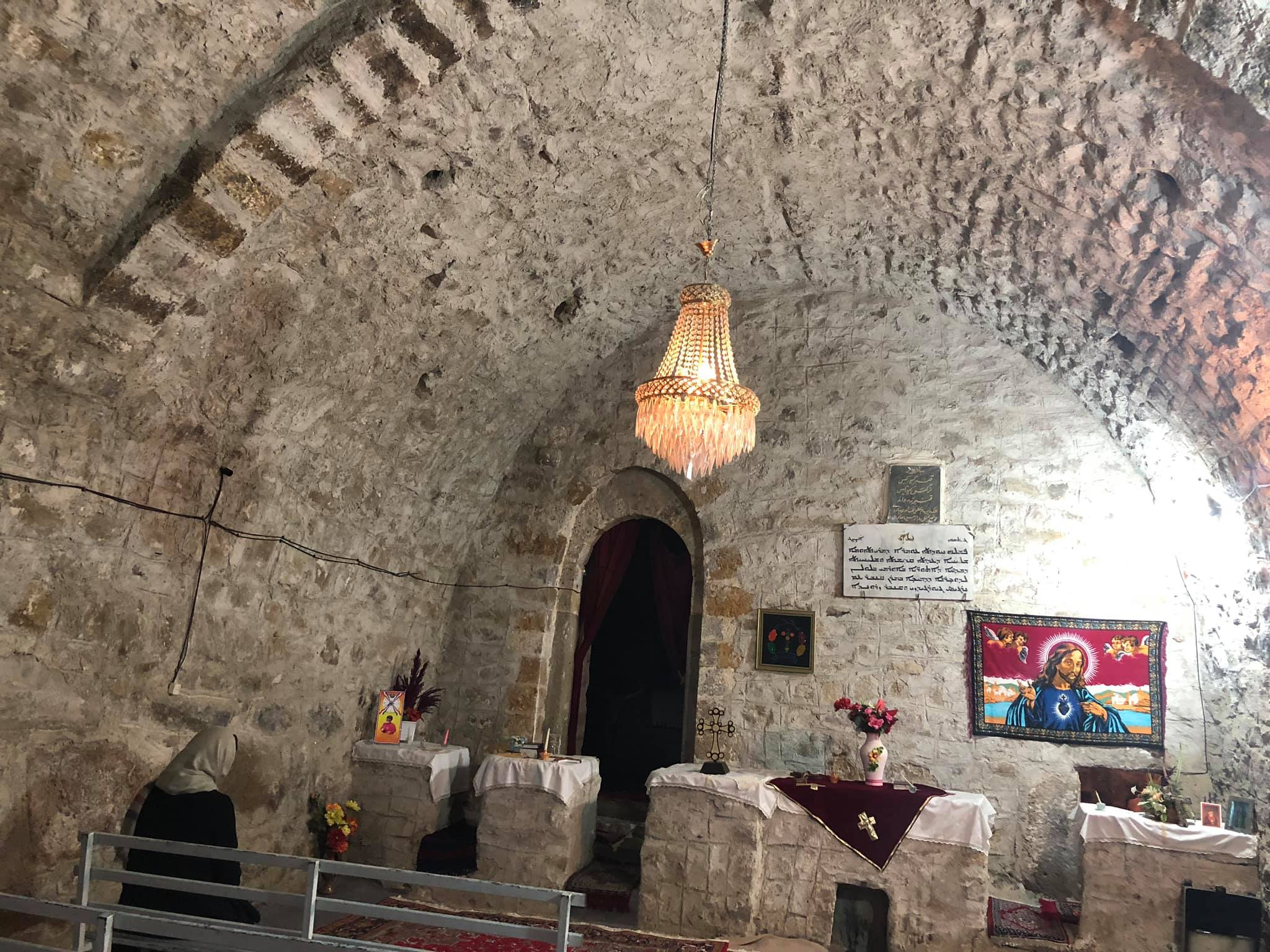
كنيسة القديس توما في قرية موانا
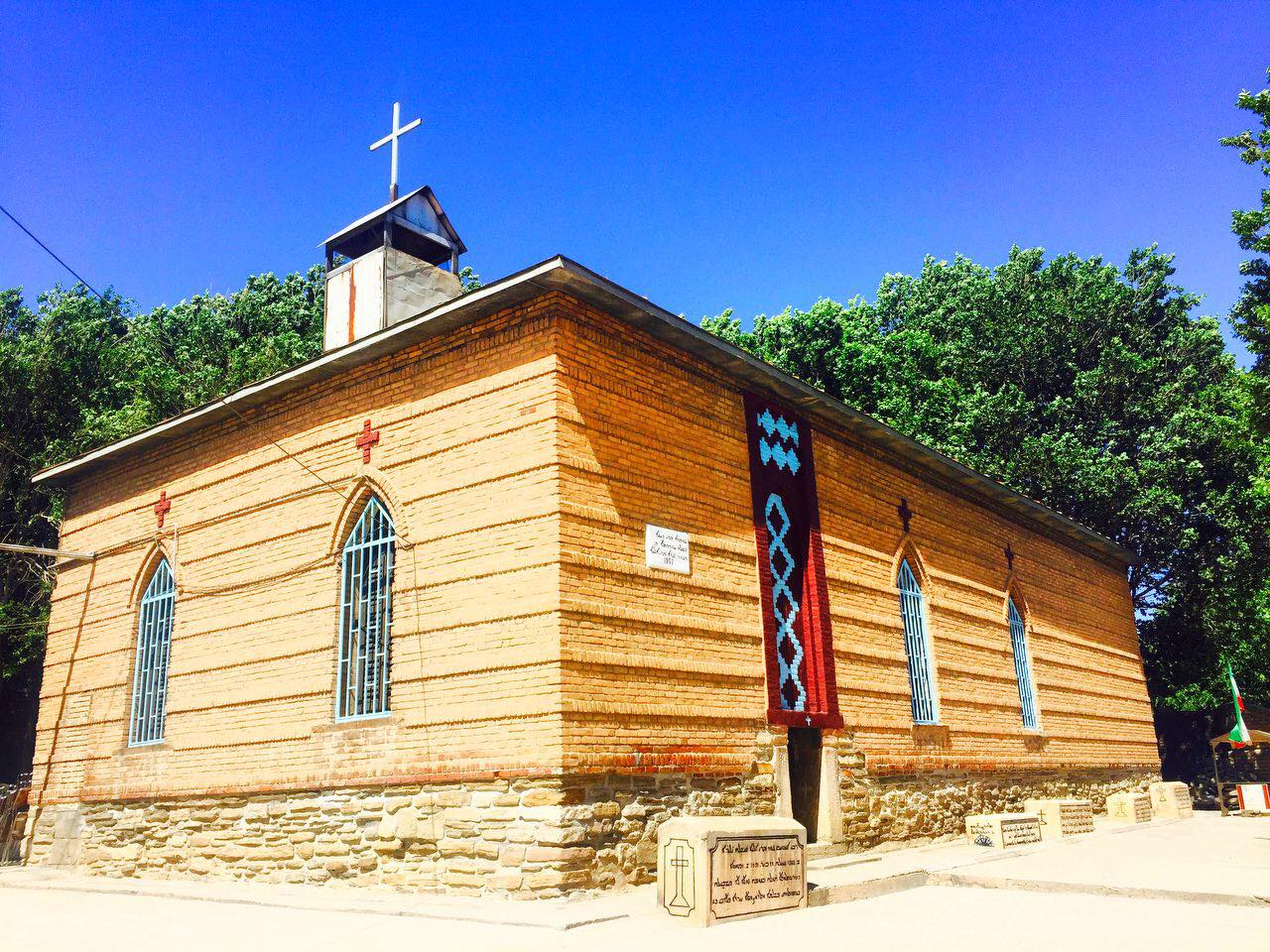
كنيسة القديس القديس زيا في قرية غوغ تبة
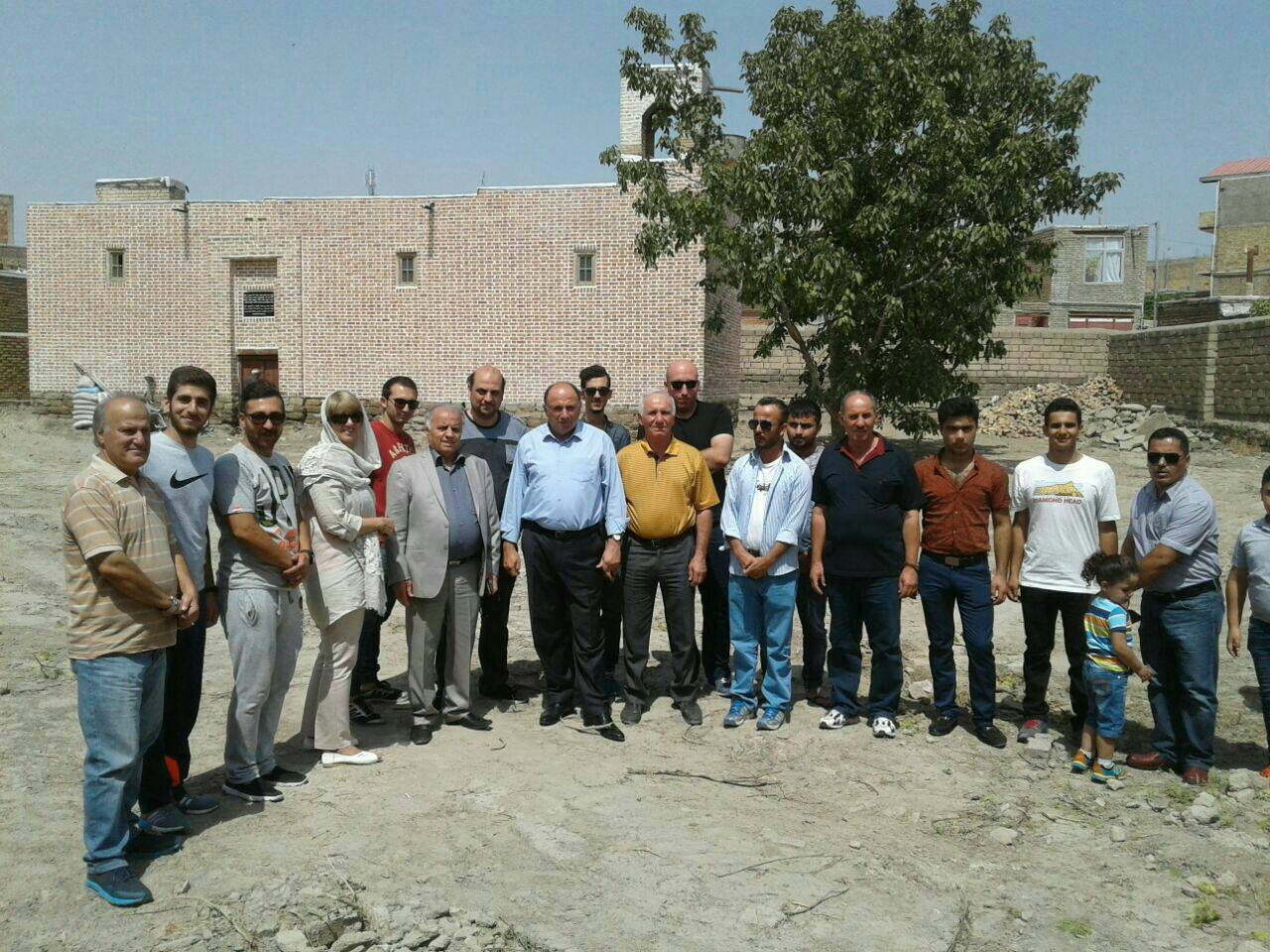
أسرة مسيحية آشورية من قرية غوغ تبة

### الكنيسة الكاثوليكية

#### الكنيسة الكلدانية الكاثوليكية

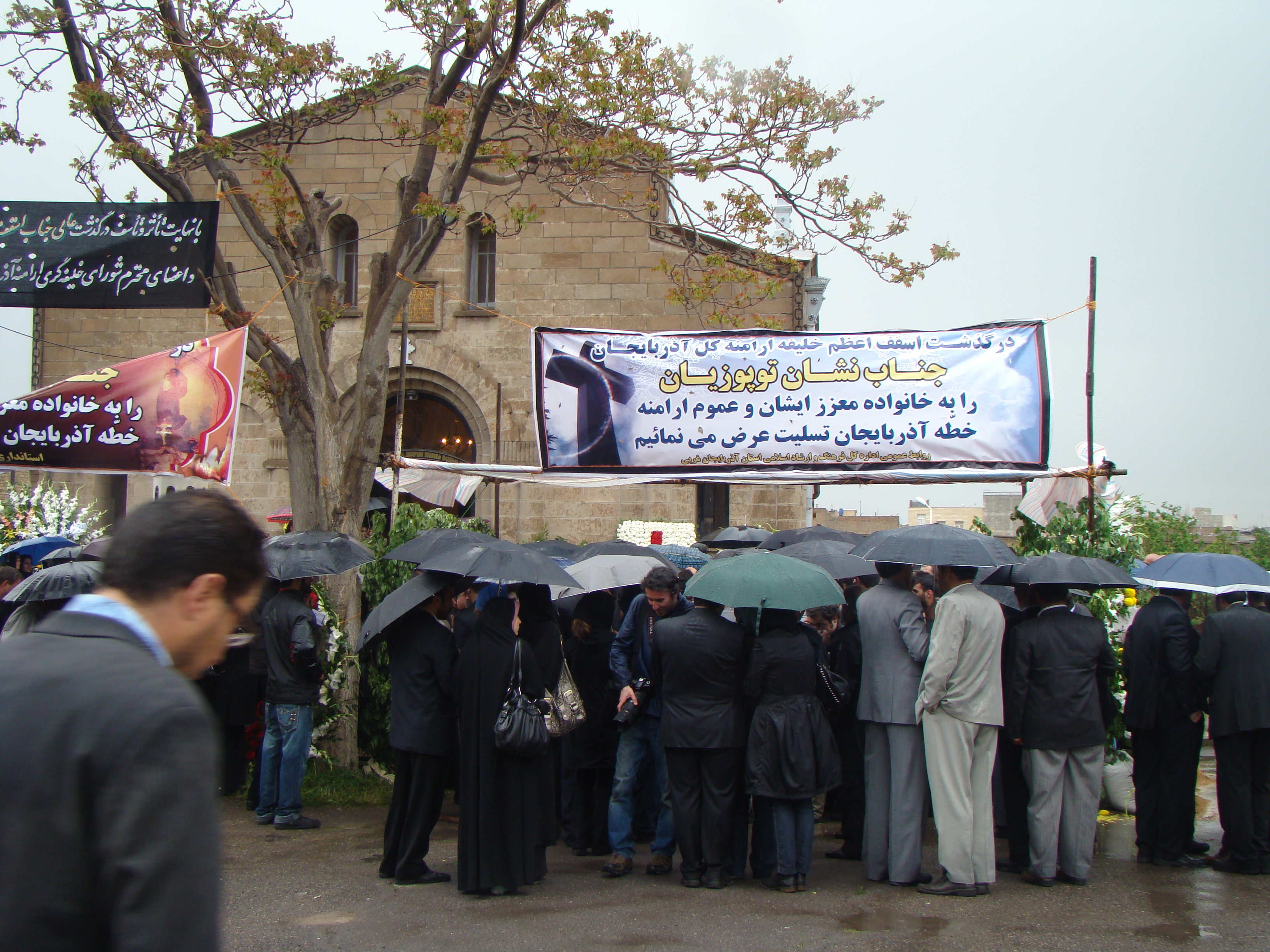
مسيحيون إيرانيون متجمعون خارج كنيسة مريم العذراء في تبريز.

تضم إيران على طائفة من الكلدان الكاثوليك ويتوزعون على أبرشية أرومية وأبرشية طهران، وتاريخياً كان لكل من الأهواز وسلماس أبرشية خاصة بها، حيث ضمت سلماس تاريخياً على أعداد أكبر من الكلدان وقرى كلدانية كاملة بلغ تعدادها اثني عشرة قرية حتى عام 1913 عشية المذابح الآشورية، كما وضمّت منطقة أرومية عشية المذابح الآشورية حوالي 21 قرية كلدانيَّة كاملة. كما يوجد في إيران اليوم ثمانية كهنة كلدان، اثنان من أصل إيراني وثلاثة أتوا من العراق، واثنين من فرنسا وواحد ينتمي إلى كنيسة الملنكار الكاثوليك، ويتوزع الكلدان الكاثوليك في البلاد على خمسة عشر رعية. بالمقابل يتبع الأرمن الكاثوليك أبرشية أصفهان للأرمن الكاثوليك، ولديهم كاهنان فقط من لبنان. هاجرت العائلات الكلدانية من سنندج تدريجياً إلى طهران في الفترة من عام 1960 إلى عام 1968 ليصبح المجتمع الكلداني في طهران أكبر التجمعات الكلدانية في البلاد. بعد الثورة الإسلامية في عام 1979 أغلقت معظم المدارس والمستشفيات الكاثوليكيَّة في البلاد. ذكر تقرير صُدر في 12 مارس عام 1999 عن زيارة الرئيس الإيراني محمد خاتمي إلى الفاتيكان أنَّ «الفاتيكان مهتم بتحسين أوضاع المسيحيين في إيران ... لا يوجد سوى 13,000 كاثوليكي، ويُسمح لهم بالعبادة في كنائسهم، لكن وفقًا لفيدس وكالة الأنباء التبشيرية للكرسي الرسولي، يخضع الكاثوليك لمراقبة صارمة ومحرمون من بعض الحقوق المدنية، مثل الخدمة في الجيش أو الحكومة».

#### الكنيسة الرومانية الكاثوليكية

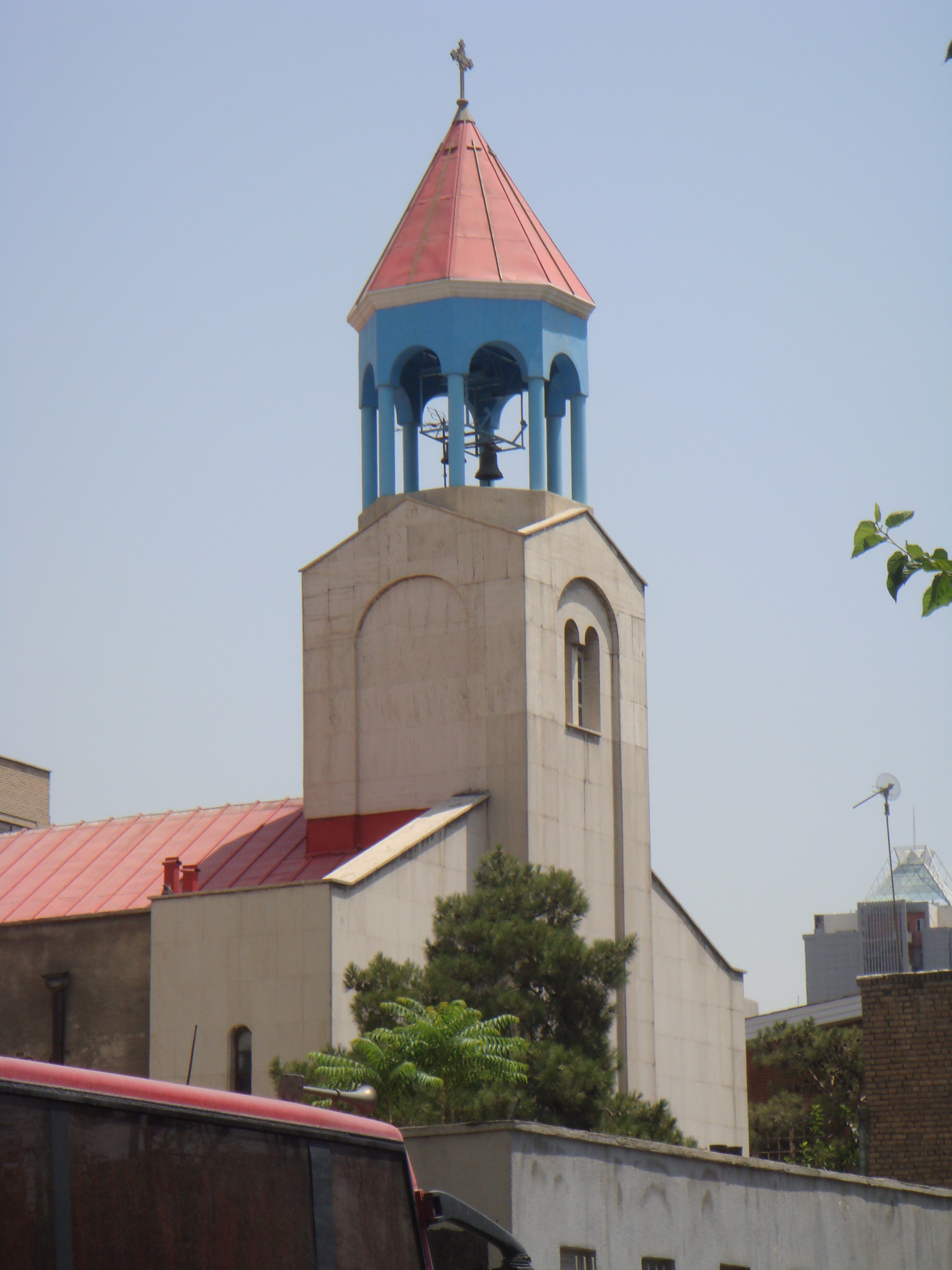
جرسية الكنيسة الأرمنية الكاثوليكية في طهران.

الكنيسة الكاثوليكية الإيرانيَّة هي جزء من الكنيسة الكاثوليكية العالمية في ظل القيادة الروحية للبابا في روما. لا يُعرفُ بالتحديد عددُ المؤمنينَ الكاثوليك في إيران، لكنّه يتراوحُ بينَ عشرةِ آلاف وخمسةٍ وعشرينَ ألفَ شخص، من أصلِ مجموعِ عددِ سكانِ الجمهوريةِ الإسلامية البالغ تسعةً وستين مليون نسمة تقريبًا. كان الوجود الروماني الكاثوليكي في إيران دائمًا مرتبطاً بالعلاقات بين البابا الروماني وحكام إيران. تأسست أول أبرشية رومانية كاثوليكية في إيران على يد الرهبان الدومينيكان في عام 1318 في سلطانية والتي كانت آنذاك عاصمة الدولة الإلخانية المغولية. استمرت أقل من مائة عام حتى بداية القرن الخامس عشر واختفت خلال غزوات تيمورلنك. تأسست أبرشية أصفهان الكاثوليكية من قبل الرهبان الدومينيكان الطليان في 12 أكتوبر عام 1629 عندما كانت أصفهان عاصمة الدولة الصفوية، وكان مقر الأبرشية في ضاحية نيو جولفا المسيحية آنذاك، واستمرت هذه الأبرشية تحت حكم الشاه صفي الصفوي. وتعرض المجتمع الروماني الكاثوليكي الصغير في أصفهان للدمار بسبب الغزو الأفغاني للمدينة في عام 1722. ونتيجة لذلك كانت تدار الأبرشية من كرسي بغداد مع حفنة من العائلات الرومانية الكاثوليكية التي بقيت في أصفهان. في القرن التاسع عشر كان المبشرون الكاثوليك قادرين على استئناف أنشطتهم في إيران. من مركزهم في أرومية، حاول النواب الرسوليون إعادة تنظيم الكنيسة اللاتينية في البلاد. في عام 1896، أصبح المبشر فرانسوا ليسني أسقفًا لأصفهان. مثل خليفته، أقام جاك إميل سونتاج في أرومية في غرب إيران والتي كانت حتى الحرب العالمية الأولى حيث كانت المنطقة تضم على مجموعة مسيحية كبيرة من الآشوريين والكلدان.
بعد الثورة الإسلامية في عام 1979 هاجر الكثير من الكاثوليك من إيران، وعلى الرغم من تحسن أوضاع الكنيسة الكاثوليكية في البلاد بالمقارنة مع الفترة الأولى من عام 1979، لا يزال يعاني الكاثوليك من صعوبات تعمل الحكومة المحليَّة على حلها. وقد بيَّن تقرير «كاثوليك نيوز سيرفيس» أنّ الكنيسة الكاثوليكية في إيران تُديرُ ثلاثَ مدارسَ تعلم فيها التعاليم الكاثوليكية. وتُدار الكنيسة الكاثوليكية هذه باشراف لجنة من الاساقفة مكونة من 13 قسًا، وهي تشمل ثلاث كنائس:
- كنيسة الأرمن الكاثوليك: يعود أصول الكنيسة إلى عهد الدولة الصفوية، حيث بدأت خلال ذلك العهد حملات تبشيرية كاثوليكية بين الأرمن في البلاد. وتتراوح أعدادهم بين 2,200 إلى 12,000 شخص من الأرمن ولديهم ثماني كنائس تقع معظمها في مدينة أصفهان وطهران، وأربعة نواد رياضية ترفيهية، وستة مراكز تعليمية، ومقبرة خاصة.
- كنيسة الكلدان الكاثوليك: تؤدي مراسمها العبادية باللغة الآشورية، ولهذه الكنيسة ثماني كنائس فعالة تقع معظمها في مدينة طهران وأرومية، ويبلغ عدد أتباعها حاليًا بين 3,390 إلى حوالي 13,000 شخص.
- الكنيسة الرومانية الكاثوليكية: هذه الكنيسة خاصة بالأجانب الذين أسسوها، عند وفودهم إلى إيران في مهمات رسمية، ويرجع تاريخها إلى عام 1630 ميلادية. تُقام في هذه الكنيسة مراسم أيام الآحاد بشكل دائم، فيحضرها الفرنسيون والإيطاليون والهولنديون والبولنديون. يتراوح عدد أعضاء هذه الكنيسة بين الألف والألفين وخمسمئة نسمة، وترتبط بها تسعة كنائس.

### البروتستانتية

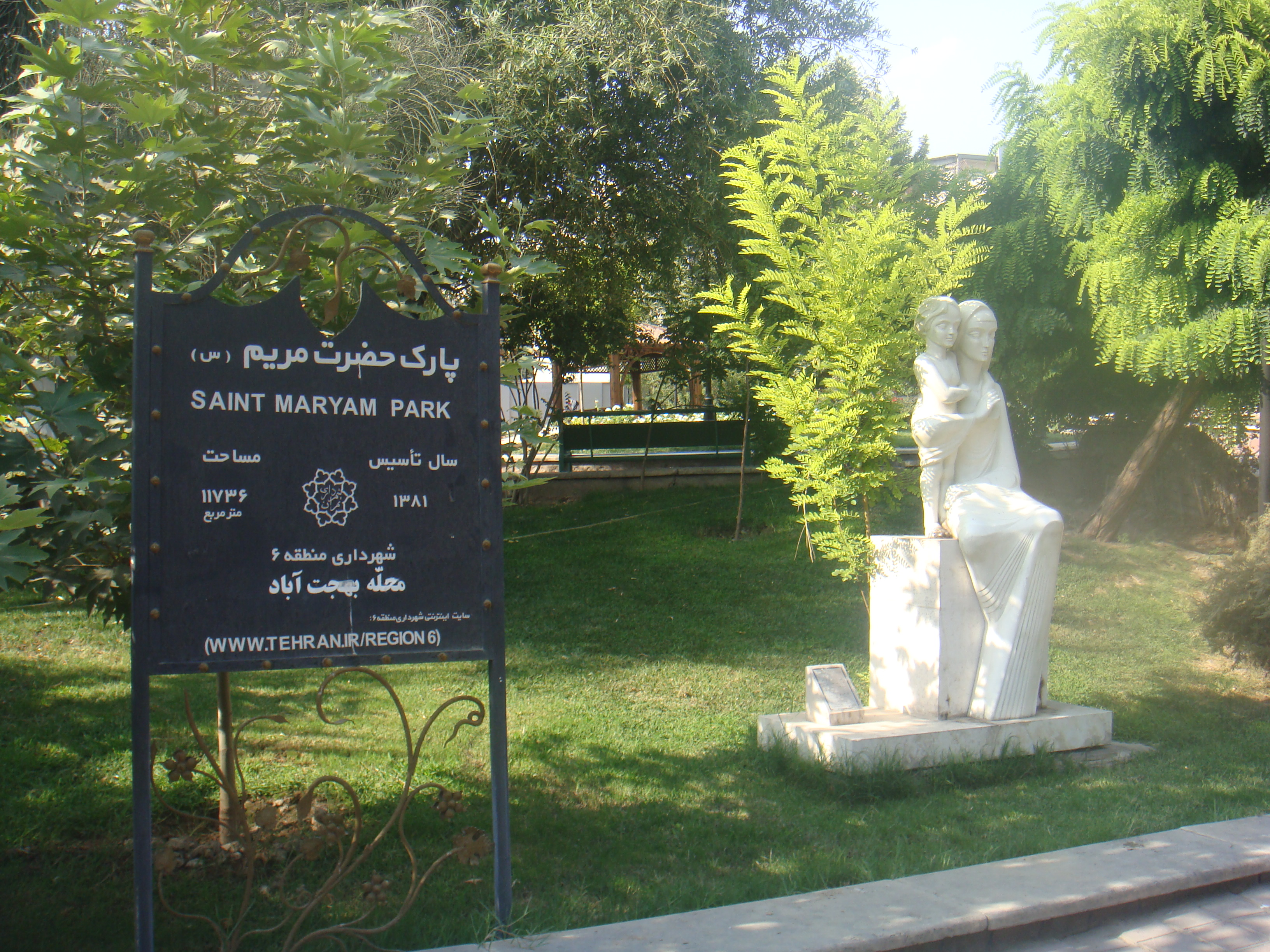
حديقة مريم العذراء في طهران.

انطلقت الكنيسة الإنجيليّة المشيخيّة في إيران مع إرسالية بروتستانتية أميركيَّة، وهي المجلس الاميركي (بالإنجليزية: ABCFM) في العام 1832 والإنجيليين هم فرقة من البروتستانت. ولم يكن في نية الإرسالية المشيخية ومرسليها القيام بتنظيم كنيسة مستقلة، بل أطلقوا على ذاتهم اسم «الإرسالية النسطورية» التي نُظّمَت سنة 1834. وعمل المرسلون مع الكنيسة النسطورية من أجل إعادة إحيائها وتقويتها وتنشيطها. ولقد رفضت الكنيسة النسطورية الإصلاح. وأخيراً تأثر بعض أعضائها بالروح الانجيلية وانفصلوا عن الكنيسة القديمة وألفوا سبع رعايا بروتستانتية في مقاطعة رزايه وحولها، في شمال غربي إيران.
ونُظّمت الكنيسة المشيخية الأولى في العام 1862 وتلتها كنائس أخرى فيما بعد. في عام 1870 تأسست الكنيسة الآشورية الإنجيلية في أرومية. كان معظم الآشوريين الإنجيليين في البداية أعضاءً في كنيسة المشرق الآشورية. وفي العام 1933، قامت الكنيسة الانجيلية في إيران بتنظيم ثلاث كنائس مشيخية، وأعادت توزيعها حسب اللغة بدلاً من توزيعها جغرافيًا. ونشأت عن الكنيسة المشيخية رعايا إضافية توزعت في مناطق مختلفة من البلاد وقد جمعت أناساً من الذين اعتنقوا المسيحية وكانوا من معتقدات دينية مختلفة. في العام 1963، اتخذت لنفسها اسم كنيسة إيران الإنجيلية المشيخية. عقيدة الكنيسة الحالية وتقاليدها هي استمرار لحركات النهضة الروحية التي حدثت في غرب إيران خلال عقد 1930، والتي منذ عقد 1950 انتشرت في جميع أنحاء غرب إيران، حيث بنيت الكنائس والتجمعات البروتستانتية الآشورية في القرى والبلدات والمدن الكبرى في إيران. أنشأت الإرسالية البروتستانية كلية ألبرز وكلية أخرى للبنات، وسلسة من المستشفيات في رزاية، ورشت، وطهران، ومشهد وهمدان وكرمانشاه.
في عقد 1990 أسس هايك هوفسبيان مهر جماعة رباني هي الفرع الإيراني للكنيسة الخمسينية، وهي واحدة من أكبر الكنائس المسيحية الإنجيلية. ومركزها في طهران. حوالي 80% من أتباعها هم من المتحولين من الإسلام إلى المسيحية، والباقون هم من الأقليات الإثنية المسيحية الإيرانية. تُقام الصلوات والطقوس باللغتين الفارسية والأرمنية. في عام 1994 اختفى هايك هوفسبيان مهر بعد احتجاجه على معاملة الحكومة الإيرانية للمتحولين إلى المسيحية، ويفترض عمومًا أنه قد تم اغتياله من قبل الدولة. ومع ذلك، تتهم الدولة حركة مجاهدي خلق بقتله. منذ الثورة الإسلامية، كان إضفاء الطابع المؤسسي على الشريعة الإسلامية قاسياً على جماعة رباني بسبب نجاح جهودها في تحويل المسلمين إلى المسيحية. يرجع هذا النجاح أساسًا إلى مبدأ استخدام اللغة الفارسية العامية كلغة للصلاة على خلاف اللغات القديمة العديدة (مثل السريانية والأرمنية) المستخدمة للصلاة من قبل الجماعات المسيحية الأخرى.

## التعداد

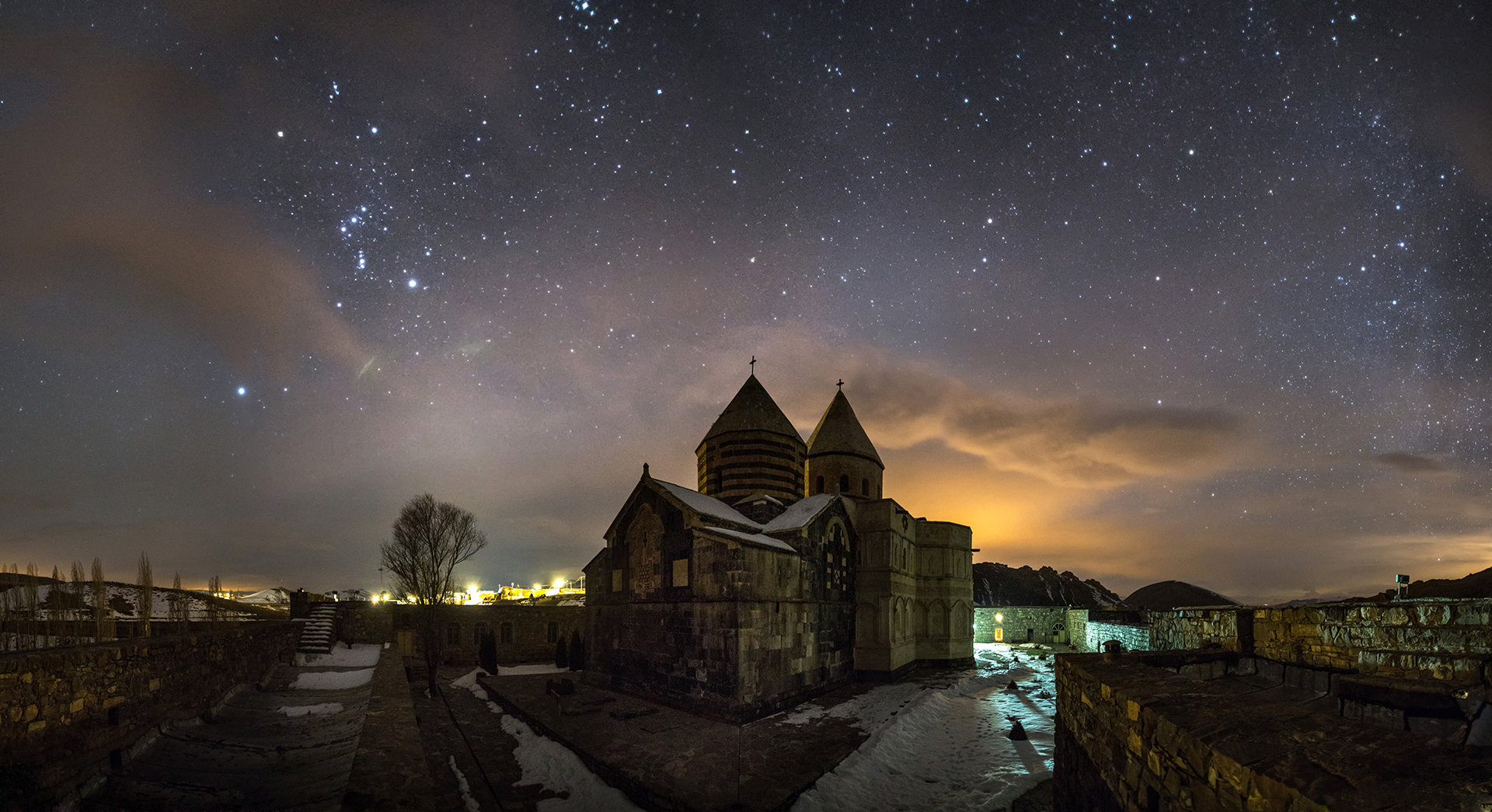
دير القديس تداوس، وهي من مواقع التراث العالمي فيها قبر القديس تداوس.

تعد المسيحية أكبر أقلية دينية في إيران. في عام 1976 أفاد التعداد السكاني بأن عدد السكان المسيحيين الذين يحملون الجنسية الإيرانية هناك بلغ 168,593 شخصاً، ومعظمهم من المواطنين ذوي الأصول الأرمنية. بسبب الحرب بين إيران والعراق في الثمانينيات من القرن العشرين وتفكك الاتحاد السوفيتي في التسعينيات من القرن العشرين، هاجر ما يقرب من نصف الأرمن إلى جمهورية أرمينيا المستقلة حديثًا. وأدت ثورة الإمام الخميني إلى هجرة الكثير من المسيحيين خصوصاً بعد حرب الثماني سنوات مع العراق وصراع إيران مع الولايات المتحدة الأميركية إضافةً إلى ان توجهات الثورة الإسلامية نحو أسلمة المجتمع الإيراني دفعت أكثر من ثلثي مسيحي إيران للرحيل إلى الخارج. وتضم مدينة غلينديل في كاليفورنيا واحدة مم كبرى الجاليّة المسيحيّة الإيرانيَّة في المهجر.
غير أن الاتجاه المعاكس قد حدث منذ عام 2000، وارتفع عدد المسيحيين الذين يحملون الجنسية الإيرانية إلى 109,415 في عام 2006. وفي الوقت نفسه، سجلت هجرة كبيرة من الآشوريين من العراق بسبب المذابح والمضايقات بعد سقوط نظام صدام حسين. ومع ذلك، فإن معظم هؤلاء الآشوريين في إيران ليس لديهم الجنسية الإيرانية، وبالتالي لا يتم ضمهم في التعداد السكاني. في عام 2008 تم نقل المكتب المركزي للاتحاد الدولي للآشوريين رسميا إلى إيران بعد احتضانهم في الولايات المتحدة لأكثر من أربعة عقود.
قدرَّت وزارة الخارجية الأمريكية أعداد المسيحيين في إيران عام 2004 بحوالي 300,000 نسمة. في عام 2014 قدَّر تقرير نشرته وزارة الداخلية للمملكة المتحدة أعداد المسيحيين في إيران بحوالي 370,000 نسمة، حيث أن التعداد السكاني الرسمي الإيراني لا يتضمن أعداد المسيحيين غير الحاملين للجنسية الإيرانيَّة وللمسلمين المتحولين للديانة المسيحية.
يذكر أنَّ التعداد السكاني الرسمي لا يتضمن المسلمين المتحولين للديانة المسيحية من الإثنية الفارسيَّة وقد قدرّت دراسة قامت بها جامعة سانت ماري سنة 2015 أعداد المسلمون الفُرس المتحولين للديانة المسيحية في إيران بحوالي 100,000، إلى جانب 400,000 مسلم فارسي تحول للمسيحية يعيش خارج إيران. أيضاً بدأ في السنوات الأخيرة بعض الأذريين في إيران في التحول إلى المسيحية، وهو أمر محظور تمامًا ويمكن أن يؤدي إلى السجن.

### التعداد الرسمي
| تعداد | المسيحيون | مجمل السكان | نسبة   | +/-  |
| 1976  | 168,593   | 33,708,744  | 0.500% | ...  |
| 1986  | 97,557    | 49,445,010  | 0.197% | -42% |
| 1996  | 78,745    | 60,055,488  | 0.131% | -19% |
| 2006  | 109,415   | 70,495,782  | 0.155% | +39% |
| 2011  | 117,704   | 75,149,669  | 0.157% | +8%  |

## التحوّل إلى الديانة المسيحية

### تعداد

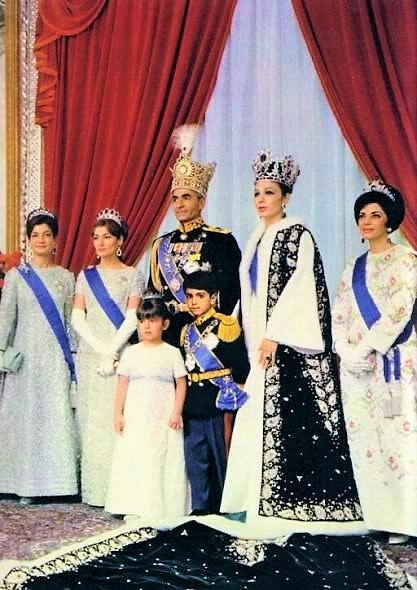
الأميرة شمس پهلوي شقيقة محمد رضا بهلوي؛ تحولت للديانة المسيحيّة.

يُشير باحثون ومصادر صحفية مختلفة إلى ازدياد اعتناق المسيحية بين الشعب الإيراني في العقود الأخيرة، وتتراوح أعداد الإيرانيين المتحولين من الإسلام إلى المسيحية بين 100,000 شخص، أو بين 300,000 إلى 500,000 شخص، في حين تقدر بعض المصادر تعداد المسلمين الذي تحولوا إلى المسيحية بين مليون إلى 3 ملايين شخص. وفقًا للباحث روب سكوت من جامعة تسمانيا في عام 2010، كان هناك «ما يقرب من 180,000 عربي أمريكي وحوالي 130,000 أمريكي إيراني تحولوا من الإسلام إلى المسيحية»، ويُشير عدد من العلماء والباحثين إلى أنه في العقدين الماضيين كانت هناك أعداد متزايدة ملحوظة من اعتناق المسيحية بين الأكراد والفرس والأذريين في إيران. ويُشير الباحثين إلى تزايد التحول إلى المسيحية بين المسلمين في الشتات الإيراني، خصوصاً في الولايات المتحدة، وكندا، والمملكة المتحدة، وهولندا، والسويد، وألمانيا، وغيرها من الدول. ويُشير باحثين إلى تزايد التحول إلى المسيحية بين الشباب الإيراني.
في عام 2015 قُدرت أعداد المسلمين الإيرانيين المتحولين إلى المسيحية بحوالي 500,000 شخص (العديد منهم هاجر إلى العالم الغربي)، بعد أن كانوا 500 شخص عام 1979. وقد قدرّت دراسة من قبل معهد جامعة بايلور لدراسات الدين من قبل عام 2015 أعداد المسلمين الفُرس المتحولين للديانة المسيحية في إيران بحوالي 100,000، هذا بالإضافة إلى الكنائس التقليدية كالأرمنية والسريانية التي تضم إليها ما يقارب الـ 80,000 شخص. وبحسب دراسة جامعة سانت ماري وأدنبرة في عام 1979 كان هناك أقل من 500 مسلم متحول للمسيحية في إيران، وفي عام 2015 تخطى العدد 100,000 شخص. وصنفت «أوبريشن ورلد» إيران في عام 2017 على أنها الدولة الأسرع نموًا في أعداد أتباع الكنيسة الإنجيلية على مستوى العالم. وفقاً لأخبار موهابات، ازدادت المسيحية «بمعدل مذهل» في العقدين الأخيرين في إيران، مما تسبب في قلق الحكومة الإسلامية. ووفقاً لكريستيان بوست يستمر نمو المسيحية في إيران، خاصةً بين الشباب، وذلك على الرغم من جهود الحكومة الإسلامية لقمع التحول الديني.
وفقًا للباحثة لادان بوروماند، «تشهد إيران اليوم أعلى نسبة تنصير في العالم»، ووفقًا لشاي خاتيري من جامعة جونز هوبكنز، فإن «الإسلام هو الدين الأسرع انكماشًا هناك [إيران]، بينما المسيحية الأسرع نمواً»، وفي عام 2018 كان هناك «ما يصل إلى نصف مليون إيراني من عائلات مسلمة تحولوا إلى المسيحية، ومعظم هؤلاء المسيحيين الجدد من الإنجيليين»، ويُضيف «تُشير التقديرات الأخيرة إلى أن العدد ربما ارتفع إلى في مكان ما بين مليون وحوالي 3 ملايين».
وفق استطلاع أجرته مجموعة تحليل وقياس المواقف في إيران "GAMAAN" عام 2020، تبين تراجع نسبة أتباع الديانة الإسلامية، حيث أن 32% من الإيرانيين يعتبرون أنفسهم مسلمين شيعة. وبحسب الدراسة عرّف 1.5% من الإيرانيين أنفسهم كمسيحيين. بحسب الدراسة فإنَّ تزايد نسبة المسيحيين يعود إلى اعتناق الديانة المسيحية بين الإيرانيين، حيث تقدر الدراسة عدد المسيحيين في إيران «في حدود مئات الآلاف وقد يتزايد ليصل أكثر من مليون». وشارك في الاستطلاع 50 ألف إيراني، 90% منهم يقيمون داخل إيران، وتقول مجموعة تحليل وقياس المواقف، إن نتائج الاستطلاع دقيقة بنسبة 95% وقابلة للتعميم على المجتمع الإيراني.

### الأوضاع الاجتماعية

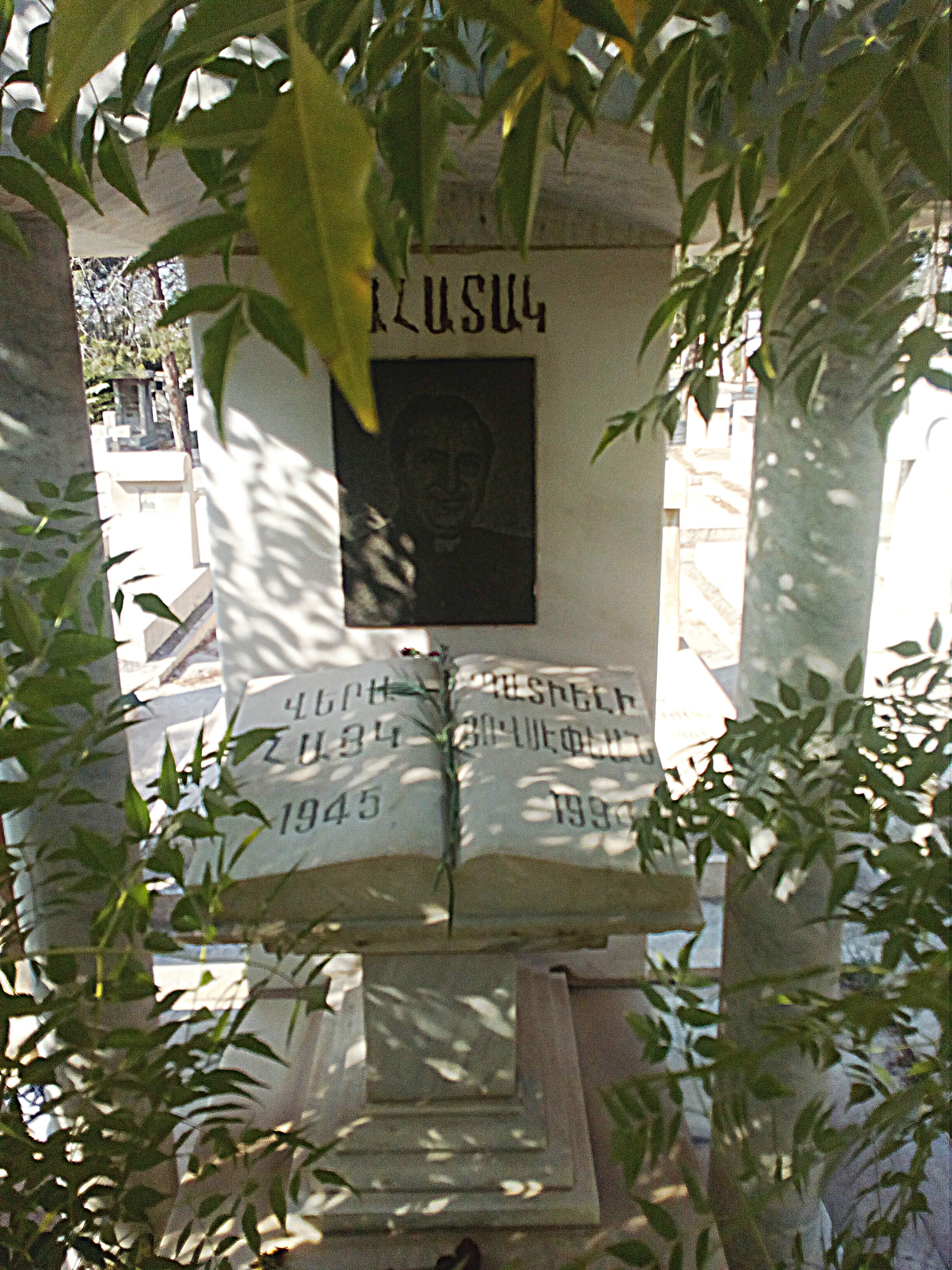
قبر رجل الدين هايك هوفسبيان مهر الذي اختفى وقُتل في عام 1994.

قالت مجموعة مراقبة الاضطهاد الأمريكية «فتح الأبواب»، أنه بالرغم من الإجراءات الصارمة التي تستخدمها إيران ضد المسيحيين على أراضيها، إلا أنها لم تستطع أن تمنع نمو المسيحية في الدولة الشيعية، حيث أشارت دراسات إلى أن المسيحية هي أكثر الأديان نموًا في إيران بمتوسط معدل سنوي قدره 5.2%. وفي سنة 2008 صوت البرلمان الإيراني بالأغلبية الساحقة لصالح مشروع “قانون العقوبات الإسلامي”، الذي من شأنه تقنين عقوبة الإعدام لمن يترك دينه الإسلامي من الذكور أما النساء فقد حددت العقوبة بالسجن مدى الحياة. وقد سُجنَ عدد من معتنقي المسيحية منهم حامد برمند وهو عقيد سابق في الجيش الإيراني. وتضم قائمة المتحولين شخصيات سياسية معروفة فقد أشارت تقارير إلى أن كامران دانشجو وزير العلوم والأبحاث التقنية في إيران، تعمد في اليونان تحت اسم جورجيوس كامران كانشجو في 8 أيلول (سبتمبر) 1978، أي تحوّلَ إلى المسيحية عندما كان طالباً في بريطانيا.
في يناير عام 1994 اختفى رجل الدين هايك هوفسبيان مهر وهو من أصول أرمنية إيرانية، حيث بعد الثورة الإسلامية عام 1979، كان أحد القادة المسيحيين القلائل الذين استمروا في التبشير بالمسيحية. وفي عام 1994، اختفى بعد احتجاجه على معاملة الحكومة الإيرانية للمتحولين إلى المسيحية، ويُفترض عمومًا أن الدولة قتلته. لكن الدولة تتهم حركة مجاهدي خلق بقتله. زار عبد الفتاح عمر، المقرر الخاص للأمم المتحدة المعني بمسألة التعصب الديني، إيران في عام 1995 حيث تمكن من التحدث بحرية في سجن إيفين مع النساء المتهمات بقتل هوفسبيان مهر واثنين من القادة المسيحيين الآخرين. خلص عمر في تقريره الصادر عن الأمم المتحدة إلى أن الحكومة الإيرانية قررت على ما يبدو إعدام المطران هوفسبيان مهر واثنين من القادة المسيحيين الآخرين ليس فقط لتشويه سمعة حركة مجاهدي خلق بإعلانها مسؤوليتها عن تلك الجرائم، ولكن أيضًا لقمع المجتمع البروتستانتي المتنامي. وفي يونيو من عام 1994 أعدم مهدي ديباج بتهمة الردة عن الإسلام واعتناق المسيحية. في نوفمبر عام 2005 أختطف وقُتل قربان توراني وهو إيراني من أصول تركمانية سُنية بسبب تحوله للمسيحية والتبشير في المسيحية بين السكان المحليين، حيث بنى عددًا من الكنائس المنزلية. في عام 2005 حُوكم حميد بورماند وهو عقيد سابق بالجيش في الجيش الإيراني وقائد علماني للكنيسة الخمسينية، بتهمة الردة عن الإسلام، بسبب اعتناقه للدين المسيحي. وحميد بورماند هو أول إيراني يُتهم بالردة منذ عام 1993 عندما حكم بالإعدام على القس الإيراني مهدي ديباج.
في مايو من عام 2019 عبر وزير الاستخبارات الإيراني محمود علوي عن تتخوفه من توجه مواطنين نحو التحول إلى الديانة المسيحية، وتعتبر منظمة هيومن رايتس ووتش أن قوانين إيران تميز ضد الأقليات الدينية، حيث حكمت السلطات منذ 30 أيلول عام 2018 على 37 مسلماً اعتنقوا المسيحية بالسجن بتهمة «أعمال تبشيرية». ويعتبر اعتناق المسلم للديانة المسيحية جريمة في إيران ويعاقب عليها ولعل أحدث قضية هي محاكمة يوسف ندرخاني وهو قسيس بروتستانتي إيراني من مواليد عام 1977 من مدينة رشت في محافظة كيلان شمال إيران، اعتنق المسيحية عندما كان يبلغ التاسعة عشرة من عمره، وعمل منذ عام 2000 قسيسًا لكنائس منزلية عدة غير مرخص لها، اعتقل عام 2009 وحكم عليه بالإعدام بتهمة الارتداد عن الإسلام عام 2010. كذلك يمنع التبشير في إيران. استنادًا إلى منظمة أبواب مفتوحة تعتبر إيران إحدى أكثر ثلاثة دول يتم فيها اضطهاد المسيحيين حيث يتم منع التبشير وملاحقة المتنصرين من خلفية إسلامية. وصنف تقرير اللجنة الأميركية للحريات الدينية في العالم إيران ضمن قائمة الدول المثيرة للقلق، ما يعني أن السلطات تشارك أو تتسامح مع «الانتهاكات المنهجية والمستمرة والفظيعة» للحريات الدينية.
يعتبر غوربان توراني أول من حوكم بتهمة الردة وهي أول جريمة قتل على خلفية الردة منذ عدة سنين، وهي نقطة أساسية لصعود الملاحقة المجددة ضج معتنقي المسيحية في إيران وحركة الكنائس المنزلية الصغيرة النامية. وفقاً للمعارضة الإيرانية منذ 25 ديسمبر 2010 وحتى 6 يناير 2011 اعتقلت إيران نحو 60 من زعماء الأقلية المسيحية في طهران بتهمة العمل في الدعاية لدينهم. وسبق أن اغتيل حايك هوفسيبيان مهر، مطران كنيسة «جماعتي رباني» البروتستانتية عام 1994، المشهور بدفاعه عن العقيدة المسيحية والذي رفض، مع آخرين، سنة 1993 توقيع إعلان ينص على أنه سيمنع المسلمين من الانضمام إلى كنيسته. وكانت السلطات الإيرانية اتهمت حركة مجاهدي خلق باغتيال مهر، إلا أن بعض المراقبين رفضوا هذا الزعم، واعتبروا أن «مقتله جاء من ضمن مجموعة من الاغتيالات السياسية لمجموعة كتاب وناشطين سياسيين من قبل المخابرات الإيرانية بأمر من سعيد إمامي نائب وزير المخابرات الإيراني.»

## المجتمع

### الحضور في المجتمع

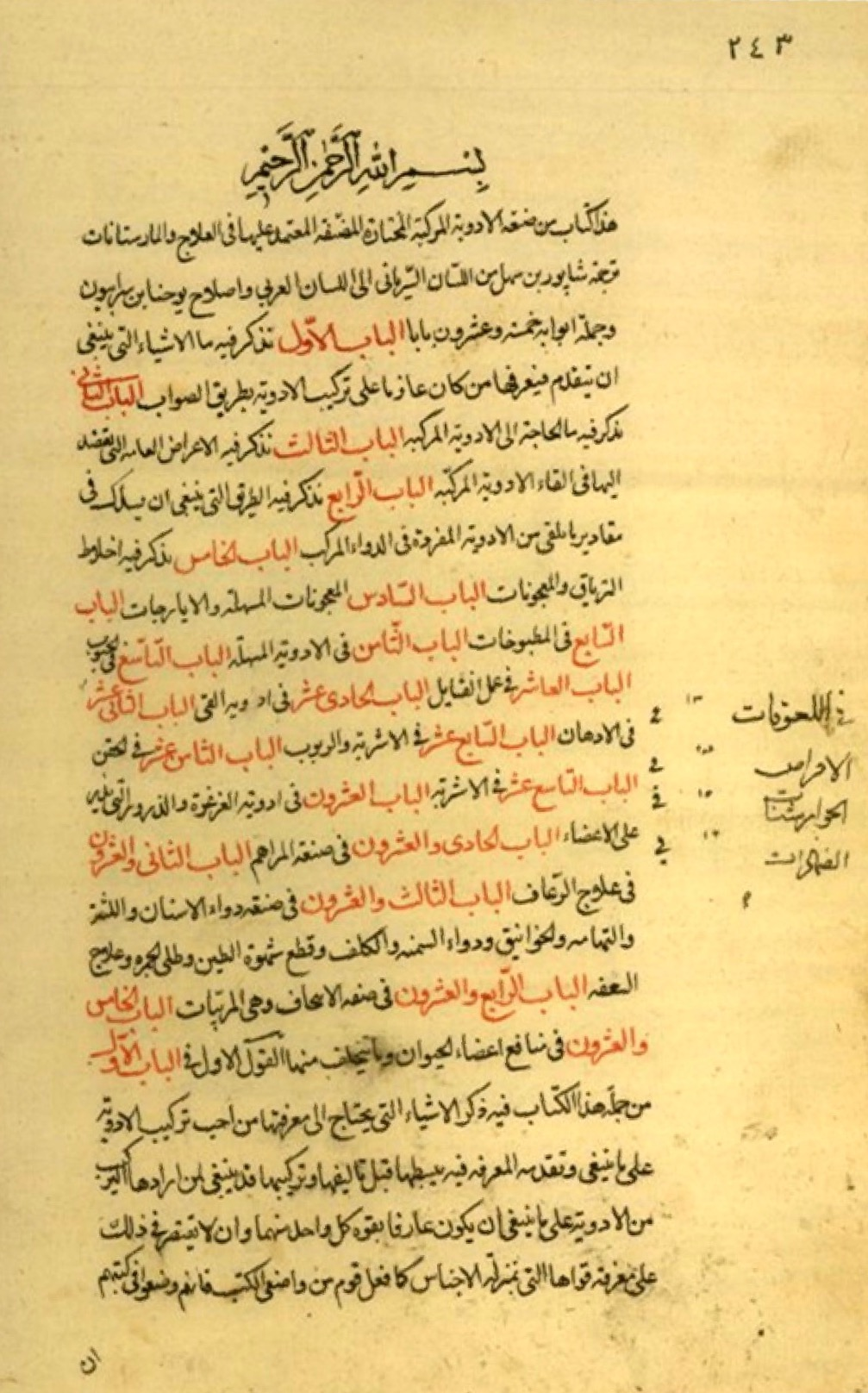
الصفحة الأولى من كتاب الأقراباذين لسابور بن سهل.

لدى المسيحية تاريخٌ طويل وحافل في بلاد فارس، وهي منتشرة بطُقوسها السريانيّة والأرمنيّة، وخرج منها الكثير من الفلسفات والنصوص الليتورجية والشهداء والقديسين فضلًا عن الملافنة، حيث تُعتبر إيران الحاليّة مسقط رأس العديد من الرسل والقديسين المسيحيين، منهم أبا الأول وأبداس أسقف سوسة والقديس قرداغ وهرمزد الراهب وشمعون برصباعي وآداي راعي الشعب الآشوري والفارسي وغيرهم. بعد الفتح الإسلامي لفارس ساهم المسيحيون، ولا سيَّما أتباع كنيسة المشرق (النساطرة)، في الحضارة الإسلامية في عهد الأمويين والعباسيين من خلال ترجمة أعمال الفلاسفة اليونانيين والعلوم القديمة إلى اللغة السريانية وبعد ذلك إلى اللغة العربية. كما برعوا في العديد من المجالات، لا سيما الفلسفة والعلوم مثل: يوحنا بن ماسويه وهو طبيب عالم ومترجم مسيحي، أبوه سرياني وكان صيدلانيًا في جنديسابور (خوزستان) ثم عمل طبيبًا في بغداد، أمّا أمه فكانت صقلبية، يعود له الفضل في تطور العديد من العلوم في العالم الإسلامي في العصر العباسي الأول. وسابور بن سهل وهو طبيب فارسي مسيحي كان صاحب بيمارستان جنديسابور بفارس، وأبو سهل المسيحي وهو طبيب مسيحي فارسيّ، وأسرة بختيشوع والتي تعني بني عبد المسيح حيث أن بخت تعني عبد ويشوع تعني المسيح في اللغة السريانية. هم أسرة من الأطباء والعلماء السريان المسيحيين المشارقة تعود أصولهم إلى مدينة جنديسابور في منطقة الأهواز في إيران حاليًا، انتقلوا إلى بغداد ثم لاحقًا الموصل وميافارقين، خدمت الأسرة الخلفاء العباسيين. ومن بين أفراد الأسرة كل من أبو سعيد عبيد الله بن بختيشوع وهو طبيب وفيلسوف سرياني نسطوري ينتمي لعائلة بختيشوع، توفي عام 1058، عاش في بغداد وميافارقين وكان صديقًا لابن بطلان، وله عدة مؤلفات في الطب والفلسفة. وجبريل بن بختيشوع وهو طبيب سرياني مشرقي عاش في بغداد ينتمي لعائلة بختيشوع التي تعود أصولها لجنديسابور في اقليم الأهواز، كان طبيب الأمين والرشيد، سجنه المأمون ثم أعاده لخدمته، توفي عام 828م وله مؤلفات في الطب والمنطق. ويوحنا بن بختيشوع وهو طبيب سرياني مشرقي عاش في بغداد ينتمي لعائلة بختيشوع، توفي عام 903م خدم الخليفة العباسي الموفق بالله ثم عين أسقفاً على الموصل عام 893.
خلال عصر الدولة الصفوية لعب المسيحيون الأرمن دوراً هاماً في التجارة العالمية، حيث سيطر الأرمن على التجارة والاقتصاد الفارسي خلال عصر الدولة الصفوية. وفي أواخر القرن السابع عشر، سيطر الأرمن تقريبًا على كل التجارة الفارسيَّة. وكان مقر الغالبية العظمى من الأسر التجارية الأرمنية في الجلفة الجديدة بأصفهان، وكانت أسرة شاهرمانیان أكثر الأسر نفوذاً وثراءاً بين العائلات التجارية الغنية الأرمنية منذ القرن السابع عشر. لعب المسيحيين خصوصاً من الأرمن دوراً مهماً في تطوير إيران في القرن العشرين، سواء فيما يتعلق بتكوينها الاقتصادي أو الثقافي. وكانوا روادًا في التصوير الفوتوغرافي والمسرح وصناعة السينما، ولعبوا أيضاً دوراً محورياً جداً في الشؤون السياسية الإيرانية.

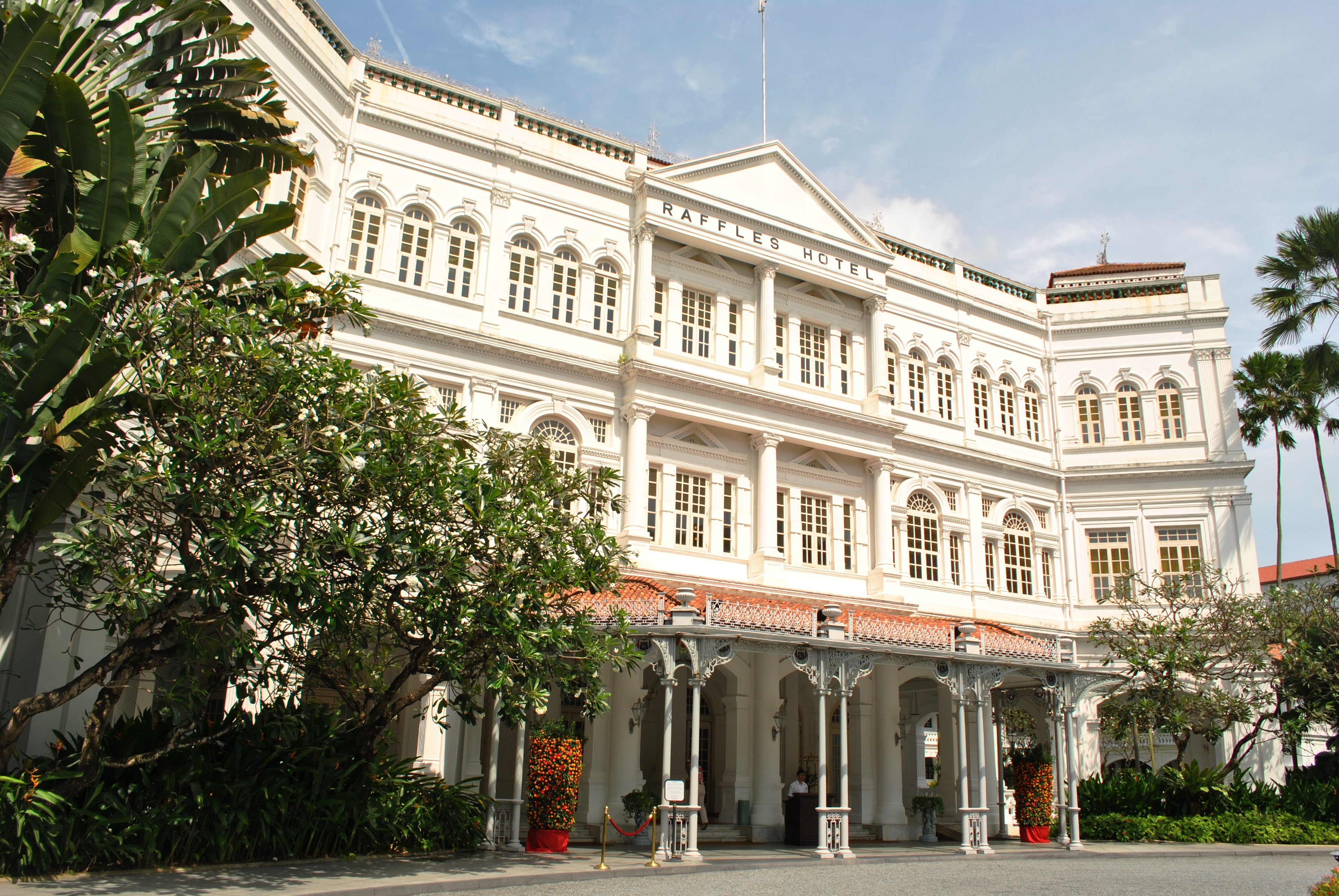
فندق رافلس في سنغافورة تأسس على يد الاخوة سركيس.

تشمل قائمة أعلام المسيحيين في إيران الإخوة سركيس الذين أنشؤوا السلالة التي لها نفوذ في جميع أنحاء إيران، كما عرفوا بتأسيس أفضل سلسلة من الفنادق الفاخرة في جميع أنحاء جنوب شرق آسيا، وفيكن دردريان والذي دُعي بـ «سلطان البوب» و«سلطان الجاز الفارسي» وسلطان الاغنية الإيرانية ويُعد من أكثر المغنين تأثيرًا على الموسيقى الفارسية، وثريا اسفندياري الزوجة الثانية لشاه إيران محمد رضا بهلوي، وآلينوش طريان «الأم المؤسسة لعلم الفلك الإيراني المعاصر»، وكارو لوكاس مؤسس ومدير مركز التميز للمراقبة والمعالجة الذكية في جامعة طهران، وشمس بهلوي وهي أميرة إيرانية وهي أكبر أخوات محمد رضا بهلوي آخر شاه لإيران، في سنة 1979 هاجرت من إيران واستقرت في الولايات المتحدة واعتنقت هناك المسيحية الكاثوليكية وتوفيت في يوم 29 فبراير 1996 في سانتا باربارا، كاليفورنيا. وأندرانيك تيموريان وهو لاعب كرة قدم إيراني من أصل أرمني، ودانييل دافاري وهو لاعب كُرَة قَدَم إيراني في مركز حراسة المرمى، وقربان توراني وهو رجل دين مسيحي إيراني عاش وعمل في محافظة گلستان في إيران. ولد وتربى كمسلم سني، ولكنه اعتنق المسيحية في اواسط التسعينات من القرن العشرين خلال قضاء وقت في تركمانستان، ويوسف نادرخاني الذي اعتنق المسيحية عندما كان يبلغ التاسعة عشرة من عمره، وعمل منذ عام 2000 كقسيس لكنائس منزلية عدة غير مرخص لها، اعتقل عام 2009 وحكم عليه بالإعدام بتهمة الارتداد عن الإسلام عام 2010. استطاع عدد من المسيحيين من أصول إيرانيَّة الوصول إلى مراكز هامة، على مختلف الأصعدة، منهم آنا إيشو وهي سياسية أمريكية وعضوة في الكونغرس الأمريكي عن ولاية كاليفورنيا وهي من أصول آشورية إيرانية وغالبا ما تنشط في الدفاع عنهم. ورامين كريملو وهو ممثل ومغني إيراني المولد والأصل وكندي الجنسية، وأندريه أغاسي وهو لاعب كرة مضرب محترف ومصنف أول عالمياً من الولايات المتّحدة من أصول أرمنية وآشورية إيرانية. وروزى ملك يونان وهي ممثلة وفنانة ومخرجة وكاتبة اشورية وناشطة في مجال حقوق الإنسان، ومارينا نعمت وهي كاتبة كندية من أصل إيراني مسيحية أرثوذكسية من طهران، وسجينة سياسية سابقة في سجن ايفين بطهران في عهد آية الله الخميني، من أشهر أعمالها الأدبية رواية سجينة طهران.

### العمارة

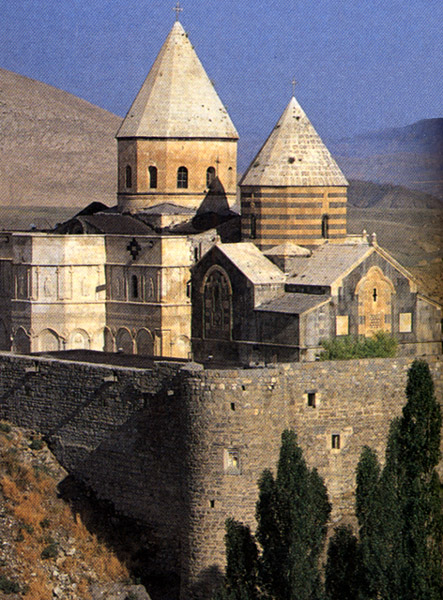
دير قره كليسا، وهي من مواقع التراث العالمي فيها قبر القديس تداوس.

تضم بلاد فارس على بعض أقدم الكنائس المسيحية في العالم منها كنيسة القديسة مريم في مدينة أرومية التابعة لكنيسة المشرق الآشورية، ويعتبر بعض المؤرخين الكنيسة ثاني أقدم كنيسة مسيحية بعد كنيسة المهد في بيت لحم في فلسطين. يعود المبنى القديم الحالي للكنيسة إلى العصر الساساني وتصميمه الداخلي هو مزيج من الهندسة المعمارية الساسانية والأرسيدية. وتعود كنيسة مار سركيس وهي كنيسة آشوريّة تاريخية، إلى عصر الساسانيين، وتقع في مقاطعة أرومية. وتعتبر كنيسة مار سركيس من أقدم كنائس الآشوريين التي ظهرت في القرن الأول ميلادي وتتربع على قمة جبل يطل على مدينة أرومية ويقصدها الآشوريون والسياح من مختلف أنحاء العالم. وقد سُجّلت الكنيسة كواحدة من المعالم الوطنية لإيران في 5 نوفمبر من عام 2006. بُنيَت ديد من الكنائس الكلدانية والآشورية في إيران على نمط عمارة بلاد ما بين النهرين منها كنيسة القديس يوسف الكلدانية الكاثوليكية في مدينة طهران.
تقع المجموعات الرهبانية الأرمنية في إيران في مقاطعات محافظة أذربيجان الغربية وأذربيجان الشرقية في إيران، المجموعة تتكون من ثلاث كنائس أرمنية أُنشئَت خلال الفترة ما بين القرنين السابع والرابع عشر الميلاديين. الصروح (دير القديس تداوس، دير القديس إستبانوس وكنيسة زور زور) تعرضت للعديد من التجديدات. أُدرجَت هذه المواقع في قائمة التراث الثقافي في الدورة 32 للجنة التراث العالمي في 8 يوليو 2008 ضمن قائمة التراث العالمي لليونسكو. كما أدرجت تقاليد ومظاهر الحج إلى دير القديس تداوس في قائمة التراث الثقافي الغير مادي لليونسكو عام 2020. تقع الكنائس الثلاث في مساحة إجمالية تبلغ 129 هكتارًا (320 فدانًا) وسُجّلت وفقًا لمعايير اليونسكو نظرًا لقيمتها البارزة في عرض التقاليد المعمارية والزخرفية الأرمنية، ولكونها مركزًا رئيسيًا لنشر الثقافة الأرمنية في المنطقة، وكونها مكانًا لحج الرسول القديس تداوس، وهو شخصية رئيسية في التقاليد الدينية الأرمنية. وهم يمثلون آخر بقايا الثقافة الأرمنية القديمة في محيطها الجنوبي الشرقي. وتقع بعض أقدم المصليات والأديرة والكنائس الأرمينية في العالم داخل هذه المنطقة من إيران، وتُعد منطقة أذربيجان الإيرانية بشكل عام موطنًا لأقدم الكنائس في إيران. وتُعد الكنائس التي تعود إلى العصور الوسطى أفضل إنجاز للعمارة الأرمنية.

### الأعياد

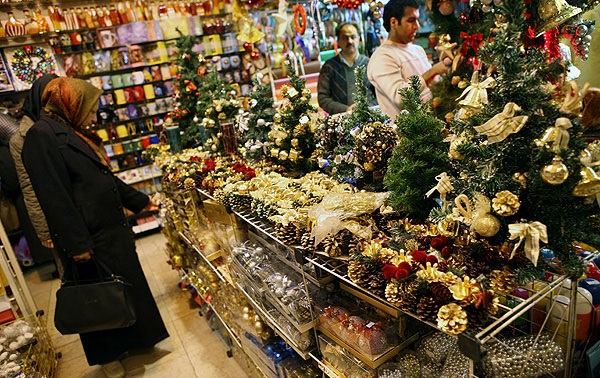
جانب من زينة عيد الميلاد في إيران.

تكون الأعياد الكبرى في إيران في أغلب الأحيان مقتبسةً من مناسبات دينية، وبذلك يتميّز المواطنين الإيرانيين من المسيحيين، بالاحتفال بعيد الميلاد، فتتبع كنيسة المشرق الآشورية والكنيسة الكلدانية الكاثوليكية والكنيسة الكاثوليكية والبروتستانت تقويم 25 ديسمبر في حين تتبع الكنيسة الرسولية الأرمنية والكنيسة الأرمنية الكاثوليكية تقويم 6 يناير، ويرتبط عيد الميلاد باجتماعات عائلية واحتفالات اجتماعية أبرزها وضع زينة الميلاد ممثلة بالشجرة وغالبًا ما يوضع تحتها أو بقربها «مغارة الميلاد» حيث توضع مجسمات تمثّل حدث الميلاد أبرزها يسوع طفلاً وأمه ويوسف النجار إلى جانب رعاة والمجوس الثلاثة، هذه العادة وفدت من الغرب،[بحاجة لمصدر] إلا أنها باتت جزءًا من تقاليد الميلاد العامة، تمامًا كتوزيع الهدايا على الأطفال والتي ترتبط بالشخصية الرمزية بابا نويل. العيد القريب من عيد الميلاد هو عيد رأس السنة الذي يقام ليلة 31 ديسمبر، تقام عادة احتفالات عائلية في ليلة عيد الميلاد وليلة رأس السنة، في السنوات الأخيرة أصبح الاحتفال بليلة وعيد رأس السنة أكثر انتشاراً وشعبية في إيران حيث أنَّ العديد من الأسر الغير مسيحية تحتفل به أيضاً غير أنه ذو خصوصيّة مسيحية.
أما عيد القيامة ويسبقه أسبوع الآلام، فبدوره مرتبط بموت يسوع وقيامته حسب المعتقدات المسيحية. كما يعتبر عيد الصعود وعيد الصليب من الأعياد الشعبية بين الآشوريون في إيران. كما للمؤمنين منهم صومين هامين وهما الصوم الكبير وصوم نينوى أو صوم الباعوث.

### المطبخ

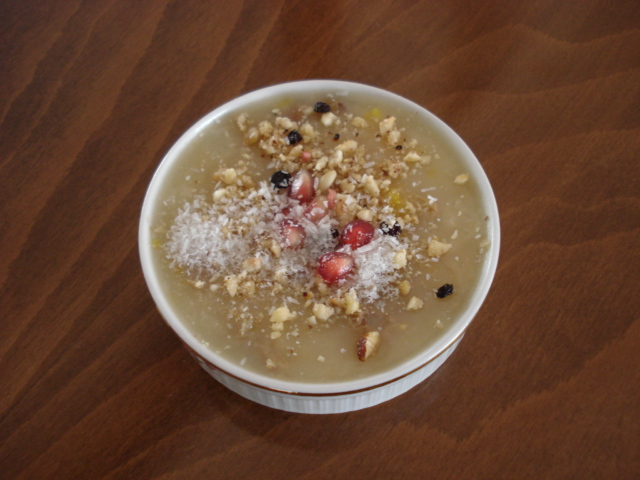
حلوة "نوح" الأرمنية الإيرانية الخاصة بعيد الميلاد.

يُعتبر مسيحيو إيران من أقدم المجتمعات المسيحية المستمرة في العالم، والغالبية العظمى منهم هم من الأرمن والآشوريين الأصليين الناطقين باللغات الآرامية الشرقية، ويتألف المطبخ الأرمني والمطبخ الآشوري/السرياني/الكلداني من مجموعة واسعة من الأطعمة التي يعدها الأرمن والآشوريون في تركيا وإيران والعراق وسوريا أو في أي مكان في العالم في المهجر. يشبه هذا المطبخ المأكولات الشرق أوسطية الأخرى مثل المطبخ التركي والمطبخ الشامي والعراقي والأرمني والإيراني، حيث تشبه معظم الأطباق الأرمنيَّة والآشوريَّة مأكولات وأطباق المنطقة التي يعيشون فيها. وفي المناسبات الاجتماعية التي يكون المشاركون فيها من المسيحيين غالبًا ما تقدم مشروبات كحولية على خلاف ما هو سائد لدى أغلب المجتمعات الإيرانيّة لكون الشريعة الإسلامية تحرّم مثل هذه المشروبات. وعلى خلاف المجتمعات الإسلامية الفارسيَّة والكردية والآذيَّة الإيرانيَّة يتضمن مأكولات المطبخ المسيحي الإيراني لحم الخنزير إذ لا توجد لدى أغلبية الطوائف المسيحية موانع بأكله.
الخصائص الرئيسية للمطبخ الأرمني الإيراني هي الاعتماد على نوعية المكونات بدلاً من التتبيل بشدة، واستخدام الأعشاب، واستخدام القمح في مجموعة متنوعة من الأشكال، والبقوليات، والمكسرات، والفواكه. وتعتبر الكبة، والورق دوالي، والكباب ولحم بعجين من أشهر مأكولات المجتمع الأرمني والتي تعتمد على اللحم بشكل أساسي. المطبخ الآشوري الإيراني غني في الحبوب واللحوم والطماطم، والبطاطس. عادًة ما يتم تقديم الأرز مع كل وجبة مصحوبة بالحساء الذي يسفك عادة فوق الأرز. وعادة ما يتم شرب الشاي في جميع الأوقات من اليوم مصاحبًا مع وجبات الطعام، أو كمشروب الاجتماعي. تتشابه نمط الأطعمة والمأكولات في المطبخ الآشوري مع تلك التي تنتشر في المحيط في الشرق الأوسط، ومنها الشاورما والشيش برك وتعتبر الكبة، والكفتة الآشوريَّة، والورق دوالي، والكباب، والهريسة، والپاچة، والتبسي بالباذنجان وآش دوغ من أشهر مأكولات المطبخ الآشوري/السرياني/الكلداني والتي تعتمد على اللحم بشكل أساسي، هناك المحاشي بأنواعها المختلفة أيضًا تعتمد على اللحم.

### الشتات

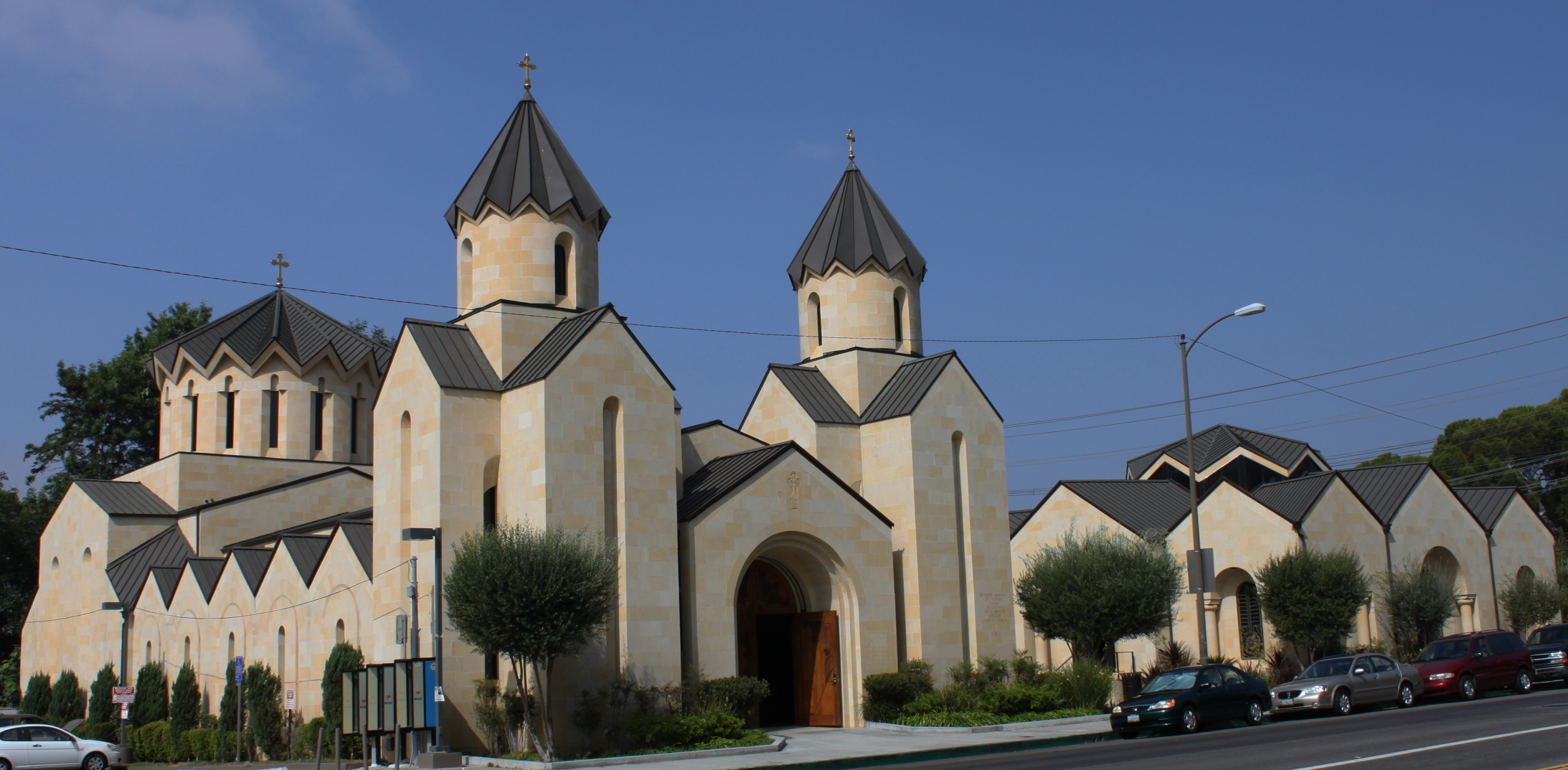
كنيسة القديس غريغوريوس المستنير والمركز الثقافي الأرمني في غلينديل بمقاطعة لوس أنجلوس: تعود أصول الكثير من الأرمن فيها إلى إيران.

منذ الثورة الإسلامية الإيرانية عام 1979 تشهد إيران موجات هجرة مسيحية واسعة النطاق، ونتيجة لذلك تعيش اليوم مجتمعات أرمنية وآشورية إيرانية معتبرة في الشتات، خصوصاً في روسيا وفي ولاية كاليفورنيا في الولايات المتحدة.
أدت الإبادة الجماعية للآشوريين إلى نزوح الآلاف من آشوريي أرومية إلى روسيا واستقروا كذلك في بعض جمهوريات الاتحاد السوفييتي كأرمينيا وجورجيا وأذربيجان. تضم الولايات المتحدة (خصوصاً كاليفورنيا وشيكاغو وديترويت)، والدول الاسكندنافية، وأستراليا ونيوزيلندا على شتات آشوري من أصول إيرانية مُعتبرة وتعتبر من الأقليات الناجحة والمتعلمة. قدرت أعداد الآشوريون/السريان/الكلدان بين 320,000 إلى 400,000 نسمة، وينتمون إلى كنائس مسيحية سريانية متعددة. وتعود أصول أغلب الآشوريين المقيمين في ولاية كاليفورنيا إلى إيران ويتبعون كنيسة المشرق الآشورية، في حين أن الآشوريين المُقيمين في ديترويت وشيكاغو هم في الغالب من أصول عراقيَّة ويتبعون في الغالب الكنيسة الكلدانية الكاثوليكية وكنيسة المشرق الآشورية وكنيسة المشرق القديمة، وتعود أصول الآشوريين والسريان في نيو جيرسي وماساتشوستس إلى طور عبدين في تركيا ويتبعون في الغالب الكنيسة السريانية الأرثوذكسية، كما وتضم ديترويت على مجتمع سرياني أرثوذكسي تعود أصوله إلى سوريا. في السنوات الأخيرة، كان الآشوريون يميلون إلى الإستيعاب، لكن هويتهم الثقافية والإثنية تعززت عبر قرون من المصاعب.
تقدر أعداد أرمن الولايات المتحدة بحوالي نصف مليون بحسب مسح المجتمع الأمريكي، أو بين 800 ألف إلى 1.5 مليون نسمة وفقاً لتقديرات أخرى. المجموعات الفرعية الرئيسية لأرمن الولايات المتحدة هي الأرمن التي تعود أصولهم إلى الاتحاد السوفيتي السابق والأرمن من أصول إيرانية والأرمن من أصول تركية (خصوصاً من إسطبنول) والأرمن من أصول لبنانية، تاريخياً تعود أصول الكثير من أرمن غلينديل بمقاطعة لوس أنجلوس إلى إيران. يُميل الأرمن من أصول إيرانية في الولايات المتحدة بالتمتع بمستوى تعليمي عالي وثروة و«بالحصول على أعلى وضع اجتماعي واقتصادي» بالمقارنة مع الأرمن من أصول تركية، كما ويميلون بالعمل في كمديرين تنفيذيين ومحترفين وأكاديميين وكعمال الياقات البيضاء، والعيش برفاهية والإندماج في المجتمع الأمريكي. ويميل الرجال الأرمن من أصول إيرانية على الحصول على الشهادات الجامعية. ويُميل الأرمن مقارنة بالجماعات الإيرانية الأخرى في المهجر بالإرتباط مع مجتمعهم الإثني، حيث كان لدى الأرمن الإيرانيين احتمالية أكبر لعلاقات اقتصادية مع بعضهم البعض. ويُميل الأرمن من أصول إيرانية في الحفاظ على الثقافة الأرمنية والتردد على النوادي الاجتماعية الأرمنية والمدارس والكنائس الأرمنية ومشاهدة القنوات والشبكات التلفزيونية الناطقة باللغة الأرمنية.

## معرض الصور

### صور تاريخية

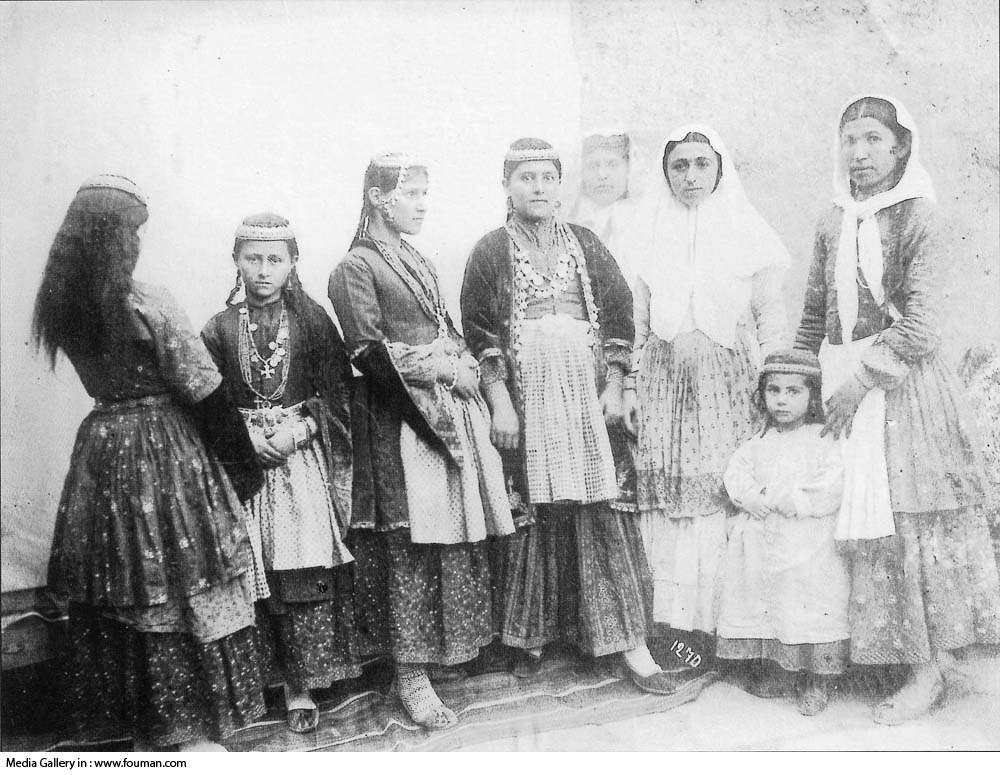
صورة تاريخية لنساء أرمنيات من عصر الدولة القاجارية
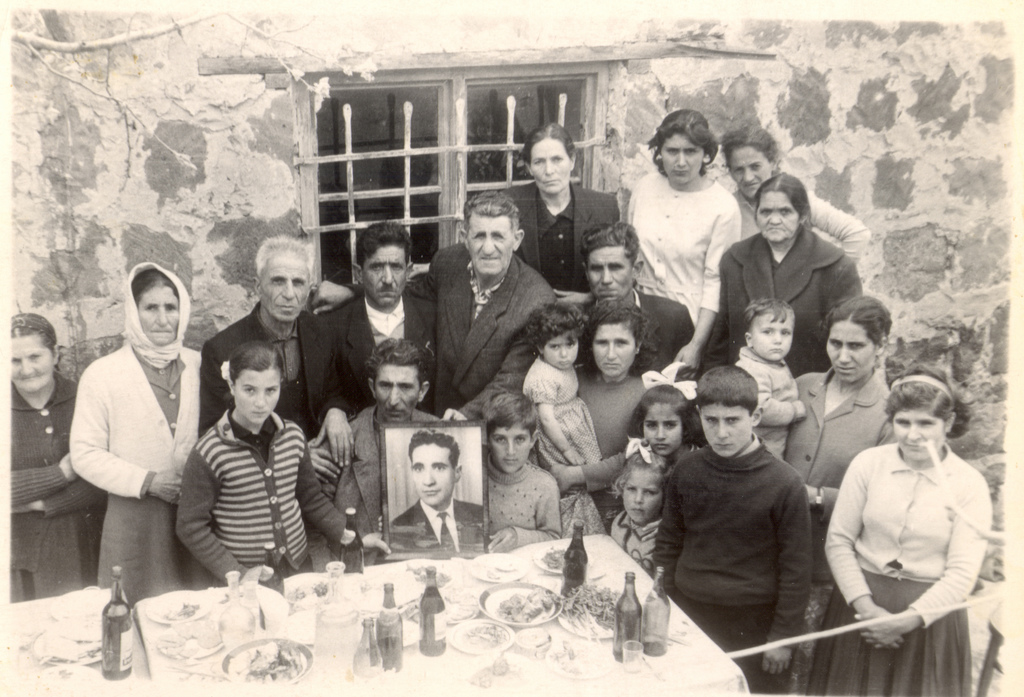
صورة تاريخية لأسرة أرمنية موسعة من مدينة أزنا
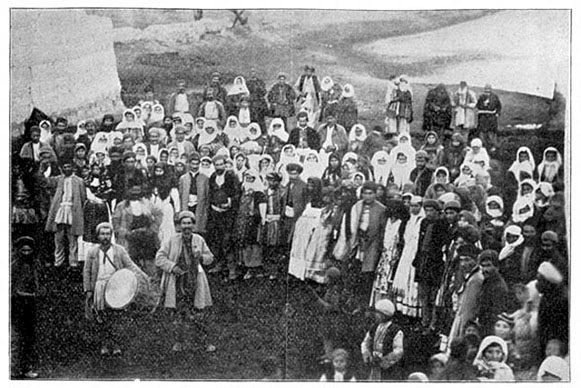
زفاف نسطوري في بلاد فارس من عام 1897
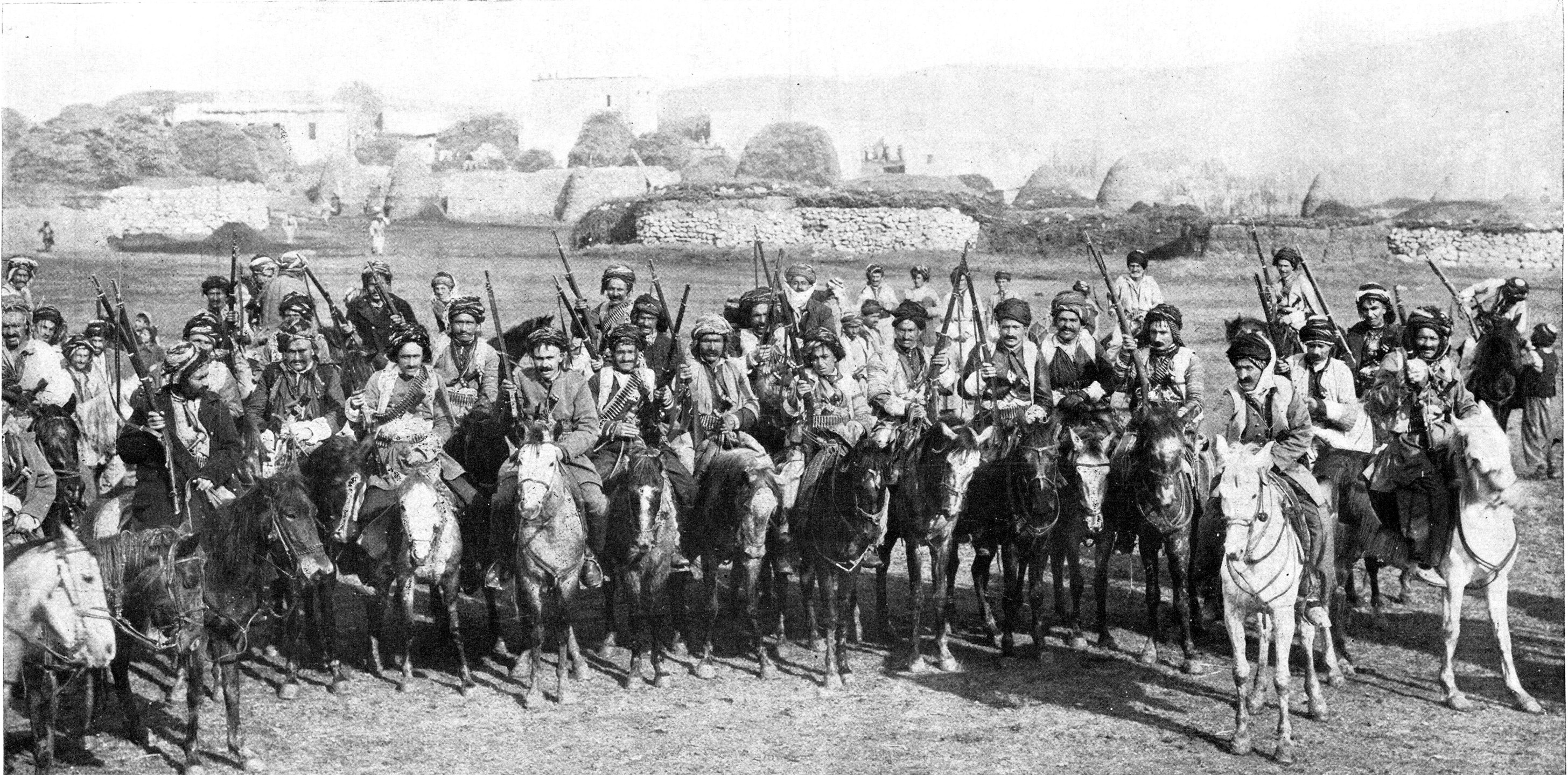
صورة من عام 1890 لآشوريون من موانا، ويظهر في الصورة عدد من شيوخ العشائر الآشورية
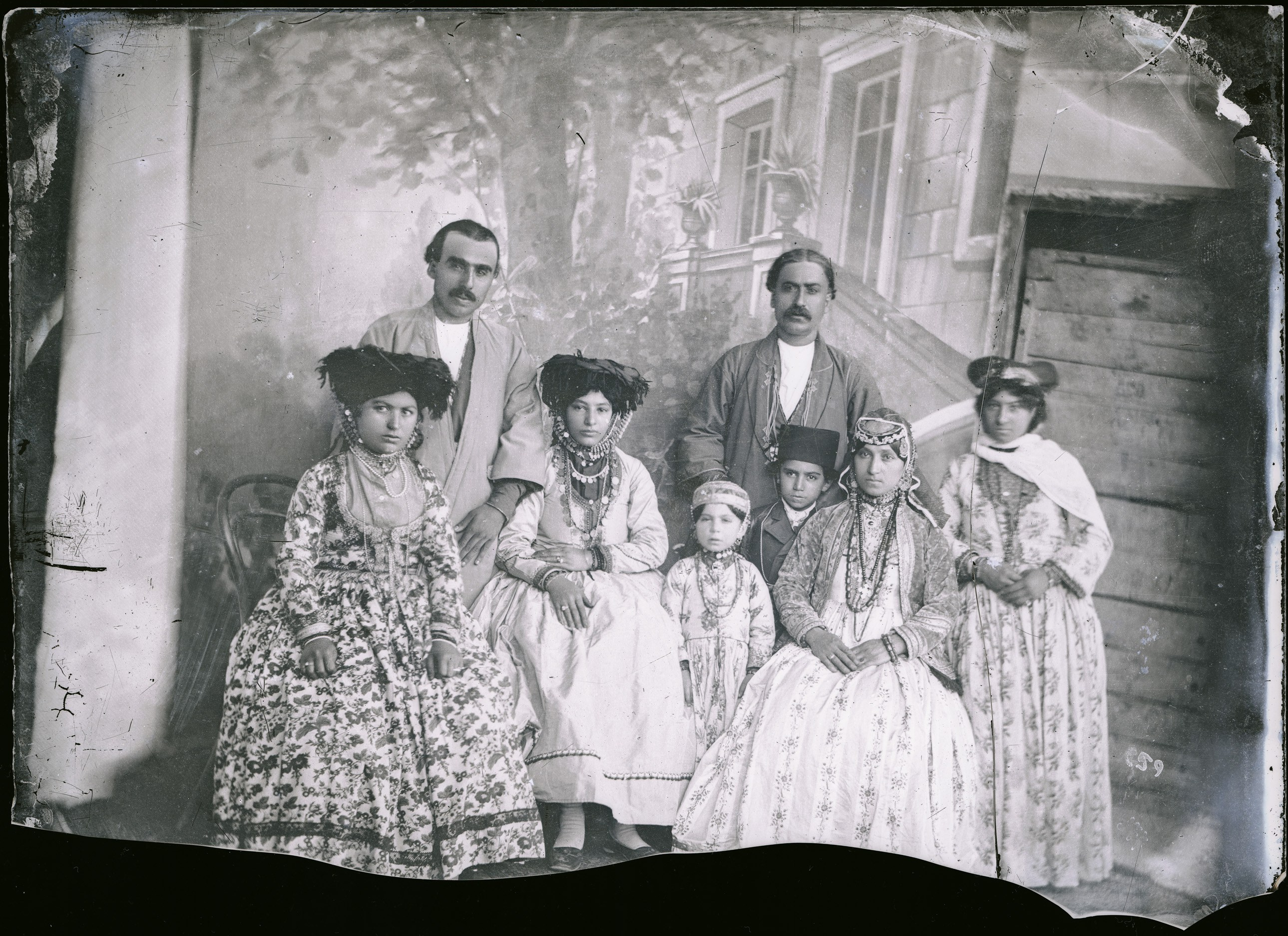
عائلة نسطورية آشورية من بلاد فارس
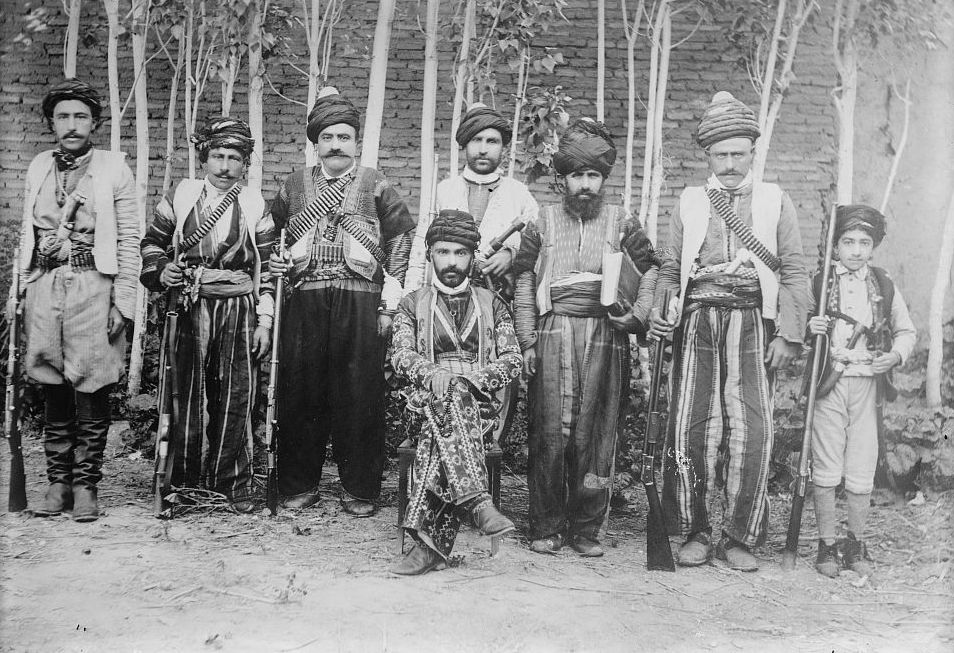
رئيس أساقفة نسطوري يتوسط خدمه
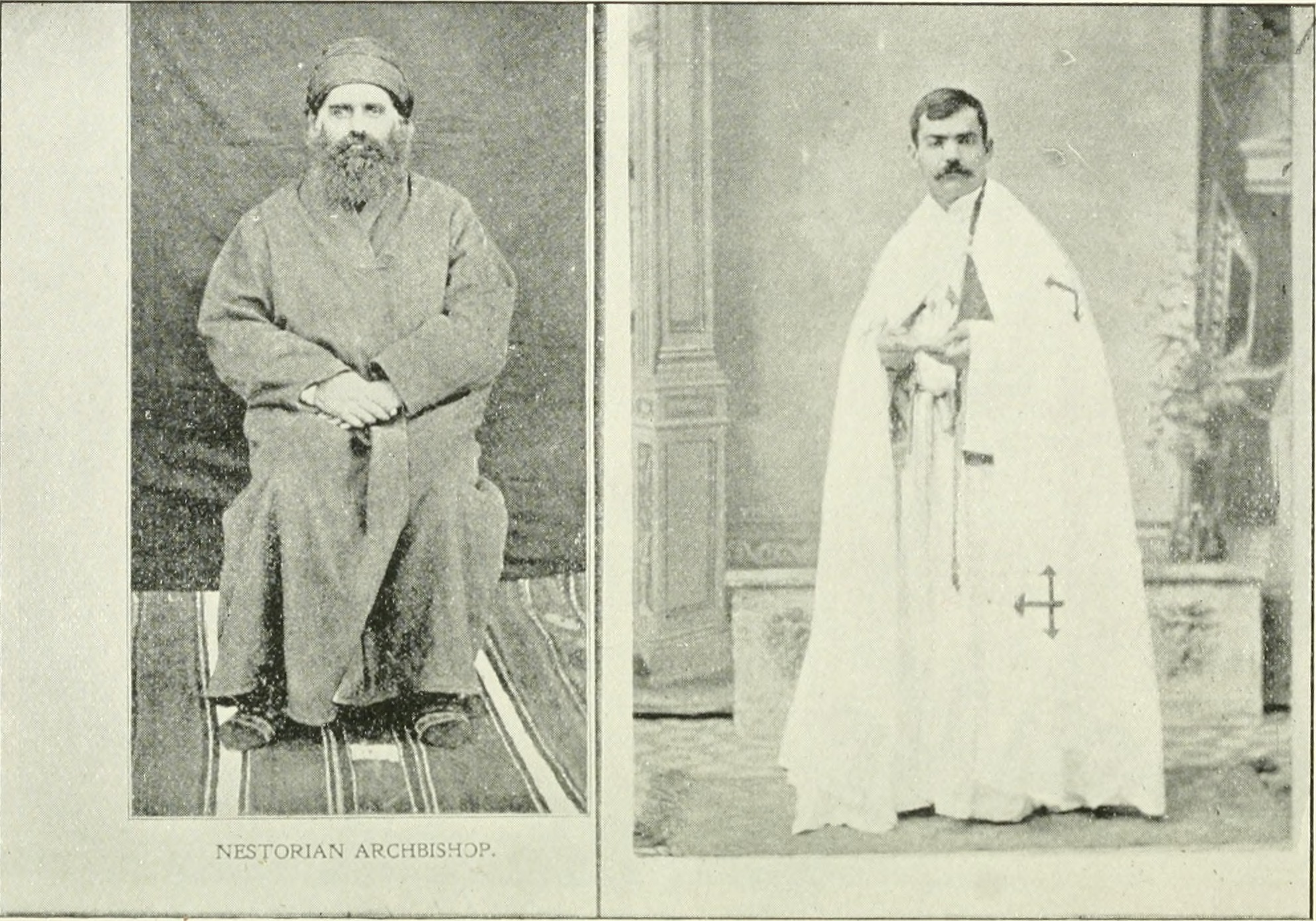
رجال دين نساطرة من بلاد فارس
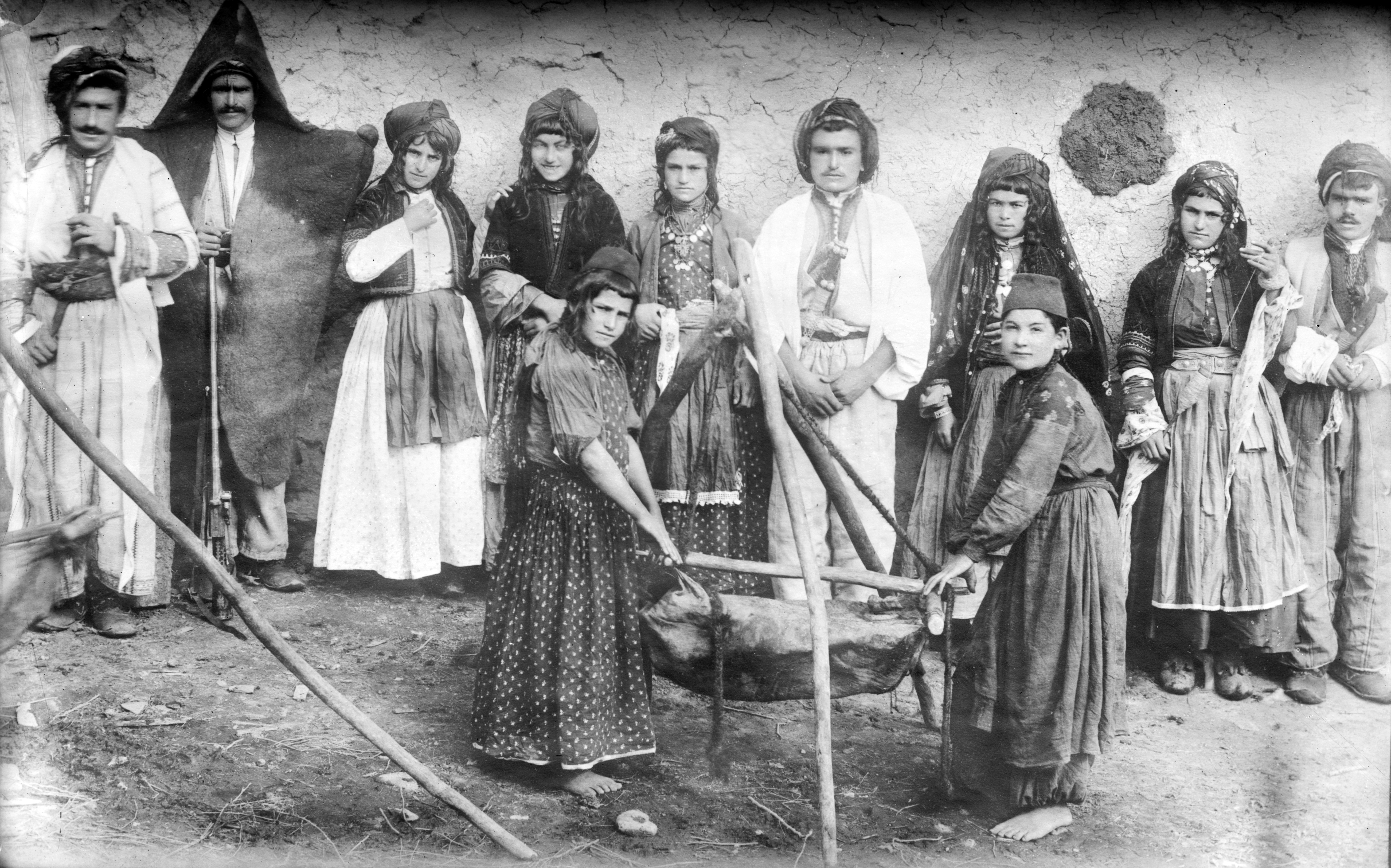
عائلة نسطوريَّة في أرومية في أواخر القرن التاسع عشر
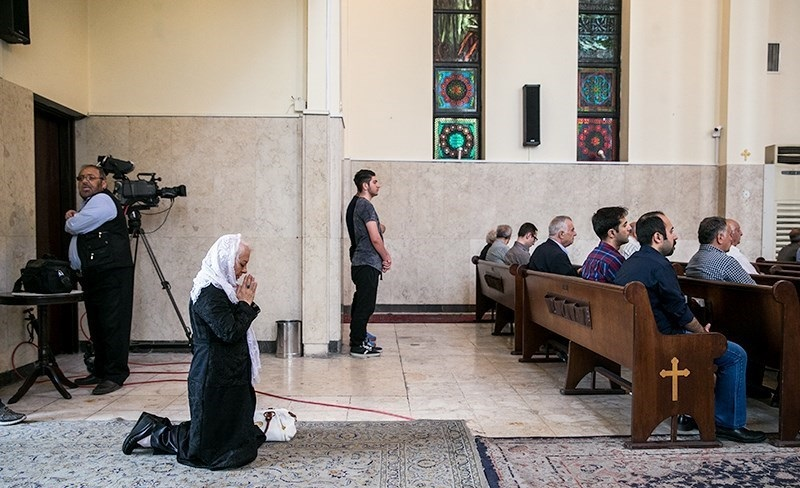
إحياء ذكرى يوم تذكار الإبادة الجماعية للأرمن في طهران
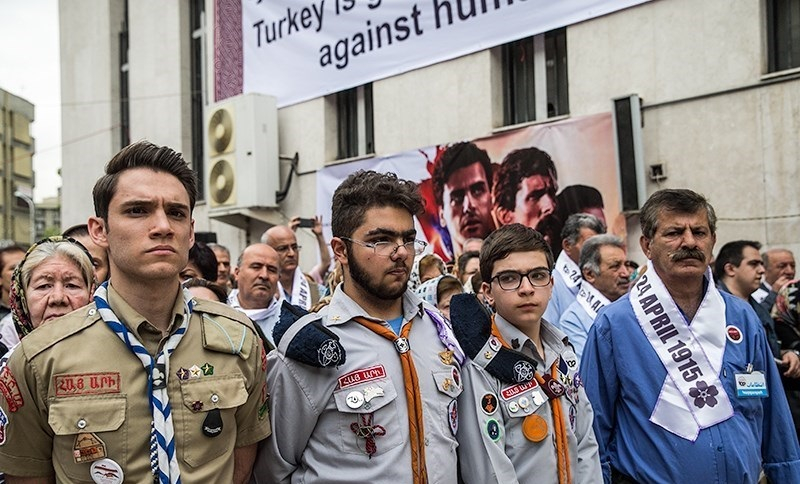
مسيرة إحياء ذكرى يوم تذكار الإبادة الجماعية للأرمن في طهران

### كنائس إيران

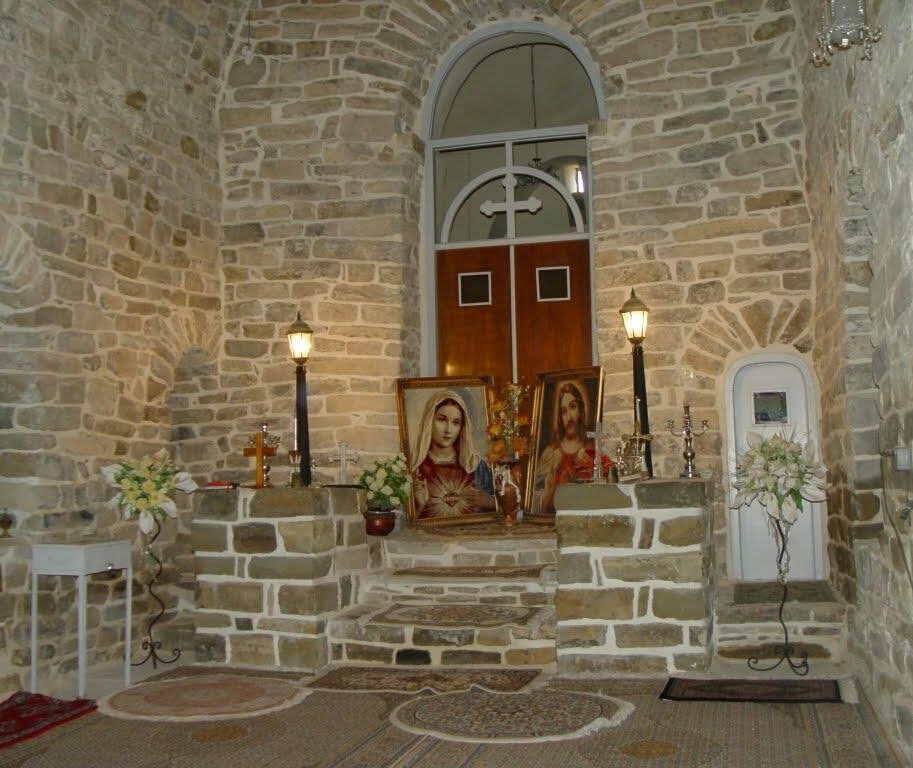
كنيسة مار سركيس الآشوريّة في مدينة أرومية
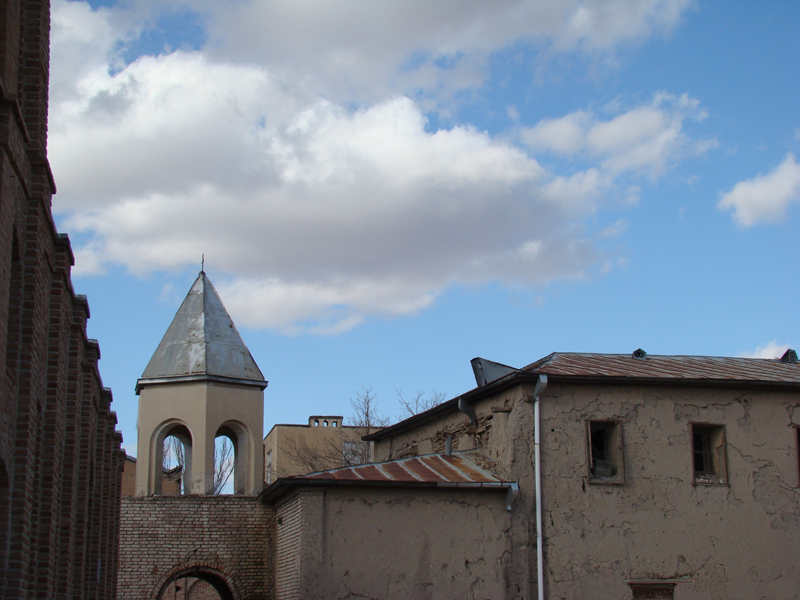
كنيسة القديس يوحنا في مراغة
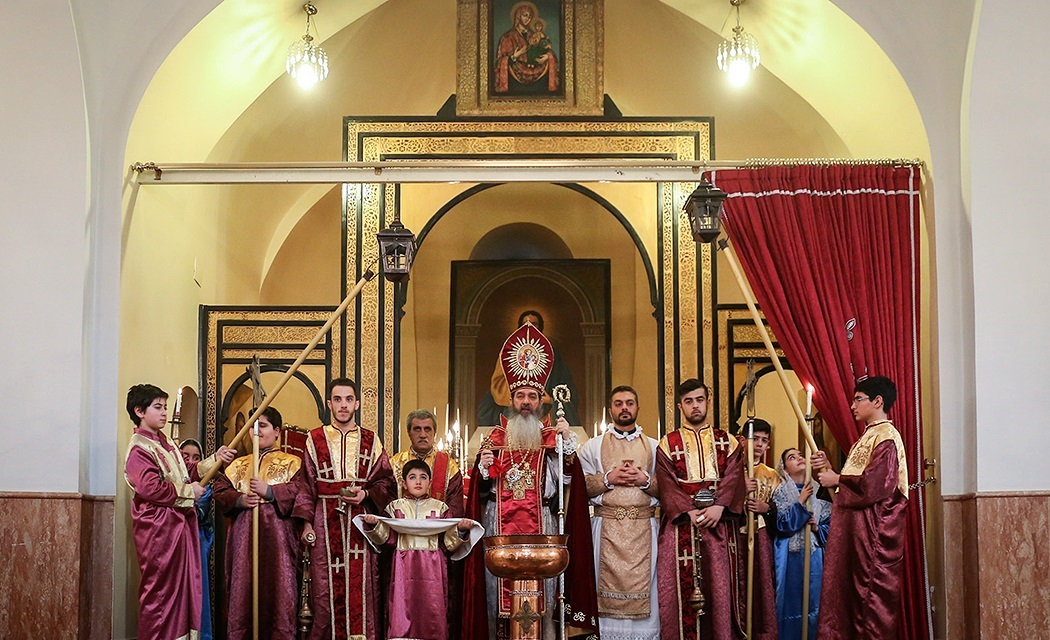
إحتفالات عيد الميلاد في كنيسة القديسة مريم في تبريز
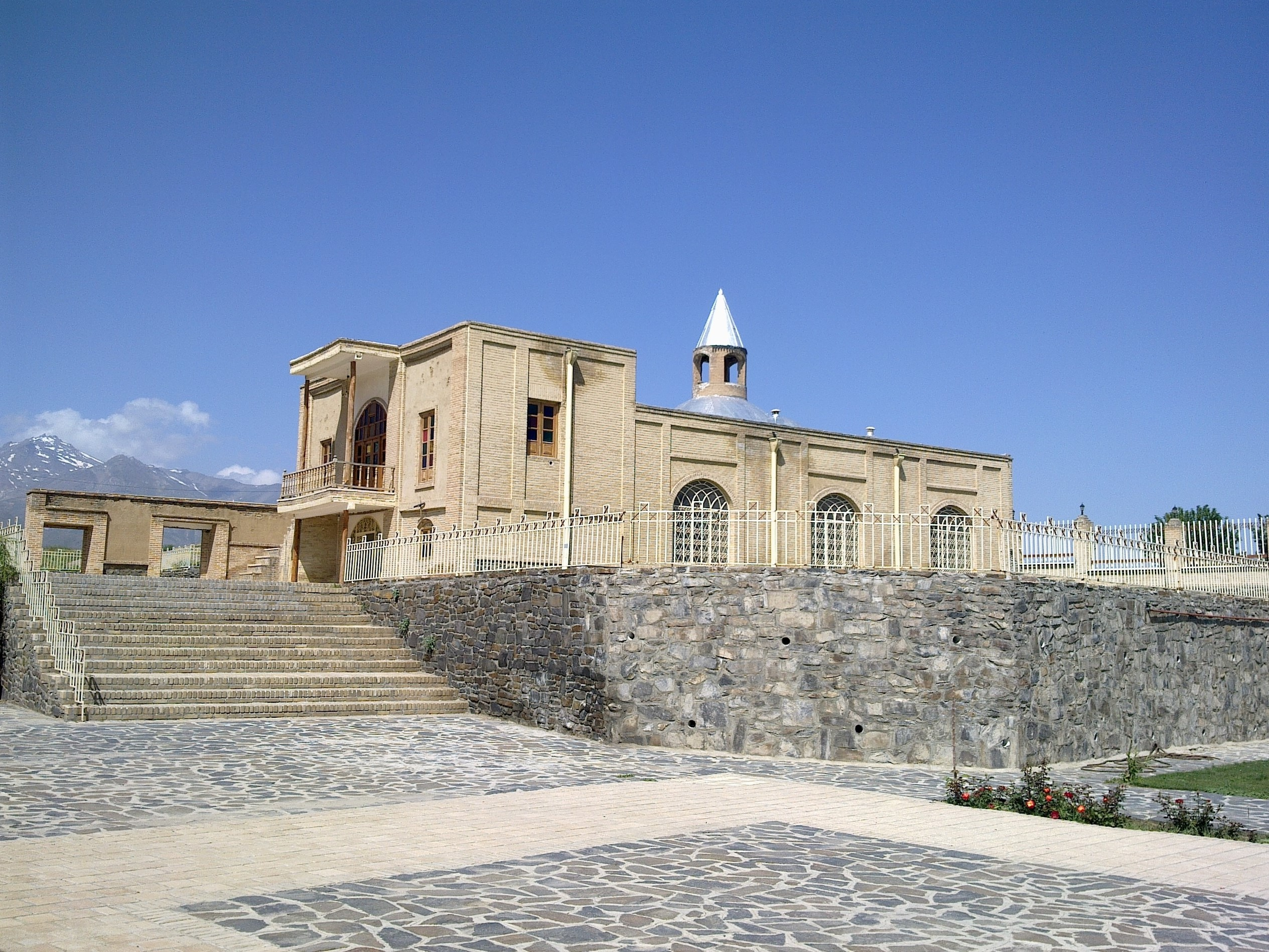
كنيسة غريغوري إسطفان في همدان
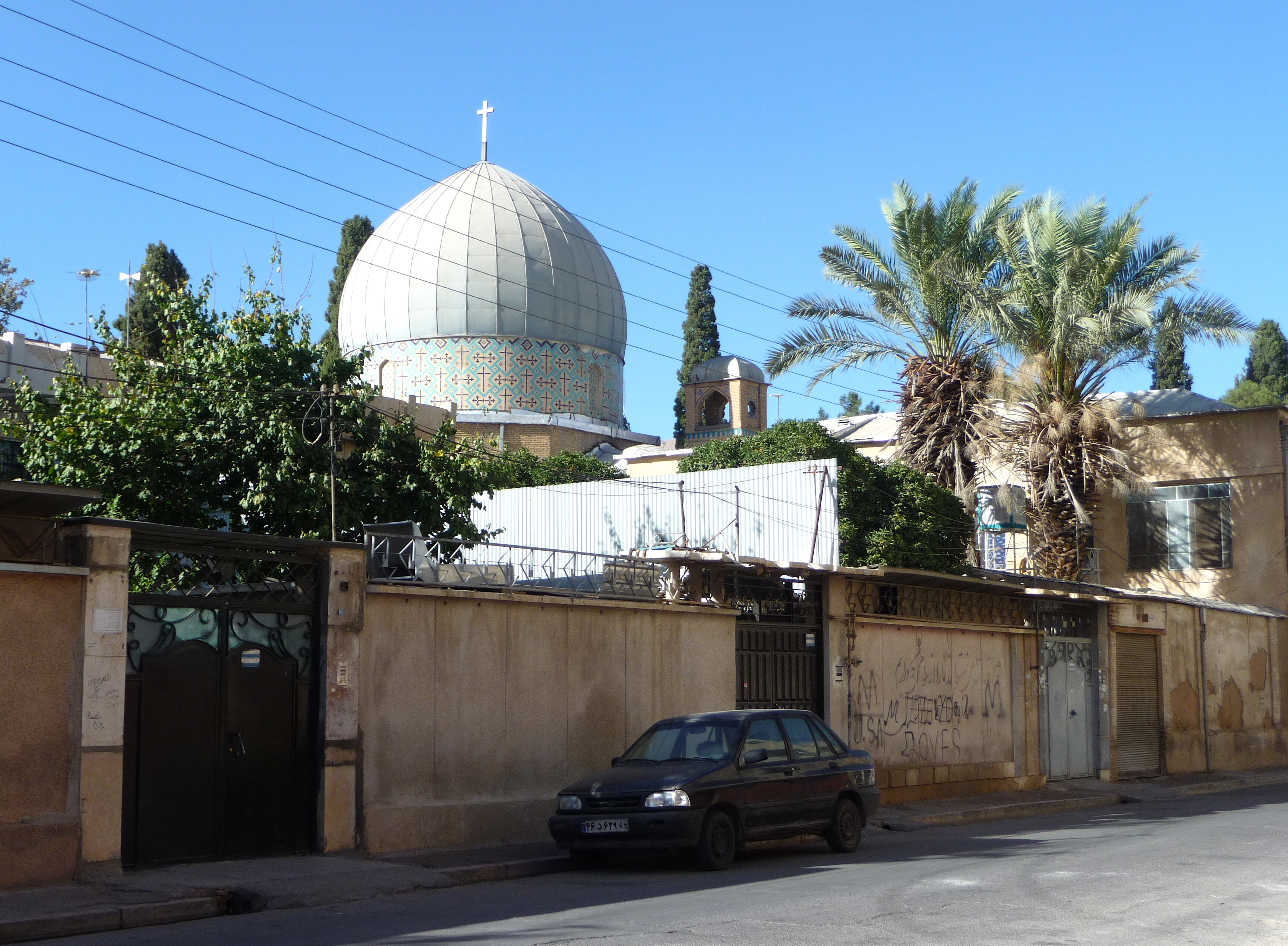
كنيسة القديس سمعان القانوي في شيراز
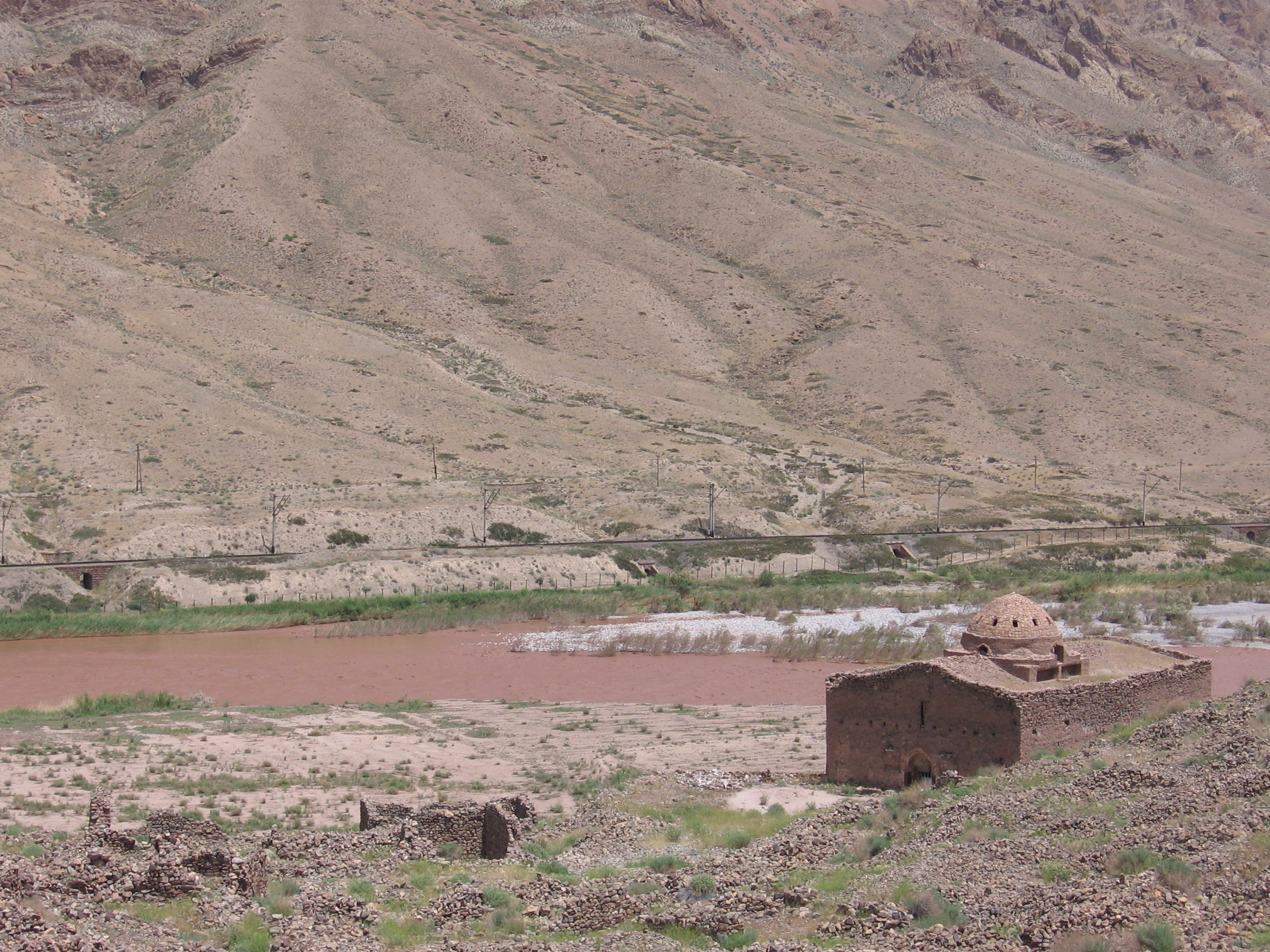
كنيسة أم الرب المقدسة في محافظة أذربيجان الغربية
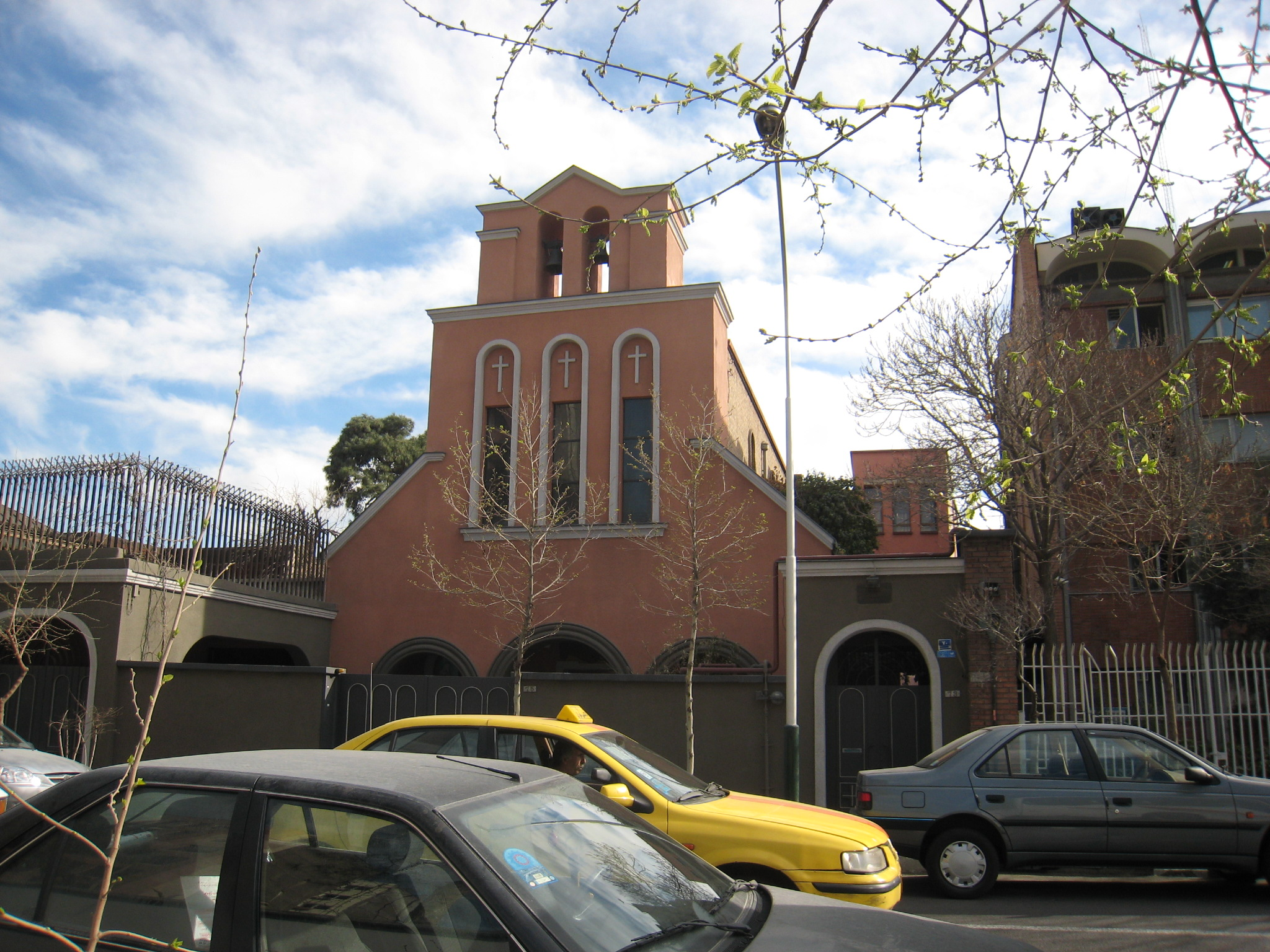
كاتدرائية القنصل الكاثوليكية في طهران
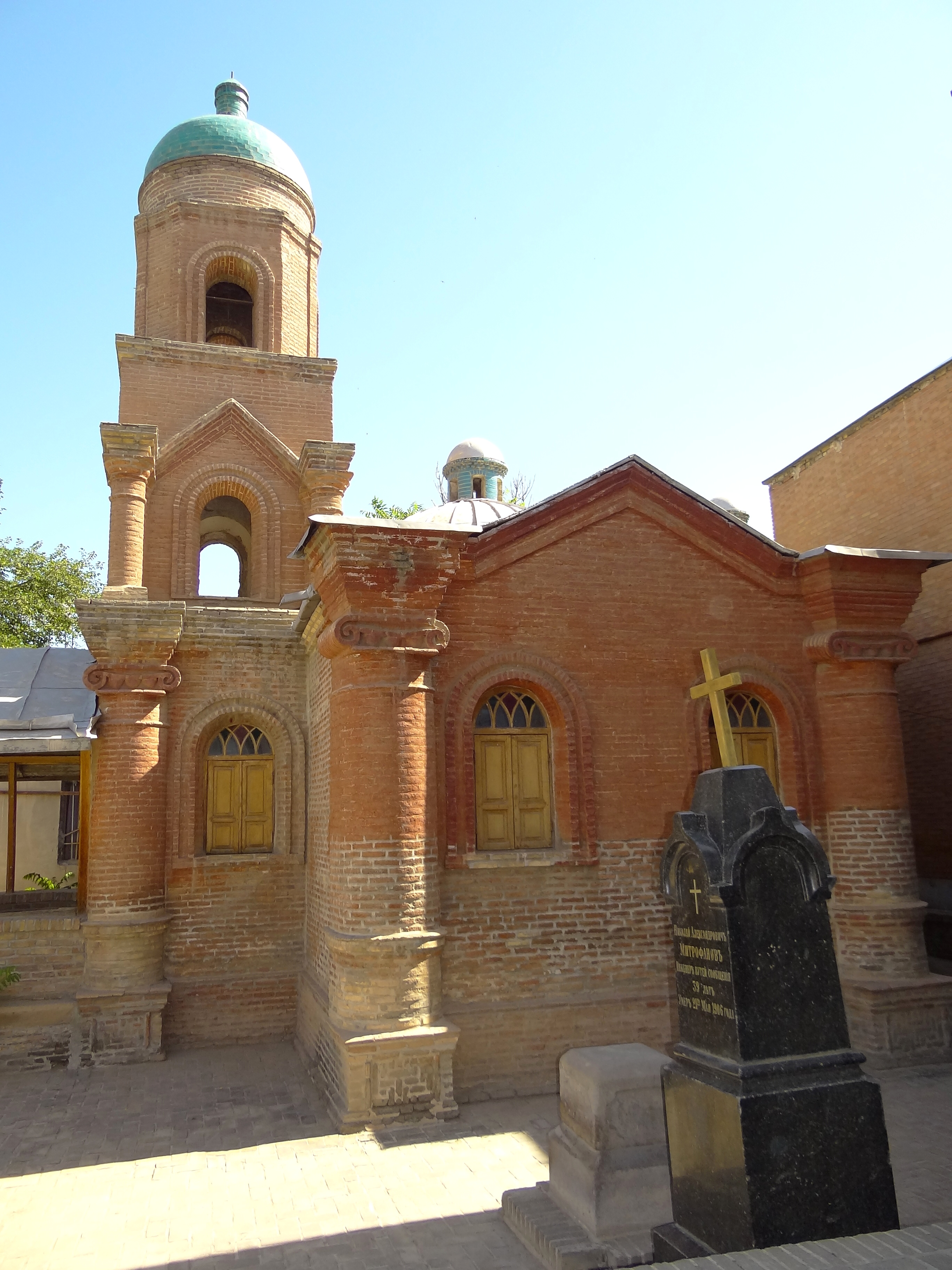
كنيسة كانتور الأرثوذكسيّة في قزوين
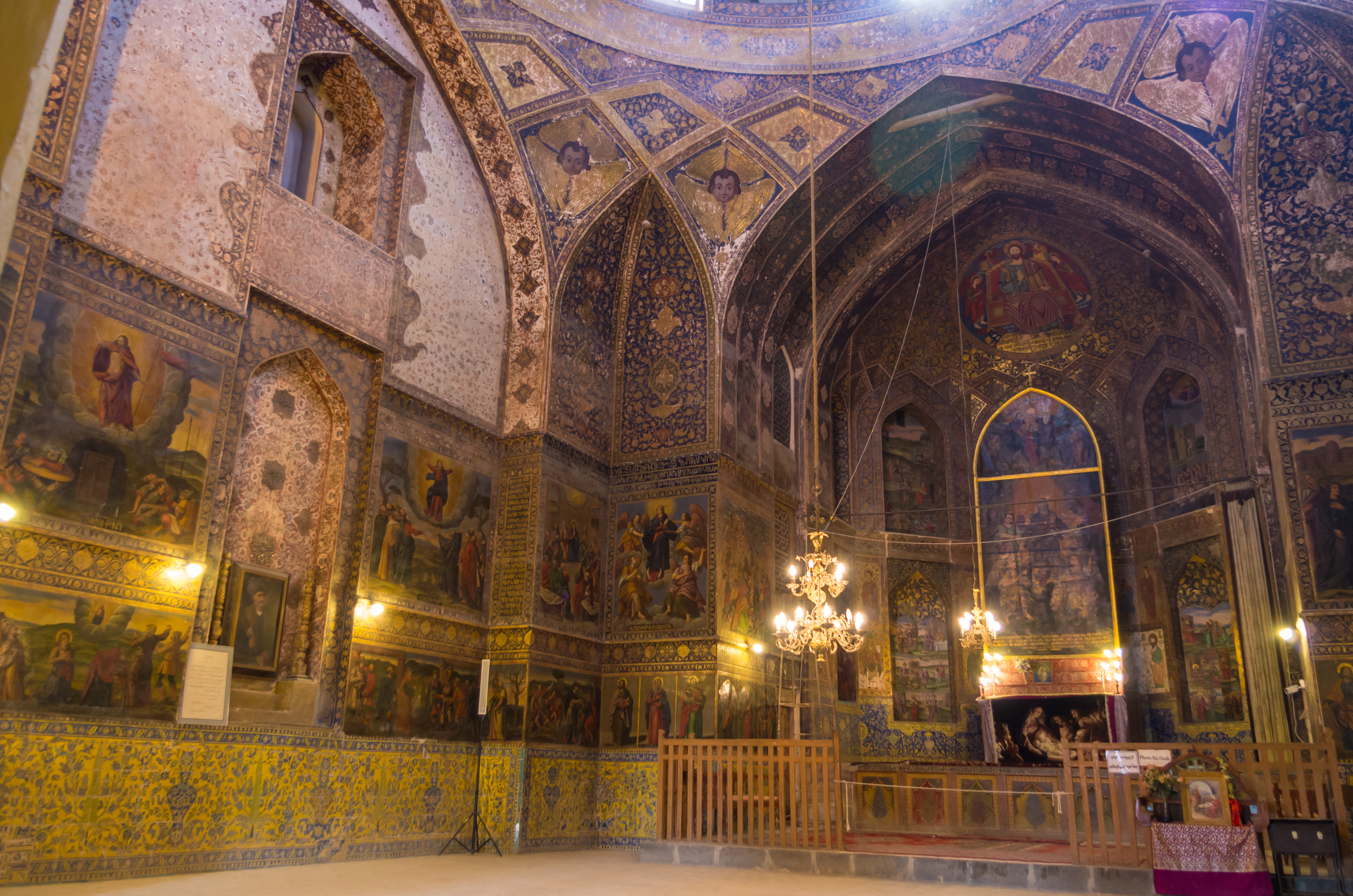
داخل كنيسة بيت لحم في أصفهان
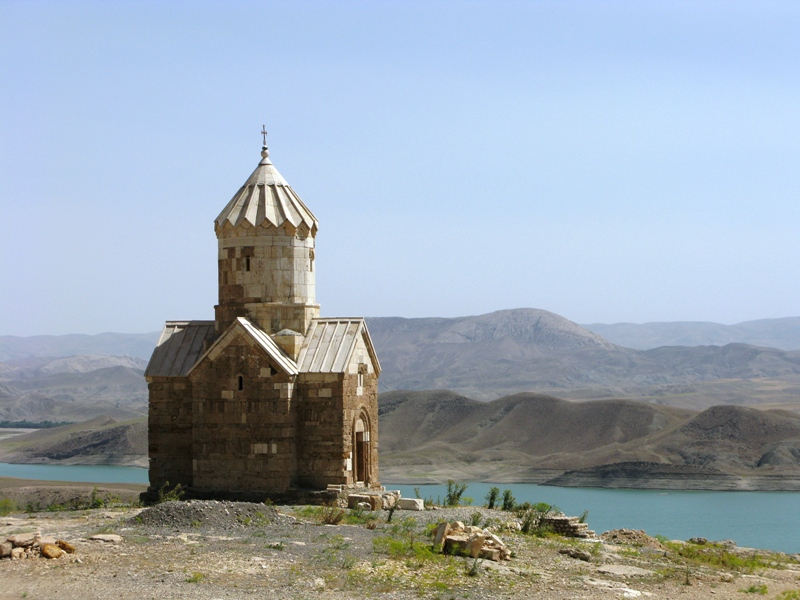
كنيسة زور زور في محافظة أذربيجان الغربية
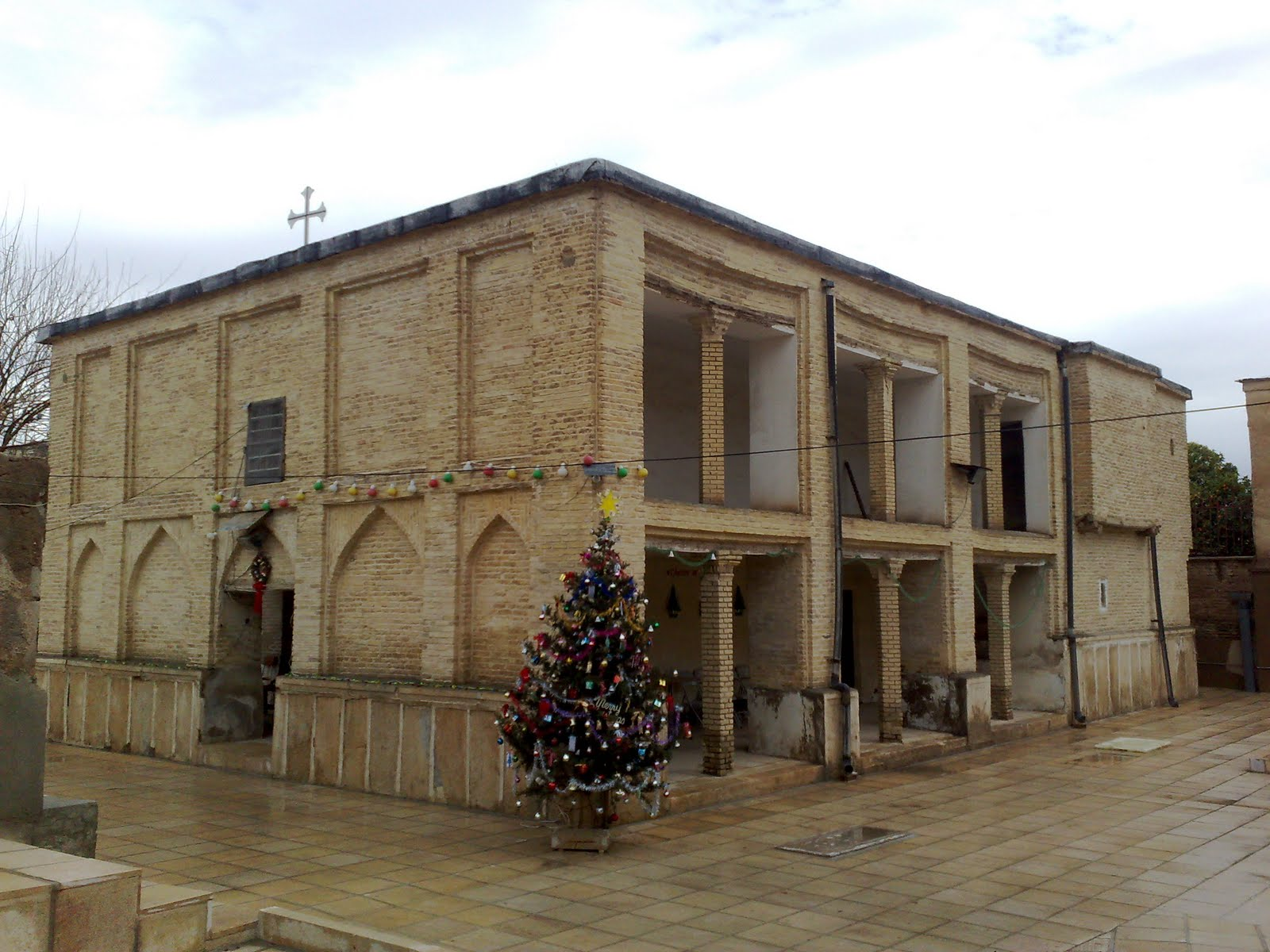
كنيسة مريم المقدسة في شيراز
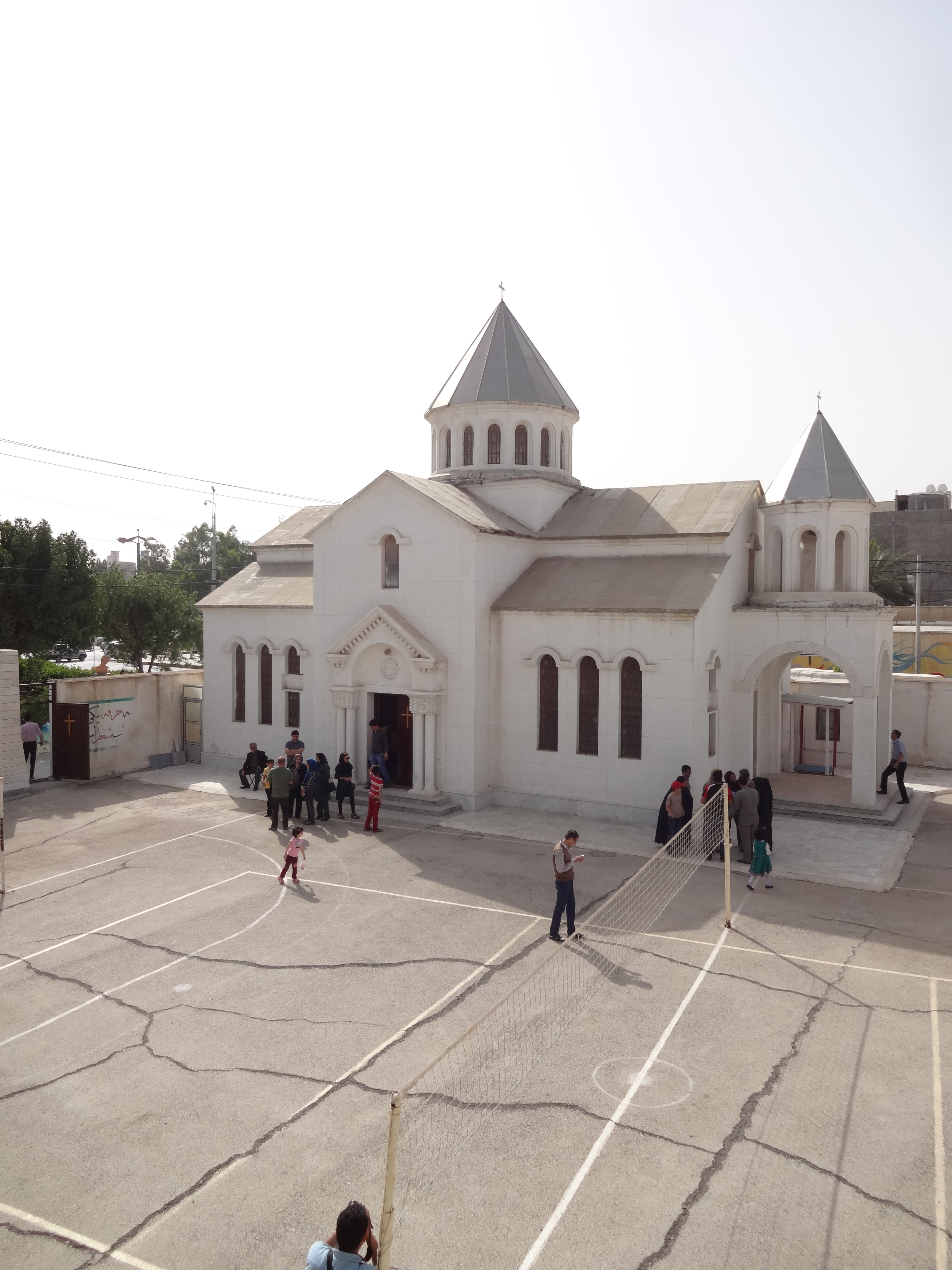
كنيسة غارابت المقدس الأرمنية الرسوليّة في عبادان
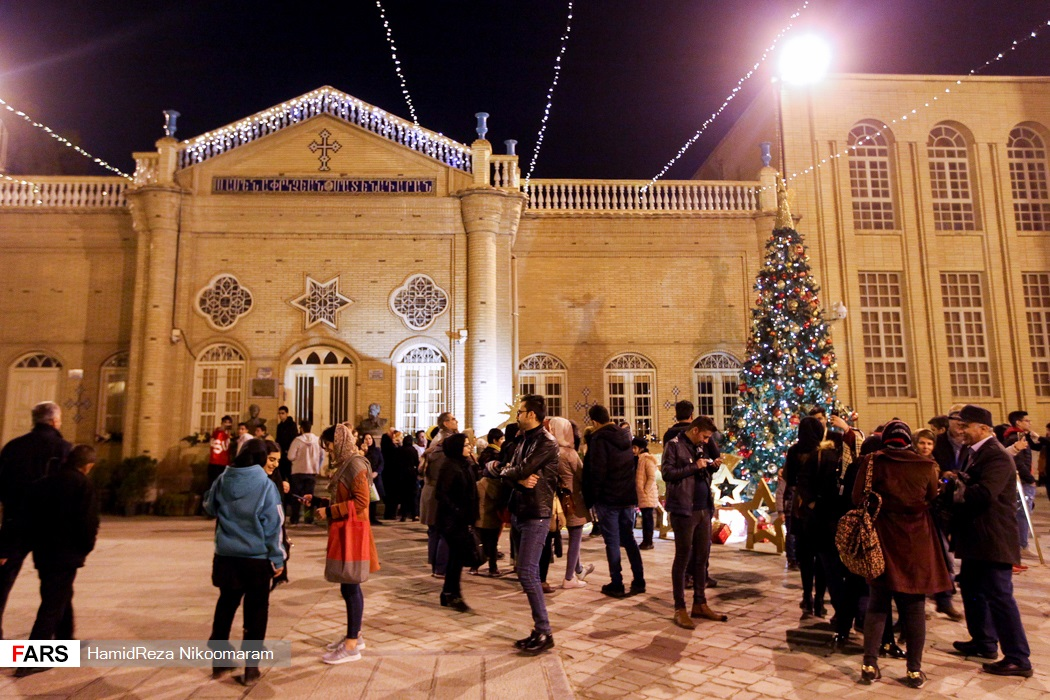
احتفالات عيد الميلاد في الحي الأرمني في أصفهان
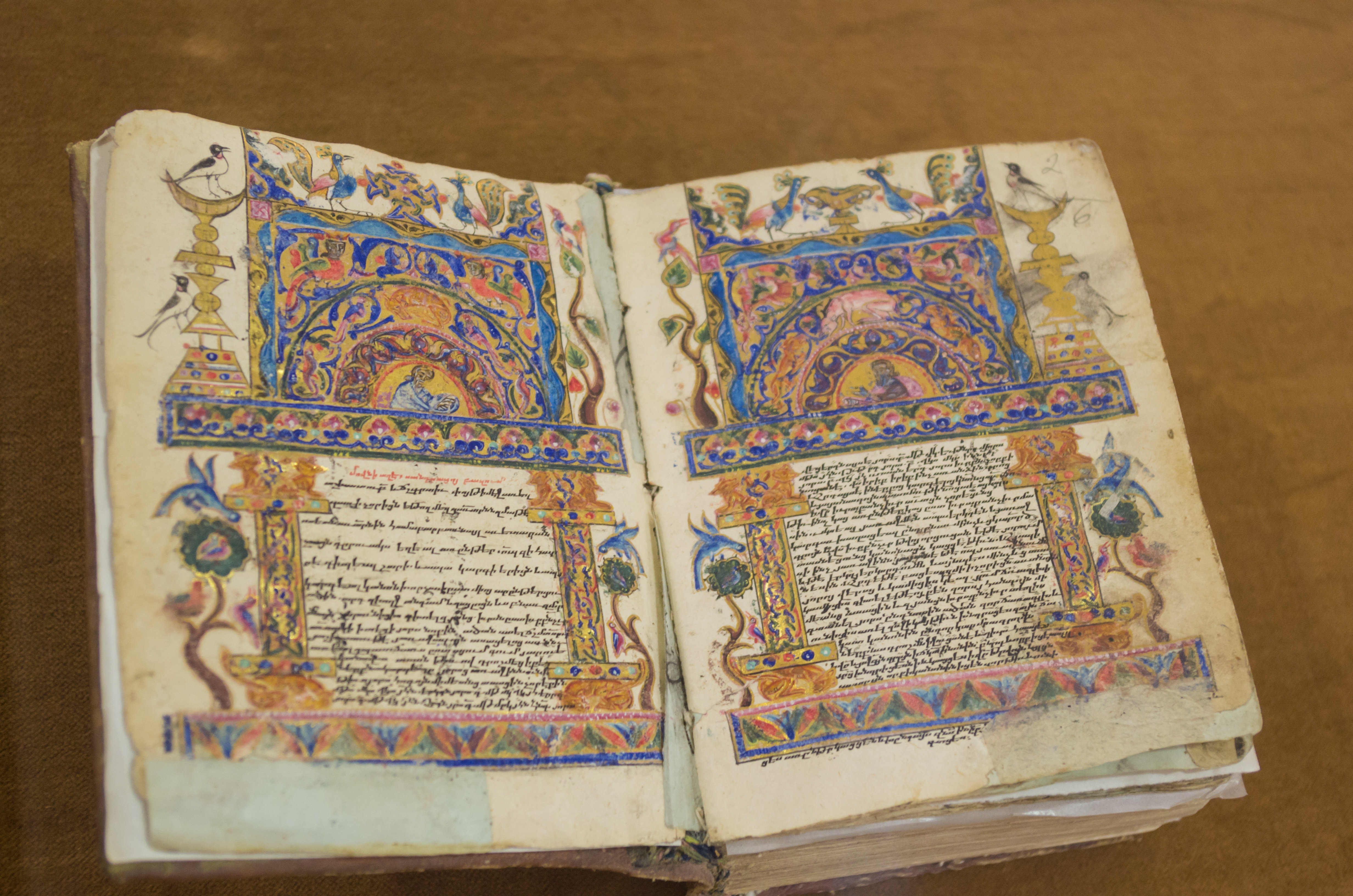
نسخة تاريخية من الكتاب المقدس في متحف فانك
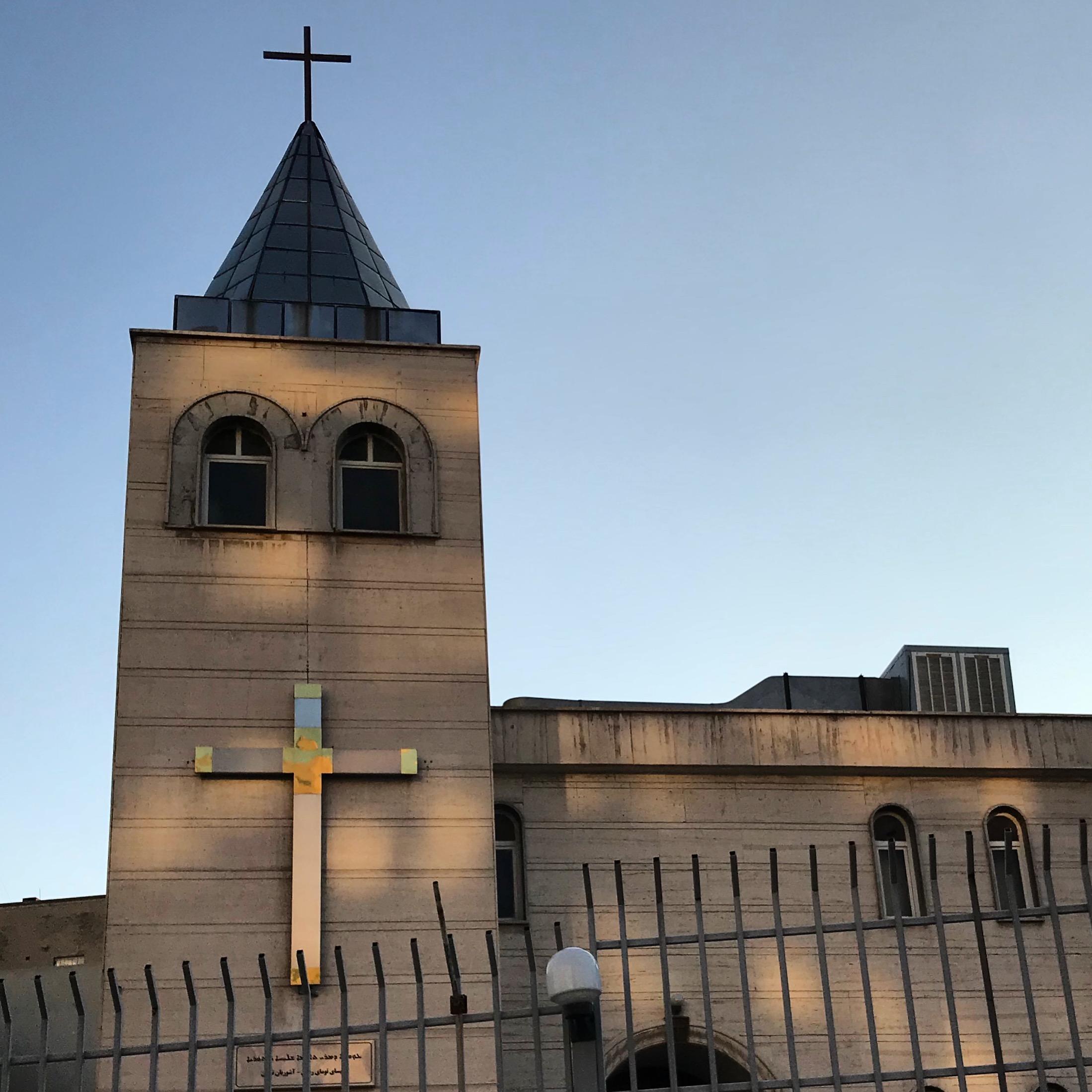
كنيسة القديس توما الآشورية في طهران
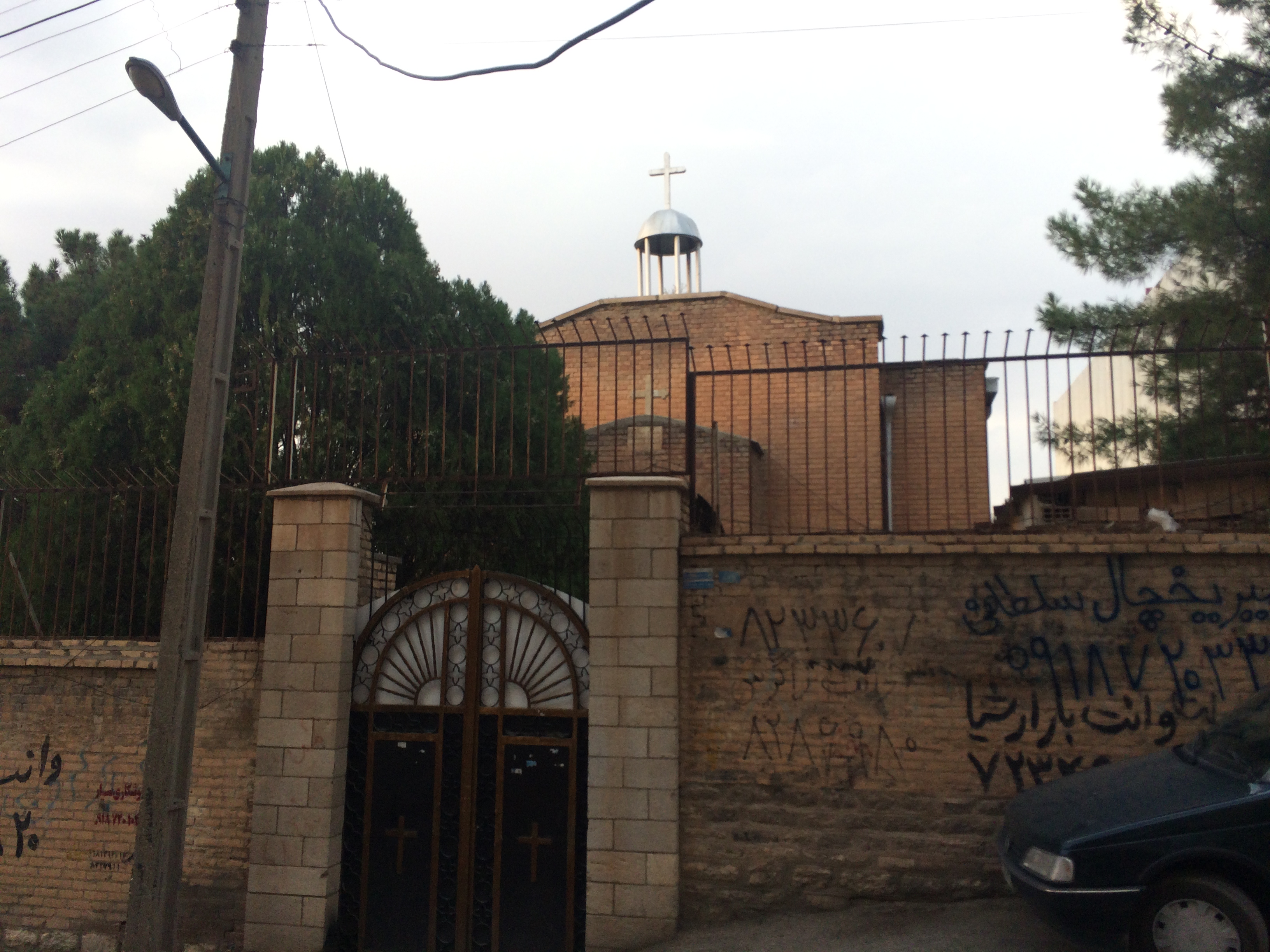
الكنيسة الآشورية الخمسينية في كرمانشاه
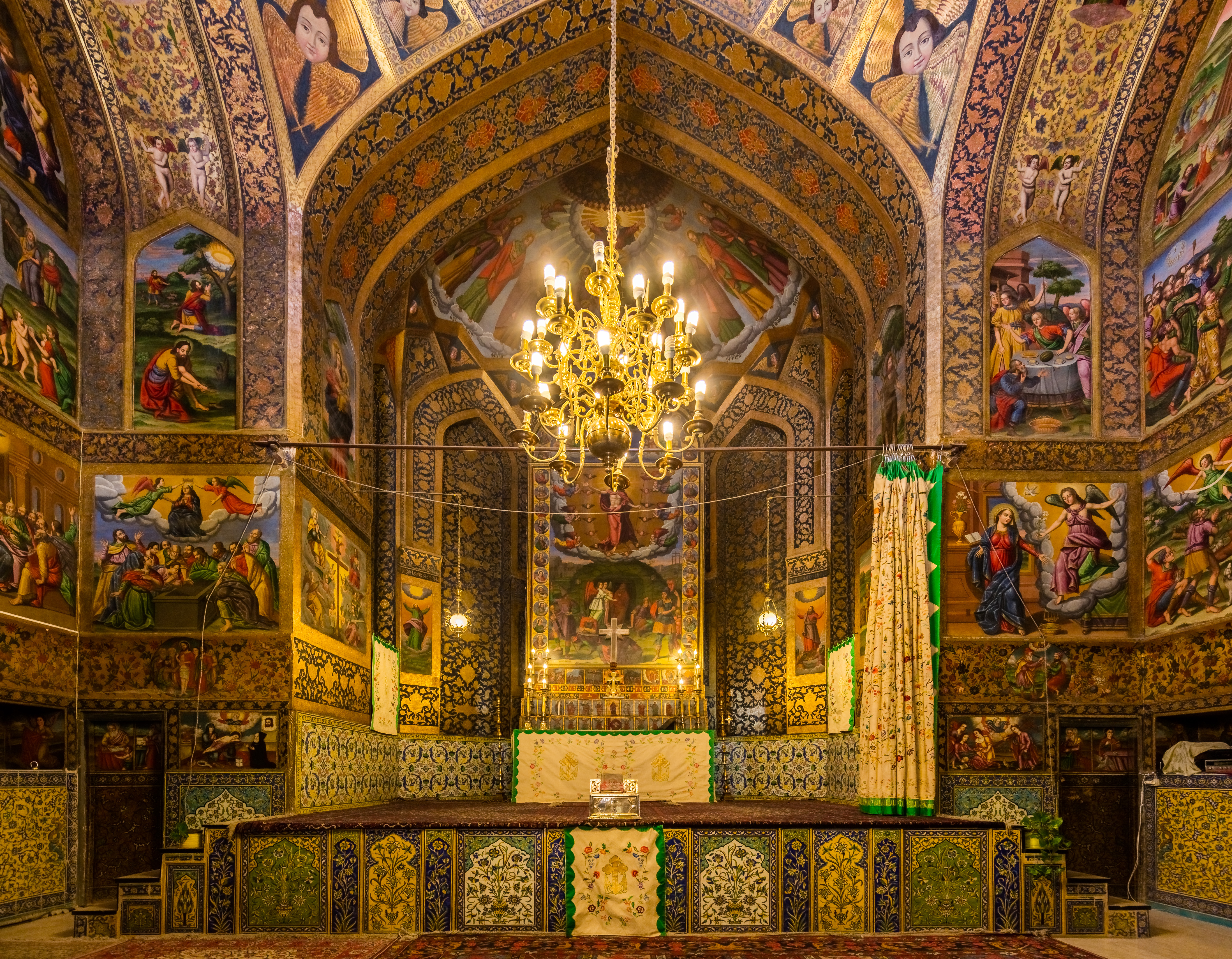
كاتدرائية فانك في أصفهان
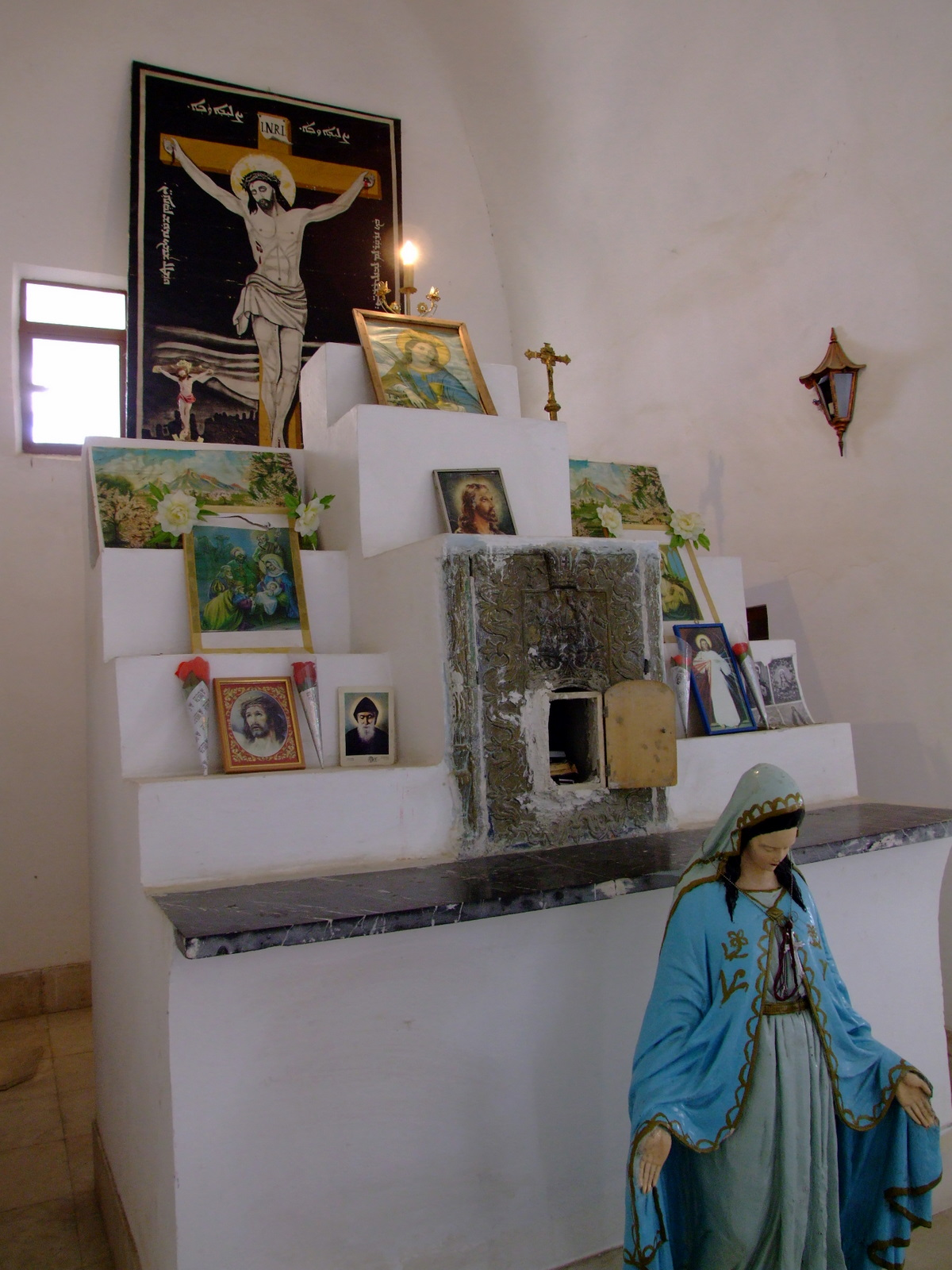
داخل كنيسة سنندج الكلدانية الكاثوليكية
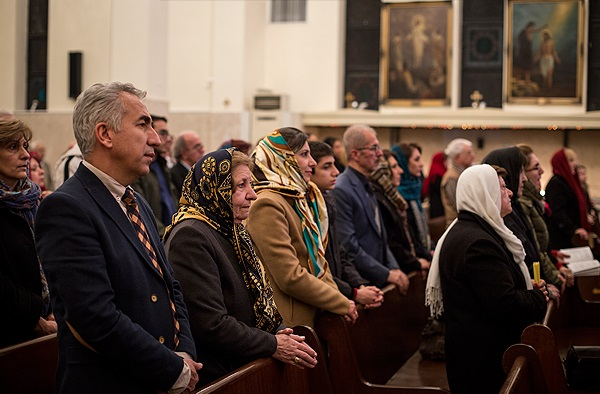
مسيحيون يؤدون الصلوات بمناسبة ليلة رأس السنة في طهران
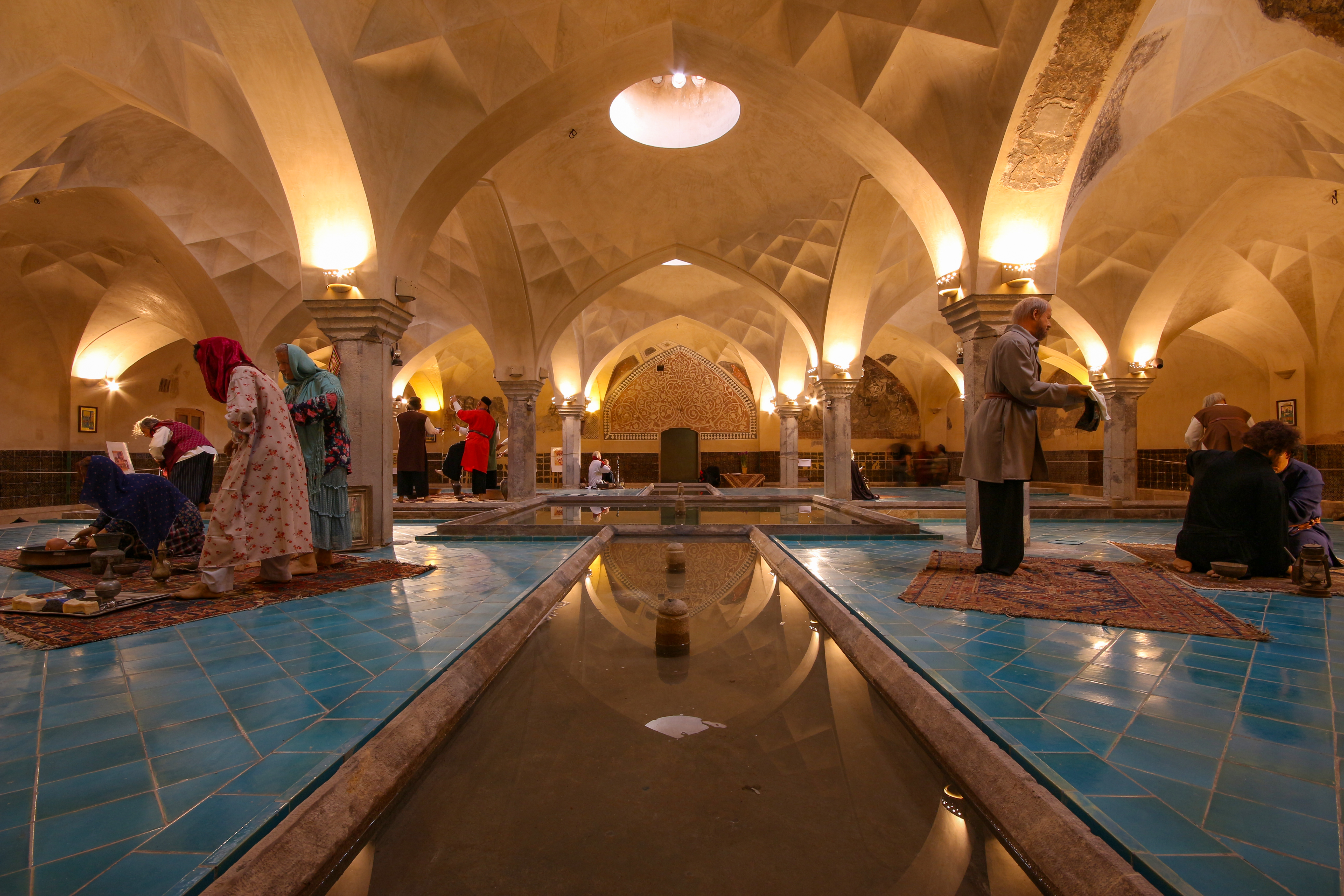
حمام عام في الحي الأرمني في أصفهان